# Agricultura României

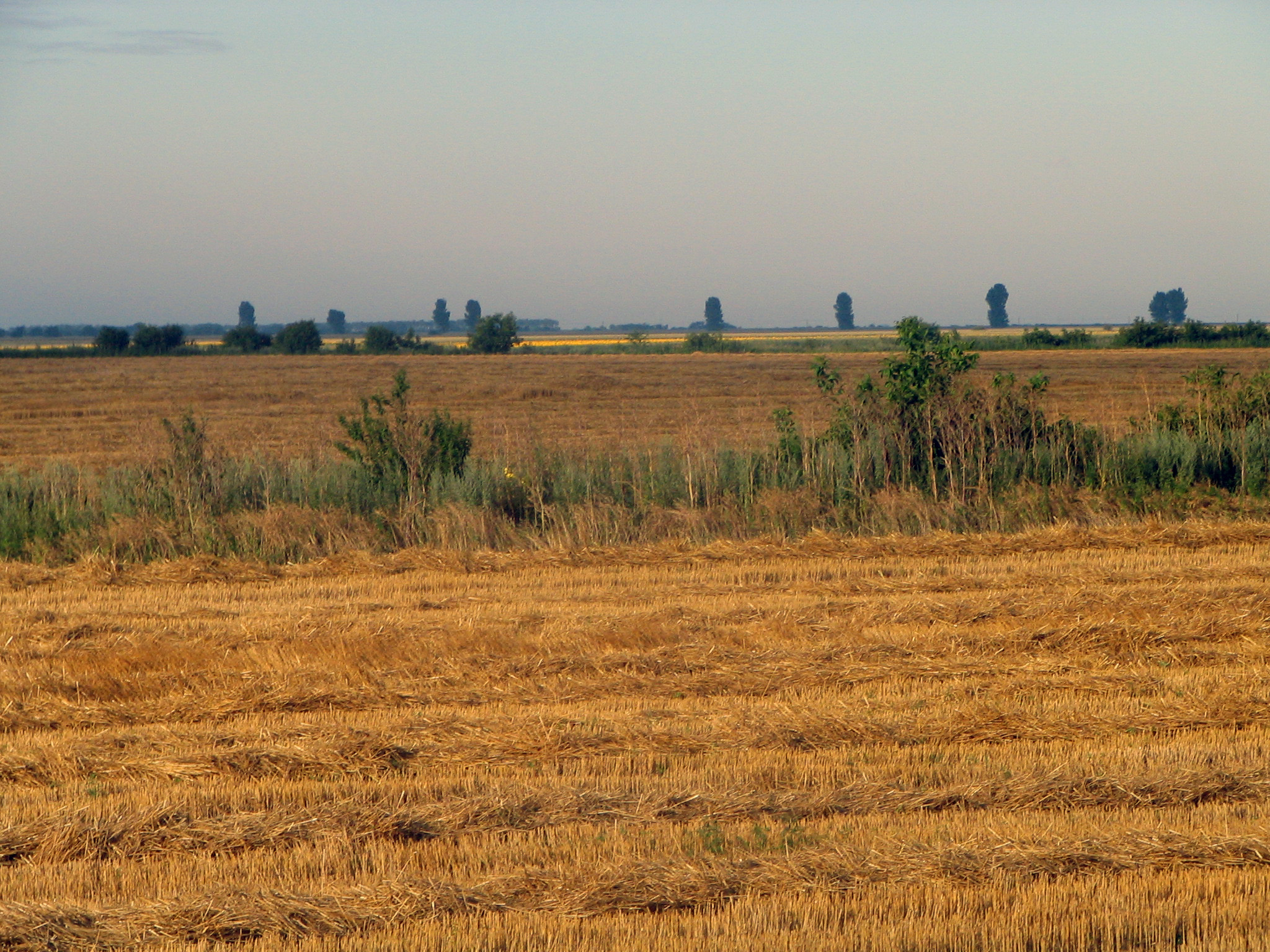
Câmp în Călărași

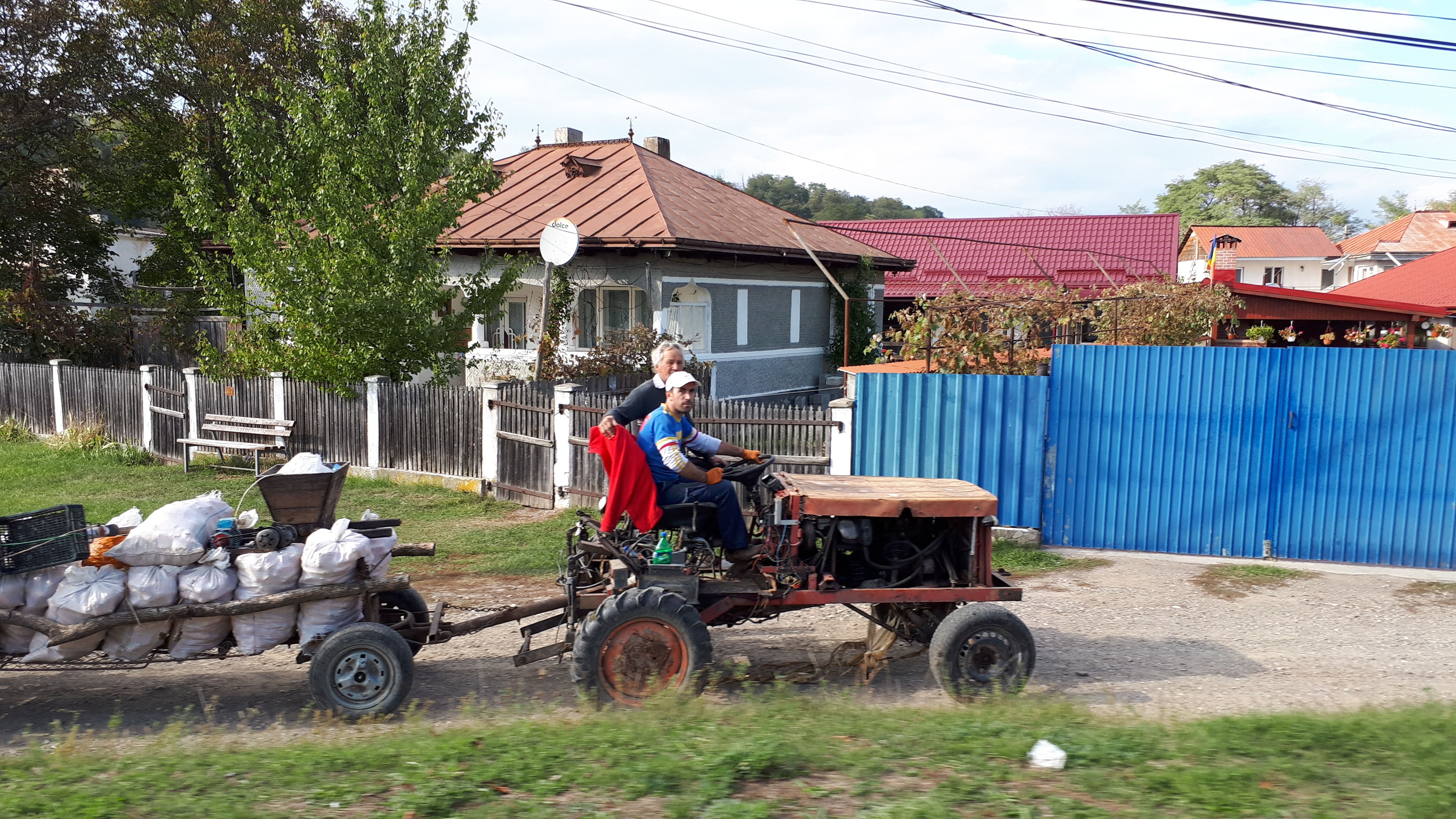
Fermieri în Tescani, Bacău

Agricultura în România a reprezentat în 2023 o valoare de aproximativ 3,9% din produsul intern brut și a angrenat aproximativ 13% (1,111 milioane persoane) din forța de muncă. Peste trei sferturi (76,5%) din valoarea producției agricole a Uniunii Europene in 2023 a fost realizată în doar șapte state: Franța (95,8 miliarde euro), Germania (76,1 miliarde euro), Italia (73 miliarde euro), Spania (65,6 miliarde euro), Țările de Jos (41,5 miliarde euro), Polonia (36,8 miliarde euro) și România (22,2 miliarde euro).
Conform Organizației pentru Alimentație și Agricultură a Națiunilor Unite (FAO), în anul 2022 România deținea o suprafață totală de 23,008 milioane hectare, dintre care 12,678 milioane hectare reprezentau suprafața agricolă incluzând 8,211 milioane hectare teren arabil și 4,073 milioane hectare de pajiști și pășuni, 6,929 milioane hectare reprezentau suprafețe împădurite, iar 3,410 milioane hectare reprezentau alte tipuri de teren. Producția vegetală a avut o valoare de 14,5 miliarde euro, iar cea animală de 7,1 miliarde euro.
În 2023, suprafața agricolă a României crescuse la valoarea de 12,714 milioane hectare, dintre care 8,407 milioane hectare erau teren arabil, reprezentând 8,1% din suprafața agricolă a Uniunii Europene, valoarea totală a producției agricole din România în același an fiind de 22,215 miliarde euro, mai mare decât cea din anul precedent. Suprafața terenului arabil plasează România la partea superioară a clasamentului suprafețelor agricole din Uniunea Europeană, cel mai mare producător și comerciant de cereale din lume. 
Potrivit studiului anual KeysFin „Sectorul agricol românesc” publicat în luna noiembrie 2023, cifra de afaceri a companiilor agricole românești a înregistrat a doua cea mai mare creștere anuală nominală din ultimii 10 ani, de peste 8 miliarde lei, atingând maximul istoric de 68 miliarde lei în 2022, cu 48% mai mare decât în 2018.
Conform Institutului Național de Statistică, în 2020, exporturile de produse agroalimentare au atins 7,1 miliarde euro, reprezentând aproximativ 11% din totalul exporturilor țării. Cerealele, în special grâul și porumbul, reprezintă o parte semnificativă a acestor exporturi, România fiind unul dintre cei mai mari exportatori de cereale din Uniunea Europeană. 
Valoarea comerțului internațional agricol (exporturi plus importuri) în 2022 a crescut cu 30% față de 2021 și a fost cu 82% peste nivelul din 2018, atingând 16,3 miliarde euro, potrivit datelor Institutului Național de Statistică. În 2022, România a rămas exportator net de produse agricole după ce a fost importator net în anul pandemiei pentru prima dată din 2010, înregistrând un excedent comercial agricol (exporturi minus importuri de produse agricole) cu 28% sub cel înregistrat în 2021, de 800 milioane euro.
În 2023, exporturile nete ale României au înregistrat o creștere, reprezentând 3,43 miliarde euro pentru cereale, 1,5 miliarde euro pentru plante industriale și semințe oleaginoase, 1,22 miliarde euro pentru tutun (țigarete), 300 milioane euro pentru animale vii și 150 milioane euro pentru uleiuri animale sau vegetale. De menționat că valoarea mare a exporturilor de cereale a fost influențată de importurile (tranzit) de cereale din Ucraina, exonerate de taxe și contingente în cadrul acordurilor comerciale temporare cu UE. Datele INS arată că în 10 ani, între 2013, înainte de anexarea Crimeii de către Federația Rusă și 2023, valoarea importurilor din Ucraina s-a triplat, ajungând la 1,5 miliarde euro.
Deși România se situează pe locuri fruntașe în Uniunea Europeană la producția de fructe (locul 6 - 1,6 milioane tone în 2023) și legume (locul 8 - 1,3 milioane tone în 2023), consumul anual de fructe și legume per locuitor în România este cu mult sub media UE, în România doar 2% din populație au consumat zilnic în 2019 cel puțin cinci porții de fructe și legume, față de media UE de 55%.
Potrivit analizei KeysFin, în 2020, importurile de legume și fructe au ajuns la maximul istoric de 1,2 miliarde euro, după un avans anual de 1,6% și o creștere de 252% față de 2011. Exporturile de fructe și legume au crescut cu 9,3% față de 2019, însă cu doar 40% față de 2011, ajungând la valoarea de 173 milioane euro în 2020. Deficitul balanței comerciale de fructe și legume (exporturi minus importuri) a crescut cu 0,3% față de 2019 și a fost cu 374% peste nivelul din 2011, la cel mai ridicat nivel din istorie, atingând peste un miliard de euro în 2020. Totuși, potrivit raportului de cercetare „Românii și alimentația în 2023” realizat de Reveal Marketing Research în luna martie 2023, în privința alimentelor care fac parte zilnic sau aproape zilnic din alimentația românilor, fructele și legumele dețin locul fruntaș: 81%.
România este țara care deține cele mai multe ferme în Uniunea Europeană, dintre cele 9,1 milioane de exploatații agricole care existau, în 2020, în statele membre, aproape o treime (31,8%) se aflau în România. Dimensiunea medie a fermei era de 4,42 ha, față de 17,4 ha la nivel european, potrivit datelor Eurostat. După cum au declarat în 2023 reprezentanții Forumului Agricultorilor și Procesatorilor Profesioniști din România, mai puțin de un sfert din terenurile lucrate de fermieri în România sunt în proprietate, restul fiind administrate în arendă. Asociațiile fermierilor, reunite în Alianța pentru Agricultură și Cooperare (AAC), susțin că, din totalul suprafaței agricole a României, suprafața agricolă utilizată de proprietarii terenurilor este de doar 10%, restul fiind arendat, ceea ce necesită adoptarea unor măsuri legislative care să încurajeze predictibilitatea, investițiile și sustenabilitatea, printr-o lege specială care să includă și un contract cadru de arendă, aplicabil la nivel național.
În 2021, 59,8% din forța de muncă din județul Vaslui era angajată în agricultură, silvicultură și pescuit, aceasta fiind singura regiune din Uniunea Europeană în care peste 50% din forța de muncă totală era angajată în aceste activități.
În 2020, aproximativ 95% din totalul fermelor din UE au fost clasificate ca fiind de familie. România și Grecia conduc în acest clasament, peste 99% dintre fermele din aceste țări fiind de familie. În special România se caracterizează printr-un număr foarte mare de ferme mici, de subzistență, care reprezentau în același an 31,8% din numărul total de ferme din Uniunea Europeană.
Pe lângă gradul ridicat de fragmentare a suprafețelor agricole, o altă problemă majoră a agriculturii românești este dependența de capriciile vremii, suprafața real irigată fiind în 2020 de doar 508.000 hectare, peste două milioane de hectare fiind afectate de secetă în acel an.

## Suprafața agricolă
Având o suprafață agricolă de 12,714 milioane hectare în 2023 dintre care 8,407 milioane hectare reprezentau teren arabil (66,12%), România dispune de resurse agricole importante în Europa Centrală și de Est. Deși zone semnificative din suprafața agricolă utilizată sunt clasificate ca fiind zone defavorizate, condițiile pedologice sunt deosebit de favorabile activităților agricole de producție în regiunile de sud și de vest ale țării.
Începând cu anii 1990, suprafața agricolă a României a scăzut ușor de la un an la altul, transferul suprafețelor de teren către sectorul forestier și al construcțiilor constituind cauza principală a reducerii suprafețelor agricole în ultimii douăzeci de ani. Reducerea suprafețelor de teren, prin includerea acestora în zona urbană, reprezintă un fenomen întâlnit în zonele cu productivitate mai mare, în timp ce schimbarea categoriei de folosință a terenului agricol în cel forestier apare, în special, în zonele defavorizate.
În topul suprafețelor agricole din Uniunea Europeană, conform datelor statistice ale UE, înregistrate în cadrul Recensământului general agricol din 2020, România, cu aproape 12,8 milioane ha (8,1% din suprafața agricolă a UE), se afla pe locul cinci, după Franța (27,4 milioane ha, 17,4%), Spania (23,9 milioane ha, 15,2%), Germania (16,6 milioane ha, 10,5%) și Polonia (14,8 milioane ha, 9,4%), fiind urmată de Italia (12,5 milioane hectare, 8%).
Conform Organizației pentru Alimentație și Agricultură a Națiunilor Unite (FAO), în anul 2022 România deținea o suprafață agricolă de 12,678 milioane hectare, dintre care 8,211 milioane hectare erau teren arabil. În același an, în România au fost recoltate 2,168 milioane hectare cu grâu (locul 4 în UE), 2,437 milioane hectare cu porumb (locul 1 în UE), 1,093 milioane hectare cu floarea-soarelui (locul 1 în UE), 468,87 mii hectare cu rapiță (locul 4 în UE), 425,95 mii hectare cu orz (locul 7 în UE) și 135,85 mii hectare cu soia (locul 3 în UE).
Suprafața dedicată pomiculturii s-a diminuat constant în primii ani de după Revoluție. Astfel, suprafața acoperită de livezi a scăzut de la 239,5 mii hectare în anul 1989, la 196 mii hectare în 2001 și 50 mii hectare în 2011. Până în 2022, suprafața destinată pomiculturii, respectiv plantații de pomi fructiferi pe rod (livezi pe rod), a crescut, atingând o valoare de 136 mii hectare.

### Privatizarea suprafeței agricole
Până în anul 2010, aproape toată suprafața agricolă și peste o treime din fondul forestier au fost privatizate. Retrocedarea și redistribuirea suprafețelor de teren agricol și forestier a început în anul 1991, desfășurându-se în mai multe etape succesive. Ca urmare, până în anul 2005, 95,6% din suprafața agricolă a țării și circa 33% din cea împădurită au fost retrocedate foștilor proprietari sau moștenitorilor legali ai acestora. Totuși, titlurile de proprietate au fost emise fără o verificare corespunzătoare a terenurilor din punct de vedere cadastral și fără înscriere în Cartea funciară. Identificarea și delimitarea parcelelor retrocedate nu au fost întotdeauna corect realizate, făcând astfel obiectul multor litigii și dispute. Terenurile aflate în proprietatea publică a statului au ajuns să reprezinte o pondere de doar 0,5% din suprafața totală arabilă (367,2 mii ha), 0,7% din suprafața totală acoperită de pășuni (231,2 mii ha) și 0,2% din suprafața totală acoperită de fânețe (32,4 mii ha).
Conform Recensământului general agricol din anul 2020, din punct de vedere al proprietății asupra suprafeței agricole utilizate, aproape 92% din exploatații dețin în proprietate teren agricol. Peste 98% dintre proprietarii de terenuri agricole sunt gospodării individuale, fără personalitate juridică, care dețin 33,5% din suprafața agricolă utilizată în România. Deși exploatează peste un sfert (3,346 mil. ha) din suprafața agricolă totală a țării, fermele cu personalitate juridică și capital privat din România dețin în proprietate sub 4% din teren (505.682 ha). Aproape jumătate (44%) din aceste ferme nu au în proprietate teren agricol. O mare parte a suprafeței agricole utilizate, 44,6%, se află în proprietatea celor care o utilizează.

### Divizarea suprafeței agricole
Polarizarea excesivă a exploatațiilor agricole, un fenomen specific României, este neîntâlnit niciunde în Europa. 
În 2005, din totalul de 4.256.152 exploatații agricole, 4.121.247 utilizau o suprafață agricolă de 13.906,7 mii ha, iar suprafața agricolă medie a unei exploatații agricole din România era de 3,37 ha. Exploatațiile individuale aveau, în medie, 2,15 hectare, împărțite în 3,7 parcele, în timp ce exploatațiile cu personalitate juridică exploatau în medie 269 hectare, divizate în circa 9 parcele.
Recensământul general agricol 2010 arată că în 31.000 de exploatații cu o suprafață medie puțin peste 190 ha. cu un total de peste 7.000.000 ha, lucrau 111.000 de persoane. De cealaltă parte, în peste 3.800.000 de exploatații cu suprafața medie de 3,45 ha, cu un total de peste 8.480.000 ha, lucrau peste 7.000.000 de persoane. Numărul de exploatații agricole din România a scăzut cu 14% în perioada 2003-2010, atingând 3,86 milioane, în timp ce în Uniunea Europeană declinul a fost de 20%, respectiv 12,05 milioane.
Conform Recensământului general agricol din anul 2020, în România existau 2.887.000 de exploatații agricole care utilizau 12,8 milioane hectare de teren agricol. De subliniat că, anual, numărul exploatațiilor agricole care încasau subvenții nu depășea 900.000 de beneficiari, adică sub o treime. Rezultatele Recensământului general agricol din 2020 arată că, în decurs de 10 ani, numărul exploatațiilor agricole a scăzut cu 972.000, respectiv cu 25,2%, iar suprafața agricolă utilizată a scăzut cu 543.000 de hectare, respectiv cu 4,1%. Scăderea numărului de exploatații agricole a condus la creșterea suprafeței agricole medii per exploatație cu aproximativ 28%, de la 3,45 hectare în 2010 la 4,42 hectare în anul 2020.
Analizând numărul exploatațiilor agricole și suprafețele agricole utilizate, conform datelor Recensământului general agricol din anul 2020, exploatațiile agricole sub 1 ha, deși au reprezentat 54,0% din numărul total, au utilizat numai 4,6% din suprafața agricolă, exploatațiile agricole cu dimensiuni între 1 și 5 ha au reprezentat 36,3% din numărul total și au utilizat 18,2% din suprafața agricolă, iar exploatațiile agricole de dimensiuni mari, de peste 50 ha, au avut o pondere foarte mică, de circa 1%, în ceea ce privește numărul acestora, dar au utilizat 54,0% din suprafața agricolă. La extremă, în 2020, România avea 1.003 ferme cu suprafața de peste 1.000 ha, care exploatau, în total, peste 2 milioane ha de teren agricol, din care 1,75 milioane ha de teren arabil.
Din punct de vedere juridic, conform datelor Recensământului general agricol din anul 2020, din totalul de 2,86 milioane de exploatații fără personalitate juridică, aproape 2,8 milioane (96,89% din totalul exploatațiilor agricole existente) aveau statut de gospodării individuale, 54.545 – persoane fizice autorizate și întreprinderi individuale și 9.690 – întreprinderi familiale, în timp ce, din exploatațiile cu personalitate juridică, doar 14.265 erau societăți comerciale cu capital majoritar privat, restul fiind regii autonome (87), asociații agricole (3.411), societăți comerciale cu capital majoritar de stat (128), institute și stațiuni de cercetare și unități școlare cu profil agricol (141), primării (2.492), alte instituții publice (215), cooperative (160), fundații, biserici, școli (4.495).

### Suprafața agricolă cultivată ecologic
Strategia „De la fermă la furculiță” (Farm to Fork[en]) a Uniunii Europene a stabilit drept obiectiv ca cel puțin 25% din terenurile agricole ale UE să fie cultivate în mod ecologic până în 2030. În 2020, suprafața utilizată pentru producția agricolă ecologică în UE era de 14,7 milioane ha, reprezentând doar 9,1% din suprafața agricolă a UE. Pe primele locuri la suprafețe cultivate ecologic în 2020 se aflau Austria (25,7%), Estonia (22,4%) și Suedia (20,3%). 
Deși în România s-a înregistrat o creștere a suprafețelor cultivate ecologic, în anul 2022 țara se număra printre cele opt state UE în care ponderea suprafețelor cultivate ecologic era sub 5% din suprafața agricolă, fiind pe locul cinci de la coadă, cu o suprafață de 428,8 mii ha.

## Tehnologie

### Îngrășăminte
În România, consumul de îngrășăminte pe bază de azot în agricultură a crescut în 2021 până la 510.000 de tone, de la 468.000 de tone în 2020. Între 2012 și 2020, Bulgaria și România au fost campioane în Uniunea Europeană la creșterea consumului de îngrășăminte pe bază de azot în agricultură, în ambele țări fiind vorba de creșteri de aproximativ 50%.
De asemenea, România a fost în 2021 una dintre țările UE cu cel mai mare consum de îngrășăminte pe bază de fosfor (103.000 de tone), alături de Franța (189.000 de tone), Spania (173.000 de tone) și Polonia (157.000 de tone). Datele Eurostat arată că în România, consumul de îngrășăminte pe bază de fosfor în agricultură a crescut în 2021 până la 103.000 de tone, de la aproximativ 82.000 de tone în 2020. Între 2012 și 2020, țările membre care au înregistrat cele mai mari creșteri procentuale ale consumului de îngrășăminte pe bază de fosfor au fost Bulgaria, România și Ungaria. În cazul Bulgariei este vorba de o dublare, creștere de 120% a consumului de îngrășăminte pe bază de fosfor, în timp ce România și Ungaria au înregistrat creșteri de peste 75%.
Invazia Rusiei în Ucraina și sancțiunile impuse Rusiei au condus la creșteri semnificative de prețuri la îngrășăminte, ceea ce va avea probabil un impact asupra utilizării îngrășămintelor în agricultura din Uniunea Europeană.

### Irigații
Înainte de 1989, România avea o rețea de irigații care acoperea o suprafață de 3,2 milioane hectare dar care a fost distrusă aproape în întregime, instalațiile fiind furate sau lăsate în paragină. Majoritatea sistemelor de irigații funcționale în 1989 au fost dezmembrate, iar altele nu prea s-au mai construit.
Dependența de capriciile vremii este o problemă majoră a agriculturii românești. Conform Agenției pentru Finanțarea Investițiilor Rurale, în anul 2020, infrastructura de irigații din România acoperea 619.961 hectare. Totuși, suprafața reală irigată a fost în 2020 de doar 508 mii hectare, peste două milioane de hectare fiind afectate de secetă în acel an. În 2022, situația s-a îmbunătățit, deși insuficient, suprafața agricolă irigată fiind, conform datelor publicate de Organizația pentru Alimentație și Agricultură a Națiunilor Unite (FAO), de 528 mii hectare. 

### Mecanizare
În 2020, parcul de tractoare agricole din România număra 232.654 de tractoare, în creștere cu 5% față de anul precedent și cu 12% față de anul 2015, potrivit datelor provenite de la Institutul Național de Statistică. Numărul de tractoare agricole a crescut constant în ultimii ani, în 2020 înregistrându-se cea mai mare creștere, de circa 11.000 de unități noi, față de 3.000-6.000 unități în perioada 2016–2019. În România se vând anual în jur de 2.500 tractoare noi.

## Finanțare

### Subvenții și ajutoare de stat
În România, bugetul alocat pentru agricultură în anul 2024 de Ministerul Agriculturii și Dezvoltării Rurale (MADR) constituie o alocare de 2% din PIB, fiind prevăzute aproape 60 de miliarde de lei (credite bugetare + credite de angajament) care urmează a fi investite în dezvoltarea agriculturii și satului românesc, cu o atenție sporită acordată co-finanțării proiectelor derulate din fonduri europene, astfel încât să se atragă toate sumele disponibile nerambursabile aferente Politicii Agricole Comune care să fie investite în fermele și unitățile de producție românești. Peste 12 miliarde de lei revin proiectelor cu finanțare externă nerambursabilă aferente Planului Național Strategic 2023-2027.
Măsurile de sprijin care vor fi continuate, cu finanțare de la bugetul de stat, includ:
- Programele de susținere a crescătorilor de suine și de păsări pentru reproducție,
- Ajutorul de minimis pentru cartoful de consum,
- Ajutorul de minimis pentru strugurii de masă
- Ajutor de minimis pentru legume în spații protejate (Programul Tomata),
- Programul de sprijin a producătorilor de usturoi,
- Programul de susținere a raselor românești de porcine – Bazna și Mangalița,
- Subvenționarea accizei la motorina utilizată în agricultură,
- Ajutoarele naționale tranzitorii în sectorul vegetal si zootehnic,
- Finanțarea investițiilor în zona montană pentru colectarea și depozitarea laptelui, dezvoltarea stânelor, precum și pentru construirea centrelor de colectare-depozitare fructe de pădure, în baza contractelor încheiate până la 31.12.2022[38].

Pe lângă programele în derulare cu finanțare de la bugetul de stat, au fost lansate și câteva scheme noi de ajutoare de stat, menite să ajute în primul rând sectoarele și fermierii aflați în dificultate, care vor fi acordate „conform cadrului temporar Ucraina a cărui aplicabilitate a fost prelungită până la data de 30.06.2024, cu un plafon financiar de 1,8 mld euro” și care includ:
- Ajutor de stat pentru sectoarele creșterii vacilor de carne și a bivolițelor,
- Ajutor de stat pentru sectoarele creșterii porcilor și păsărilor,
- Ajutor de stat acordat cultivatorilor de cereale în campania de toamnă 2023 exprimat sub forma unui grant în suma de 100 euro/ha[38].

În luna octombrie 2024, valoarea totală a plăților efectuate de Agenția pentru Finanțarea Investițiilor Rurale (AFIR) prin PNDR 2020 era de 11,46 miliarde euro, la care se adăugau 229,5 milioane euro reprezentând plăți aferente intervențiilor din Planului Strategic 2023–2027.
Ministerul Agriculturii și Dezvoltării Rurale (MADR), prin Agenția de Plăți și Intervenție pentru Agricultură (APIA), acordă fermierilor subvenții anuale. Pentru a primi subvenție de la APIA, fermierul trebuie să exploateze un teren agricol cu o suprafață de cel puțin 1 ha, cu suprafața parcelei agricole de cel puțin 0,3 ha, cu excepția serelor și solariilor, în cazul cărora suprafața minimă a parcelei trebuie să fie de 0,03 ha și a viilor, livezilor, culturilor de hamei, pepinierelor, arbuștilor fructiferi, în cazul cărora suprafața parcelei agricole trebuie să fie de cel puțin 0,1 ha. Ȋn cazul pajiștilor, trebuie să asigure o încărcătură de animale de minimum 0,3 UVM/ha sau să efectueze cel puțin o cosire anuală. De asemenea, beneficiarul trebuie să facă dovada că este fermier activ, dar și că efectuează minim o lucrare agricolă pe an pe suprafața minimă declarată.
Fermierii care dețin exploatații de până la 50 de hectare, fără animale și care nu beneficiază de plăți comensatorii, beneficiază de subvenții minimale, astfel:
- PD – 01 Sprijinul de bază pentru venit în scopul sustenabilității (BISS) care în campania 2024 are un cuantum unitar planificat de 97,85 euro/ha,
- PD-02 – Sprijin redistributiv complementar pentru venit în scopul sustenabilității (CRISS) care în campania 2024 are un cuantum unitar planificat de 51,42 euro/ha,
- ajutorul național tranzitoriu (ANT 1) culturi în teren arabil, subvenție achitată din bugetul național. Pentru campania 2022, fermierii au primit 11,9238 euro/ha[40].

De asemenea, Agenția de Plăți și Intervenție pentru Agricultură (APIA) acordă fermierilor din sectorul vegetal o subvenție în valoare de 100 euro/hectar. Potrivit MADR, bugetul total al schemei pentru anul 2024 este de 1.200.000.000 lei, reprezentând echivalentul a 243.239.956 euro, care se asigură de la bugetul de stat. Subvenția se acordă pentru suprafețele determinate în urma controalelor administrative și la fața locului pentru anul de cerere 2023, pentru minimum 1 hectar cu una sau mai multe dintre culturile: grâu comun de toamnă, grâu dur de toamnă, triticale de toamnă, secară de toamnă, orz de toamnă, orzoaică de toamnă, ovăz de toamnă, rapiță de toamnă.

### Fonduri europene
Programul Național de Dezvoltare Rurală 2021–2027 (PNDR) este programul prin care se acordă fonduri nerambursabile de la Uniunea Europeană și Guvernul României pentru dezvoltarea economico–socială a spațiului rural din România. PNDR stabilește liniile de finanțare pentru atingerea obiectivelor prioritare ale României și este finanțat prin Fondul European Agricol pentru Dezvoltare Rurală (FEADR), un instrument financiar creat de Uniunea Europeană în scopul sprijinirii statelor membre în implementarea Politicii Agricole Comune (PAC). Până la data de 30 septembrie 2024, România absorbise prin PNDR 2014-2020 suma totală de 9.806.712.409 euro. Bugetul PNDR destinat perioadei de tranziție 2021-2027 este de aproximativ 3,26 miliarde euro.
Principalele instituții care asigură implementarea Fondului European Agricol pentru Dezvoltare Rurală (FEADR) prin intermediul Programului Național de Dezvoltare Rurală (PNDR) sunt:
- Ministerul Agriculturii și Dezvoltării Rurale (MADR), prin Direcția Generală pentru Dezvoltare Rurală îndeplinește rolul de Autoritate de Management pentru PNDR,
- Agenția pentru Finanțarea Investițiilor Rurale (AFIR) acționează ca Autoritate de Plată asigurând implementarea tehnică și financiară pentru toate măsurile de finanțare ale PNDR, cu excepția celor destinate pentru arii cu constrângeri naturale (ANC),
- Agenția de Plăți și Intervenție pentru Agricultură (APIA) îndeplinește rolul de Organism Delegat,
- Curtea de Conturi a României acționează ca Organism de Certificare[43].

Fondurile europene alocate agriculturii din România în 2024 însumează 1,4 miliarde euro pentru intervențiile din cadrul Pilonului II al Planului Strategic PAC 2023-2027 și 232 milioane euro pentru submăsurile 4.1 și 17.1 din Programul Național de Dezvoltare Rurală 2014-2020, reprezentând o oportunitate de a accesa fonduri în domenii care vizează investiții în sectoarele vegetal, forestier, achiziții de utilaje, înființarea grupurilor de producători, irigații, transfer de cunoștințe și consiliere, cooperare și prime de asigurare. 
| Cod intervenție | Denumire intervenție | Alocare publică (euro) |
|                 | |                        |
| --------------- | --- | ---------------------- |
| DR – 25         | Modernizarea infrastructurii de irigații | 400.000.000            |
| DR – 33         | Înființarea grupurilor de producători în sectorul agricol/pomicol | 11.744.706             |
| DR – 16         | Investiții în sectorul legume și/sau cartofi | 151.383.529            |
| DR – 21         | Investiții pentru prevenirea răspândirii pestei porcine africane (PPA) | 10.000.000             |
| DR – 19         | Investiții neproductive la nivel de fermă | 11.764.706             |
| DR – 23         | Investiții pentru procesarea și marketingul produselor agricole în vederea obținerii unor produse alimentare și produse transformate, altele decât cele prevăzute în Anexa 1 a Tratatului de Funcționare a Uniunii Europene | 150.000.000            |
| DR – 37         | Transfer de cunoștințe | 2.000.000              |
| DR – 29         | Investiții în crearea și dezvoltarea de activități neagricole | 150.000.000            |
| DR – 24         | Investiții în tehnologii forestiere care îmbunătățesc reziliența și valoarea de mediu a ecosistemelor forestiere | 40.000.000             |
| DR – 35         | Dezvoltarea cooperării în cadrul lanțului valoric | 20.177.882             |
| DR – 34         | Cooperare și inovare în agricultură prin intermediul grupurilor operaționale PEI | 20.041.176             |
| DR – 38         | Consiliere în afaceri agricole | 2.000.000              |
| DR – 14         | Investiții în fermele de mici dimensiuni | 108.000.000            |
| DR – 17         | Investiții în sectoarele hamei și/sau struguri de masă | 45.000.000             |
| DR – 18         | Investiții în floricultură, plante medicinale și aromatice | 5.000.000              |
| DR – 13         | Achiziții de utilaje agricole pentru sectorul vegetal | 100.000.000            |
| DR – 12         | Investiții în consolidarea exploatațiilor tinerilor fermieri instalați și a fermierilor recent instalați | 169.589.647            |

| Cod submăsură | Denumire submăsură                                                                        | Alocare publică (euro) |
|               |                                                                                           |                        |
| ------------- | ----------------------------------------------------------------------------------------- | ---------------------- |
| sM 4.1        | Investiții în exploatații agricole – pachetul 4.1.1. Achiziții simple de utilaje agricole | 203.870.840            |
| sM 17.1       | „Prime pentru asigurarea culturilor, a animalelor și a plantelor”                         | 28.740.000             |

### Investiții străine directe
În perioada de după Revoluție, au pătruns pe piața românească giganți precum Smithfield Foods, Cargill, Bunge, Glencore, Lactalis și Meggle.
Începând cu anul 2014, străinii au primit dreptul să cumpere pământ agricol în România. În anul 2015, un studiu realizat de Transnational Institute pentru Comisia de Agricultură din cadrul Comisiei Europene, atrăgea atenția asupra fenomenului de „acaparare” a terenurilor agricole din Europa de Est de către cetățeni străini din afara UE: „În România, nu există informații statistice oficiale cu privire la numărul străinilor care dețin terenuri agricole, dar, conform datelor din diferite surse, în prezent, până la 10% din suprafețele agrare au ajuns în posesia unor investitori din afara UE, iar alte 20-30% sunt controlate de investitori din UE”.
În 2016, cel mai mare holding agricol din România aparținea unor investitori libanezi, aceștia deținând firmele Agro Chirnogi și Maria Trading și administrând 65.000 ha de teren agricol în județele Călărași și Timiș, ferme de creștere a ovinelor și bovinelor, un abator, o flotilă de barje și un port propriu, în Oltenița, prin intermediul căruia produsele agricole erau exportate preponderent către Orientul Mijlociu și estul Africii.
În 2017, Comisia Europeană trage un semnal de alarmă și avertizează autoritățile române că peste 40% din terenul arabil românesc, 5,3 milioane hectare, aparține străinilor. La 31 decembrie 2017, investițiile străine directe în agricultură, silvicultură și pescuit aveau o pondere de 3% din totalul investițiilor străine directe din Romania, potrivit datelor BNR, fiind de circa 2,272 miliarde euro. La finele anului 2018, suprafața de teren agricol exploatată de persoane fizice și juridice străine era de 422.000 hectare, fiind înregistrate 793 de persoane care utilizau aceste terenuri, potrivit datelor furnizate de Ministerul Agriculturii și Dezvoltării Rurale (MADR). Din punct de vedere al provenienței, cele mai multe persoane erau din Italia – 194, Germania – 80, Franța – 33, Austria – 31, Olanda – 28, Spania – 23, Belgia – 17, Danemarca – 16 și Grecia – 10.

## Producție
La mijlocul anilor '80, România ajunsese la o producție agricolă anuală de 23,6 milioane tone (1984), echivalentul unei tone pentru fiecare cetățean al patriei socialiste, de 8,5 milioane tone de grâu (1988) și 11,9 milioane tone de porumb (1985), însă după căderea comunismului, infrastructura agricolă se afla în paragină, sistemele de irigații au fost furate sau distruse, parcul de mașini agricole în mare parte casat, suprafața agricolă fiind extrem de fărâmițată.
Conform datelor Institutului Național de Statistică, în 2023, agricultura a reprezentat aproximativ 3,9% din produsul intern brut al țării (față de 21,8% în 1990) și a angrenat 11,9% (915.943 persoane) din totalul de 7,697 milioane de persoane ocupate din România. Dintre aceștia, 8,3% erau lucrători calificați în agricultură, silvicultură și pescuit. Doar 3,3% din totalul de angajați salariați din România au lucrat în agricultură în 2023. Comparativ, în anul 2007, numărul lucrătorilor în agricultură depășea 30% din populația României.
În ceea ce privește programul de lucru, durata medie a săptămânii de lucru în activitatea principală pentru lucrătorii din agricultură în anul 2023 a fost 38,2 ore pe săptămână. La data de 30 iunie 2024, salariul minim brut al angajaților din agricultură și industria alimentară era de 3.436 lei, dar aceștia beneficiau de facilități fiscale prin scutirea de impozit pe o parte din venit. Începând cu data de 1 iulie 2024, salariul minim garantat a crescut la 3.700 lei, salariul minim net al angajaților din agricultură și industria alimentară ajungând la valoarea de 2.396 lei.
| Produs agricol   | Producție agricolă (mii tone) | Producție agricolă (mii tone) | Producție agricolă (mii tone) | Producție agricolă (mii tone) | Producție agricolă (mii tone) | Producție agricolă (mii tone) | Producție agricolă (mii tone) | Producție agricolă (mii tone) | Producție agricolă (mii tone) | Producție agricolă (mii tone) | Producție agricolă (mii tone) | Producție agricolă (mii tone) |
| Produs agricol   | 2023                          | 2022                          | 2021                          | 2020                          | 2019                          | 2018                          | 2017                          | 2016                          | 2015                          | 2014                          | 2013                          |                               |
|                  |                               |                               |                               |                               |                               |                               |                               |                               |                               |                               |                               |                               |
| ---------------- | ----------------------------- | ----------------------------- | ----------------------------- | ----------------------------- | ----------------------------- | ----------------------------- | ----------------------------- | ----------------------------- | ----------------------------- | ----------------------------- | ----------------------------- | ----------------------------- |
| Cereale boabe    | 20.785                        | 18.860                        | 27.791                        | 18.153                        | 30.412                        | 31.553                        | 27.139                        | 21.765                        | 19.333                        | 22.071                        | 20.897                        |                               |
| Grâu             | 9.624                         | 8.684                         | 10.434                        | 6.392                         | 10.297                        | 10.144                        | 10.035                        | 8.431                         | 7.962                         | 7.585                         | 7.296                         |                               |
| Porumb           | 8.744                         | 8.037                         | 14.821                        | 10.097                        | 17.432                        | 18.664                        | 14.326                        | 10.746                        | 9.021                         | 11.989                        | 11.305                        |                               |
| Floarea soarelui | 2.016                         | 2.107                         | 2.844                         | 2.123                         | 3.569                         | 3.063                         | 2.913                         | 2.032                         | 1.786                         | 2.189                         | 2.142                         |                               |
| Rapiță           | 1.790                         | 1.230                         | 1.375                         | 780                           | 798                           | 1.611                         | 1.673                         | 1.293                         | 919                           | 1.059                         | 666                           |                               |
| Orz              | 1.998                         | 1.707                         | 1.981                         | 1.141                         | 1.880                         | 1.871                         | 1.907                         | 1.817                         | 1.626                         | 1.713                         | 1.542                         |                               |
| Ovăz             | 155                           | 172                           | 210                           | 197                           | 362                           | 384                           | 408                           | 381                           | 348                           | 382                           | 374                           |                               |
| Soia             | 321                           | 259                           | 368                           | 341                           | 440                           | 493                           | 393                           | 263                           | 262                           | 203                           | 150                           |                               |
| Legume           | 1.199                         | 1.258                         | 1.939                         | 1.949                         | 1.853                         | 2.026                         | 3.102                         | 2.898                         | 3.184                         | 3.288                         | 3.344                         |                               |
| Cartofi          | 1.183                         | 1.346                         | 1.398                         | 1.601                         | 2.627                         | 3.023                         | 3.117                         | 2.690                         | 2.700                         | 3.519                         | 3.290                         |                               |
| Varză            | 358                           | 387                           | 549                           | 542                           | 617                           | 693                           | 1.028                         | 995                           | 1.080                         | 1.126                         | 1.159                         |                               |
| Ceapă            | 143                           | 145                           | 219                           | 230                           | 204                           | 212                           | 352                           | 325                           | 361                           | 387                           | 392                           |                               |
| Morcovi          | 82                            | 86                            | 121                           | 114                           | 117                           | 128                           | 200                           | 192                           | 213                           | 229                           | 223                           |                               |
| Tomate           | 272                           | 299                           | 500                           | 494                           | 437                           | 464                           | 680                           | 627                           | 702                           | 706                           | 749                           |                               |
| Fructe           | 2.357                         | 2.383                         | 3.004                         | 2.788                         | 2.898                         | 3.450                         | 2.643                         | 2.431                         | 2.507                         | 2.595                         | 2.905                         |                               |
| Mere             | 534                           | 543                           | 594                           | 537                           | 493                           | 635                           | 349                           | 467                           | 476                           | 513                           | 514                           |                               |
| Prune            | 645                           | 666                           | 807                           | 758                           | 693                           | 830                           | 445                           | 513                           | 496                           | 495                           | 512                           |                               |
| Struguri         | 801                           | 805                           | 1.005                         | 933                           | 974                           | 1.141                         | 1.067                         | 737                           | 799                           | 784                           | 992                           |                               |
| 1. 2. 3.         |                               |                               |                               |                               |                               |                               |                               |                               |                               |                               |                               |                               |

| Categorie/Tip | Efective (mii de capete) | Efective (mii de capete) | Efective (mii de capete) | Efective (mii de capete) | Efective (mii de capete) | Efective (mii de capete) | Efective (mii de capete) | Efective (mii de capete) | Efective (mii de capete) | Efective (mii de capete) | Efective (mii de capete) | Efective (mii de capete) |
| Categorie/Tip | 2023                     | 2022                     | 2021                     | 2020                     | 2019                     | 2018                     | 2017                     | 2016                     | 2015                     | 2014                     | 2013                     |                          |
| ------------- | ------------------------ | ------------------------ | ------------------------ | ------------------------ | ------------------------ | ------------------------ | ------------------------ | ------------------------ | ------------------------ | ------------------------ | ------------------------ | ------------------------ |
| Porci         | 3.553                    | 3.329                    | 3.620                    | 3.785                    | 3.834                    | 3.925                    | 4.708                    | 4.927                    | 5.042                    | 5.180                    | 5.234                    |                          |
| Cai           | –                        | –                        | 374                      | 408                      | 448                      | 481                      | 520                      | 503                      | 525                      | 548                      | 575                      |                          |
| Cornute mari  | 1.832                    | 1.852                    | 1.845                    | 1.895                    | 1.942                    | 1.996                    | 2.050                    | 2.092                    | 2.069                    | 2.022                    | 2.009                    |                          |
| Vaci          | 1.815                    | 1.834                    | 1.827                    | 1.875                    | 1.923                    | 1.977                    | 2.050                    | 2.092                    | 2.069                    | 2.022                    | 2.009                    |                          |
| Bivoli        | 16,9                     | 17,9                     | 18,5                     | 19,6                     | 19,0                     | 18,9                     | –                        | –                        | –                        | –                        | –                        |                          |
| Cornute mici  | 11.721                   | 11.731                   | 11.580                   | 11.893                   | 11.954                   | 11.716                   | 11.359                   | 11.250                   | 10.935                   | 10.449                   | 10.100                   |                          |
| Oi            | 10.300                   | 10.247                   | 10.087                   | 10.282                   | 10.359                   | 10.176                   | 9.876                    | 9.810                    | 9.518                    | 9.136                    | 8.834                    |                          |
| Capre         | 1.422                    | 1.483                    | 1.493                    | 1.612                    | 1.595                    | 1.539                    | 1.483                    | 1.440                    | 1.417                    | 1.313                    | 1.266                    |                          |
| Păsări        | –                        | –                        | –                        | 77.058                   | –                        | –                        | 81.383                   | 84.306                   | 81.130                   | 85.140                   | 85.816                   |                          |
| Pui de găină  | 77.750                   | 78.268                   | 77.148                   | 73.901                   | 73.993                   | 73.289                   | 75.690                   | 78.648                   | 75.447                   | 79.440                   | 80.136                   |                          |
| Curcani       | –                        | –                        | –                        | 1.677                    | –                        | –                        | 1.002                    | 1.000                    | 998                      | 1.000                    | 1.000                    |                          |
| 1.            |                          |                          |                          |                          |                          |                          |                          |                          |                          |                          |                          |                          |

### Productivitate
Gradul ridicat de fragmentare a suprafețelor agricole și numărul mare al exploatațiilor de subzistență diminuează performanța sectorului agricol în general. Atât terenurile cât și forța de muncă sunt folosite sub potențialul lor economic. În plus, exploatațiilor de subzistență le lipsesc capitalul și o pregătire profesională corespunzătoare a fermierilor, aspect care are drept rezultat venituri foarte mici în urma activității depuse. În consecință, agricultorii din fermele de subzistență nu au, practic, nici motivația, nici capacitatea de a respecta standardele europene, inclusiv pe cele referitoare la calitatea mediului, bunăstarea animalelor și siguranța alimentară.
Aproape jumătate din suprafața agricolă este lucrată de exploatații de subzistență, care mențin eficiența agricolă generală la un nivel scăzut, contrabalansând realizările fermelor mari, care obțin, de altfel, rezultate bune. Conform Recensământului general agricol din 2020, aproximativ 1,5 milioane de ferme (54% din total) lucrau terenuri cu o suprafață de sub un hectar, fapt care le împiedică să acceseze fonduri UE.

### Principalele produse agricole
| Produs                                                                  | Cantitate  | Valoare   |
| Produs                                                                  | (mii tone) | (mii USD) |
|                                                                         |            |           |
| ----------------------------------------------------------------------- | ---------- | --------- |
| Grâu                                                                    | 9.624,07   | 2.279.276 |
| Porumb                                                                  | 8.744,00   | 1.755.200 |
| Lapte de vacă                                                           | 3.618,80   | 1.505.969 |
| Floarea soarelui (semințe)                                              | 2.015,62   | 983.799   |
| Orz                                                                     | 1.997,62   | 389.188   |
| Rapiță                                                                  | 1.789,67   | 841.465   |
| Cartofi                                                                 | 1.183,47   | 296.186   |
| Struguri                                                                | 801,10     | 686.367   |
| Prune                                                                   | 645,09     | 400.094   |
| Mere                                                                    | 534,14     | 252.115   |
| Carne de pui                                                            | 500,76     |           |
| Lapte de oaie                                                           | 448,40     | 273.502   |
| Sfeclă de zahăr                                                         | 403,67     |           |
| Varză                                                                   | 357,61     | 81.373    |
| Carne de porc (în carcasă)                                              | 329,67     |           |
| Soia (boabe)                                                            | 320,80     | 122.695   |
| Tomate                                                                  | 271,52     | 129.275   |
| Lapte de capră                                                          | 231,90     | 106.695   |
| Triticale                                                               | 197,12     |           |
| Ovăz                                                                    | 155,20     |           |
| Nuci (în coajă)                                                         |            | 183.367   |
| Ardei și ardei iute (Capsicum spp. și Pimenta spp.), verde              |            | 70.172    |
| Cireșe                                                                  |            | 64.420    |
| Ceapă (uscată)                                                          |            | 59.453    |
| Mazăre (boabe)                                                          |            | 51.406    |
| Sursa: Organizația pentru Alimentație și Agricultură a Națiunilor Unite |            |           |

## Cereale
Suprafața cultivată cu cereale pentru boabe - grâu, porumb, ovăz, orz și orzoaică - a crescut de la 5,02 milioane hectare în 2010 la 5,22 milioane hectare în anul 2011, ajungând la 5,19 milioane hectare în 2022, iar producția a crescut de la 16,71 milioane tone în 2010 la 20,84 milioane tone în anul 2011, ajungând la 18,86 milioane tone în 2022.
Din punct de vedere al suprafeței cultivate cu cereale pentru boabe, România ocupa în 2022 locul 31 în lume și locul 5 în Uniunea Europeană, după Franța, Polonia, Germania și Spania. Randamentul la hectar, de 3.634,1 kg/ha - locul 72 în lume și locul 24 în Uniunea Europeană, depășind dintre cultivatori doar Spania și Cipru, a fost mai mic decât randamentul mediu la nivel global, de 4.179,4 kg/ha. Din punct de vedere al producției, România s-a clasat pe locul 29 în lume și pe locul 5 în Uniunea Europeană, după Franța, Germania, Polonia și Spania.
În 2023, România ocupa locul 31 în lume și locul 5 în Uniunea Europeană, după Franța, Polonia, Germania și Spania din punct de vedere al suprafeței cultivate cu cereale pentru boabe. Randamentul la hectar a fost de 4.020,8 kg/ha - locul 65 în lume și locul 21 în Uniunea Europeană, iar din punct de vedere al producției, România s-a clasat pe locul 27 în lume și pe locul 4 în Uniunea Europeană, după Franța, Germania și Polonia.
În ceea ce privește cerealele recoltate în alte scopuri decât pentru utilizare în stare uscată (boabe), în anul 2022, România era al 14-lea producător din Uniunea Europeană și al 45-lea la nivel global, având alocată pentru această cultură o suprafață de 1.000 hectare, a 17-a ca întindere din Uniunea Europeană și a 52-a din lume. Productivitatea a fost în România de 1.870 kg/ha, a 8-a din Uniunea Europeană și a 24-a la nivel global, puțin mai mare decât media globală de 1.858,8 kg/ha.
În 2023, România era al 12-lea producător din Uniunea Europeană și al 16-lea la nivel global, având alocată pentru această cultură o suprafață de 1.650 hectare, a 14-a ca întindere din Uniunea Europeană și a 47-a din lume. Productivitatea a fost în România de 2.460,6 kg/ha, a 6-a din Uniunea Europeană și a 16-a la nivel global.
|                                                                         | 2023    | 2022    | 2021    | 2020    | 2019    | 2018    | 2017    | 2016    | 2015    | 2014    | 2013    |
| ----------------------------------------------------------------------- | ------- | ------- | ------- | ------- | ------- | ------- | ------- | ------- | ------- | ------- | ------- |
| Cereale boabe                                                           |         |         |         |         |         |         |         |         |         |         |         |
| Suprafață cultivată (mii ha)                                            | 5.169   | 5.190   | 5.357   | 5.342   | 5.573   | 5.261   | 5.191   | 5.480   | 5.455   | 5.424   | 5.409   |
| Producție (mii t)                                                       | 20.785  | 18.860  | 27.791  | 18.153  | 30.412  | 31.553  | 27.139  | 21.765  | 19.333  | 20.897  | 20.897  |
| Productivitate (kg/ha)                                                  | 4.020,8 | 3.634,1 | 5.187,8 | 3.398,6 | 5.457,5 | 5.997,2 | 5.227,7 | 3.971,3 | 3.543,9 | 4.069,2 | 3.863,2 |
| Alte cereale                                                            |         |         |         |         |         |         |         |         |         |         |         |
| Suprafață cultivată (mii ha)                                            | 1,65    | 1,00    | 1,34    | 1,58    | 0,88    | 2,76    | 3,30    | 4,65    | 2,54    | 3,43    | 3,79    |
| Producție (mii t)                                                       | 4,06    | 1,87    | 2,73    | 1,39    | 1,40    | 5,49    | 6,02    | 7,37    | 3,78    | 6,95    | 6,26    |
| Productivitate (kg/ha)                                                  | 2.460,6 | 1.870,0 | 2.037,3 | 879,7   | 1.590,9 | 1.989,1 | 1.822,5 | 1.584,9 | 1.492,7 | 2.025,3 | 1.652,8 |
| Sursa: Organizația pentru Alimentație și Agricultură a Națiunilor Unite |         |         |         |         |         |         |         |         |         |         |         |

### Grâu
Din punct de vedere al suprafeței cultivate, România ocupa în 2022 locul 19 în lume și locul 5 în Uniunea Europeană, după Franța, Germania, Polonia și Spania. Randamentul la hectar, de 4.004,4 kg/ha - locul 41 în lume și locul 20 în Uniunea Europeană, a fost ceva mai mare decât randamentul mediu la nivel global, de 3.704,4 kg/ha, dar mult mai mic decât cel al Irlandei, de 10.430,5 kg/ha, cel mai mare din lume. Din punct de vedere al producției, România s-a clasat pe locul 4 în Uniunea Europeană, după Franța, Germania și Polonia și pe locul 19 în lume.
În 2023, România ocupa locul 18 în lume și locul 4 în Uniunea Europeană, după Franța, Germania și Polonia din punct de vedere al suprafeței cultivate cu grâu. Randamentul la hectar a fost de 4.152,4 kg/ha - locul 38 în lume și locul 18 în Uniunea Europeană, iar din punct de vedere al producției, România s-a clasat pe locul 18 în lume și pe locul 4 în Uniunea Europeană, după Franța, Germania și Polonia.
|                                                                         | 2023    | 2022    | 2021    | 2020    | 2019    | 2018    | 2017    | 2016    | 2015    | 2014    | 2013    |
| ----------------------------------------------------------------------- | ------- | ------- | ------- | ------- | ------- | ------- | ------- | ------- | ------- | ------- | ------- |
| Suprafață cultivată (mii ha)                                            | 2.318   | 2.169   | 2.175   | 2.155   | 2.168   | 2.116   | 2.052   | 2.135   | 2.102   | 2.108   | 2.097   |
| Producție (mii t)                                                       | 9.624   | 8.684   | 10.434  | 6.392   | 10.297  | 10.144  | 10.035  | 8.431   | 7.962   | 7.585   | 7.296   |
| Productivitate (kg/ha)                                                  | 4.152,4 | 4.004,4 | 4.796,9 | 2.966,0 | 4.748,8 | 4.793,5 | 4.891,1 | 3.948,4 | 3.787,2 | 3.598,4 | 3.478,6 |
| Sursa: Organizația pentru Alimentație și Agricultură a Națiunilor Unite |         |         |         |         |         |         |         |         |         |         |         |

### Porumb
În anul 2022, România era al treilea mare producător de porumb pentru boabe din Uniunea Europeană, după Franța și Polonia și al 19-lea la nivel global, având alocată pentru această cultură o suprafață de 2,44 milioane hectare, cea mai mare din Uniunea Europeană și a 17-a din lume. Productivitatea a fost în România de 3.297,7 kg/ha, a 88-a din lume și a 21-a din Uniunea Europeană, cea mai mică dintre țările UE producătoare, mult mai mică decât media globală de 5.714,5 kg/ha.
În 2023, România ocupa locul 19 în lume și primul în Uniunea Europeană din punct de vedere al suprafeței cultivate cu porumb. Randamentul la hectar a fost de 3.981,6 kg/ha - locul 79 în lume și locul 21 în Uniunea Europeană, cea mai mică valoare dintre țările UE producătoare, iar din punct de vedere al producției, România s-a clasat pe locul 18 în lume și pe locul 3 în Uniunea Europeană, după Franța și Polonia.
În 2017 (cel mai recent an în care s-au raportat date către FAO), România ocupa, din punct de vedere al suprafeței cultivate cu porumb dulce (Zea mays var. Saccharata), locul 24 în lume și locul 6 în Uniunea Europeană. Randamentul la hectar, de 3.366 kg/ha - locul 9 în Uniunea Europeană și locul 41 în lume, a reprezentat aproape o treime din randamentul mediu la nivel global, de 9.761,6 kg/ha. Producția obținută a fost de 15.263,61 tone - locul 30 în lume și locul 6 în Uniunea Europeană, după Croația, Grecia, Ungaria, Franța și Polonia.
În ceea ce privește uleiul de porumb, România a obținut în 2021 o producție de 611,29 tone, ceea ce o plasează pe locul 49 în lume și pe locul 14 în Uniunea Europeană, iar în 2022 a obținut o producție de 146,94 tone, ceea ce o plasează pe locul 53 în lume și pe locul 15 în Uniunea Europeană.
|                                                                         | 2023    | 2022    | 2021    | 2020    | 2019    | 2018    | 2017    | 2016    | 2015    | 2014    | 2013    |
| ----------------------------------------------------------------------- | ------- | ------- | ------- | ------- | ------- | ------- | ------- | ------- | ------- | ------- | ------- |
| Suprafață cultivată (mii ha)                                            | 2.196   | 2.437   | 2.555   | 2.541   | 2.682   | 2.444   | 2.403   | 2.579   | 2.599   | 2.504   | 2.516   |
| Producție (mii t)                                                       | 8.744   | 8.037   | 14.821  | 10.097  | 17.432  | 18.664  | 14.326  | 10.746  | 9.021   | 11.989  | 11.305  |
| Productivitate (kg/ha)                                                  | 3.981,6 | 3.297,7 | 5.801,4 | 3.974,2 | 6.499,9 | 7.636,8 | 5.961,0 | 4.167,7 | 3.471,6 | 4.787,0 | 4.494,1 |
| Porumb dulce                                                            |         |         |         |         |         |         |         |         |         |         |         |
| Suprafață cultivată (mii ha)                                            | –       | –       | –       | –       | –       | –       | 4,54    | 4,69    | 4,74    | 4,73    | 4,64    |
| Producție (mii t)                                                       | –       | –       | –       | –       | –       | –       | 15,26   | 15,48   | 15,32   | 14,99   | 16,13   |
| Productivitate (kg/ha)                                                  | –       | –       | –       | –       | –       | –       | 3.366,0 | 3.299,2 | 3.229,4 | 3.166,5 | 3.475,5 |
| Ulei de porumb                                                          |         |         |         |         |         |         |         |         |         |         |         |
| Producție (mii t)                                                       | –       | 0,15    | 0,61    | 0,65    | 0,67    | 0,89    | 0,63    | 0,79    | 0,84    | 0,80    | 0,95    |
| Sursa: Organizația pentru Alimentație și Agricultură a Națiunilor Unite |         |         |         |         |         |         |         |         |         |         |         |

### Orez
Consumul de orez de pe piața românească este de circa 100.000 de tone anual, din care cea mai mare parte este importată, în principal din Egipt. În anul 1989, în România se cultivau 80.000 de hectare cu orez. Începând cu anii 2000, în România au pătruns o serie de investitori străini, italieni în special, care au achiziționat sau concesionat unele terenuri, au adus o tehnologie modernă în cultivarea orezului și au reușit să valorifice suplimentar atât potențialul orezăriilor românești existente cât și folosirea forței de muncă din satele și comunele limitrofe Luncii Dunării. În anul 2009, suprafața cultivată cu orez era de 8.000 de hectare, din care compania italiană Riso Scotti, cel mai mare cultivator de orez de pe teritoriul Europei, deținea inițial jumătate. În anii următori, suprafața a fost extinsă până la 7.000 de hectare, 25% din producția de 50.000 de tone obținută în 2015 de compania italiană fiind exportată.
În anul 2010, suprafața cultivată ajunsese la 12.000 de hectare, iar producția a fost de 62.000 de tone, din care 49.000 de tone au mers la export. Cu această suprafață cultivată, România a revenit în topul producătorilor de orez din Europa, fiind depășită doar de Italia (280.000 de hectare) și Spania (80.000 de hectare).
Conform Institutului Național de Statistică, în anul 2014, România cultiva orez pe o suprafață de 11.930 de hectare în județele Brăila, Ialomița, Timiș și Dolj. În ceea ce privește producția, în 2013 s-au realizat peste 54.600 de tone de orez, cantitate nici pe departe suficientă pentru consumul național, astfel că, în anul respectiv s-au importat peste 50.000 de tone de orez, în valoare de 25,6 milioane euro din țări precum Italia, Bulgaria, Cambodgia. Totuși, România a realizat și exporturi, de circa 14.400 tone, în valoare de aproximativ 11 milioane de euro.
România era considerată țara din Uniunea Europeană cu cel mai mare potențial de creștere în domeniul orezului, pentru că regiunea Dunării are de 20 de ori mai multe rezerve de apă decât bazinul Padului, unde se cultivă cea mai mare parte a orezului italian. Uniunea Europeană produce 75% din necesarul de orez, restul de 25% îl importă din China sau Africa. Singura țară care ar mai putea „umple” acest gol este România.
Totuși, în ultimii ani se observă în România o scădere a suprafețelor cultivate cu orez și a producției obținute. În 2022, România se clasa la nivel global pe locul 94 la suprafața cultivată, pe locul 33 la productivitate și pe locul 93 la producția obținută. La toate cele trei categorii, România s-a clasat pe locul 7 în Uniunea Europeană.
În 2023, România ocupa locul 97 în lume și locul 7 în Uniunea Europeană din punct de vedere al suprafeței cultivate cu orez. Randamentul la hectar a fost de 4.967,1 kg/ha - locul 39 în lume și locul 7 în Uniunea Europeană, iar din punct de vedere al producției, România s-a clasat pe locul 97 în lume și pe locul 7 în Uniunea Europeană.
|                                                                         | 2023    | 2022    | 2021    | 2020    | 2019    | 2018    | 2017    | 2016    | 2015    | 2014    | 2013    |
| ----------------------------------------------------------------------- | ------- | ------- | ------- | ------- | ------- | ------- | ------- | ------- | ------- | ------- | ------- |
| Suprafață cultivată (mii ha)                                            | 2,43    | 3,28    | 5,44    | 6,00    | 7,43    | 8,25    | 9,13    | 9,44    | 11,07   | 12,72   | 11,58   |
| Producție (mii t)                                                       | 12,07   | 16,90   | 14,98   | 24,67   | 39,53   | 42,86   | 43,31   | 43,64   | 49,77   | 45,16   | 54,65   |
| Productivitate (kg/ha)                                                  | 4.967,1 | 5.152,4 | 2.753,7 | 4.111,7 | 5.320,3 | 5.195,2 | 4.746,4 | 4.624,8 | 4.497,4 | 3.550,5 | 4.719,4 |
| Sursa: Organizația pentru Alimentație și Agricultură a Națiunilor Unite |         |         |         |         |         |         |         |         |         |         |         |

### Orz
În anul 2010, suprafața cultivată cu orz a fost de 243.461 hectare, iar producția de orz și orzoaică a fost de 1,32 milioane tone. 
În anul 2022, România era al 7-lea producător de orz din Uniunea Europeană și al 19-lea la nivel global, având alocată pentru această cultură o suprafață de 425.950 hectare, a 6-a ca întindere din Uniunea Europeană și a 23-a din lume. Productivitatea a fost în România de 4.006,7 kg/ha, a 19-a din Uniunea Europeană și a 35-a la nivel global, mai mare decât media globală de 3.274,6 kg/ha.
În 2023, România ocupa locul 21 în lume și locul 6 în Uniunea Europeană, după Spania, Franța, Germania, Polonia și Danemarca din punct de vedere al suprafeței cultivate cu orz. Randamentul la hectar a fost de 4.013,1 kg/ha - locul 32 în lume și locul 17 în Uniunea Europeană, iar din punct de vedere al producției, România s-a clasat pe locul 18 în lume și pe locul 7 în Uniunea Europeană, după Franța, Germania, Spania, Polonia, Danemarca și Ungaria.
În ceea ce privește berea obținută din malț, România a produs în 2021 o cantitate de 1.660.000 tone, ceea ce o plasează pe locul 26 în lume și pe locul 9 în Uniunea Europeană, după Germania, Polonia, Spania, Belgia, Țările de Jos, Franța, Cehia și Italia, iar în 2022 a produs cantitate de 1.580.000 tone, ceea ce o plasează pe locul 25 în lume și pe locul 9 în Uniunea Europeană.
|                                                                         | 2023     | 2022     | 2021     | 2020     | 2019     | 2018     | 2017     | 2016     | 2015     | 2014     | 2013     |
| ----------------------------------------------------------------------- | -------- | -------- | -------- | -------- | -------- | -------- | -------- | -------- | -------- | -------- | -------- |
| Suprafață cultivată (mii ha)                                            | 497,77   | 425,95   | 449,39   | 441,98   | 448,89   | 423,50   | 455,03   | 480,94   | 468,57   | 512,15   | 494,62   |
| Producție (mii t)                                                       | 1.997,62 | 1.706,65 | 1.981,03 | 1.141,01 | 1.879,95 | 1.870,71 | 1.906,70 | 1.817,27 | 1.626,33 | 1.712,51 | 1.542,25 |
| Productivitate (kg/ha)                                                  | 4.013,1  | 4.006,7  | 4.408,3  | 2.581,6  | 4.188,0  | 4.417,3  | 4.190,3  | 3.778,6  | 3.470,8  | 3.343,8  | 3.118,1  |
| Bere din malț                                                           |          |          |          |          |          |          |          |          |          |          |          |
| Producție (mii t)                                                       | –        | 1.580,0  | 1.660,0  | 1.675,0  | 1.669,0  | 1.823,2  | 1.810,1  | 1.802,9  | 1.809,1  | 1.658,1  | 1.751,9  |
| Sursa: Organizația pentru Alimentație și Agricultură a Națiunilor Unite |          |          |          |          |          |          |          |          |          |          |          |

### Ovăz
În anul 2010, producția de ovăz a fost de 328.000 de tone, în creștere față de 296.000 de tone în anul precedent.
Din punct de vedere al suprafeței cultivate, România ocupa în 2022 locul 24 în lume și locul 10 în Uniunea Europeană, după Polonia, Spania, Finlanda, Germania, Suedia, Italia, Franța, Letonia și Lituania. Randamentul la hectar, de 2.187,4 kg/ha - locul 40 în lume și locul 22 în Uniunea Europeană, a fost mai mic decât randamentul mediu la nivel global, de 2.775,3 kg/ha, și de aproape patru ori mai mic decât cel al Irlandei, de 8.324,3 kg/ha, cel mai mare din lume. Din punct de vedere al producției, România s-a clasat pe locul 12 în Uniunea Europeană și pe locul 26 în lume.
În 2023, România ocupa locul 23 în lume și locul 10 în Uniunea Europeană din punct de vedere al suprafeței cultivate cu ovăz. Randamentul la hectar a fost de 2.026,4 kg/ha - locul 45 în lume și locul 22 în Uniunea Europeană, iar din punct de vedere al producției, România s-a clasat pe locul 25 în lume și pe locul 12 în Uniunea Europeană.
|                                                                         | 2023    | 2022    | 2021    | 2020    | 2019    | 2018    | 2017    | 2016    | 2015    | 2014    | 2013    |
| ----------------------------------------------------------------------- | ------- | ------- | ------- | ------- | ------- | ------- | ------- | ------- | ------- | ------- | ------- |
| Suprafață cultivată (mii ha)                                            | 76,59   | 78,45   | 87,02   | 101,34  | 161,19  | 161,48  | 165,55  | 169,58  | 173,86  | 179,29  | 181,99  |
| Producție (mii t)                                                       | 155.20  | 171,60  | 209,85  | 196,66  | 361,57  | 383,72  | 407,80  | 381,36  | 347,98  | 381,63  | 373,78  |
| Productivitate (kg/ha)                                                  | 2.026,4 | 2.187,4 | 2.411,5 | 1.940,6 | 2.243,1 | 2.376,3 | 2.463,3 | 2.248,9 | 2.001,4 | 2.128,5 | 2.053,9 |
| Sursa: Organizația pentru Alimentație și Agricultură a Națiunilor Unite |         |         |         |         |         |         |         |         |         |         |         |

### Sorg
Suprafața cultivată cu sorg în România în anul 2022 a fost de 5.700 hectare, a 69-a la nivel mondial și a 4-a din Uniunea Europeană, după Franța, Italia și Ungaria. Producția realizată a fost a 6-a din Uniunea Europeană, după Franța, Italia, Ungaria, Austria și Spania și a 69-a la nivel global. Productivitatea a fost în România de 2.601,8 kg/ha, a 7-a în Uniunea Europeană și a 35-a la nivel mondial, valoare aproape dublă față de media globală de 1.405,4 kg/ha.
În 2023, din punct de vedere al suprafeței cultivate cu sorg, România ocupa locul 70 în lume și locul 4 în Uniunea Europeană, după Franța, Italia și Ungaria. Randamentul la hectar a fost de 3.029,2 kg/ha - locul 32 în lume și locul 9 în Uniunea Europeană, iar din punct de vedere al producției, România s-a clasat pe locul 64 în lume și pe locul 6 în Uniunea Europeană.
|                                                                         | 2023    | 2022    | 2021    | 2020    | 2019    | 2018    | 2017    | 2016    | 2015    | 2014    | 2013    |
| ----------------------------------------------------------------------- | ------- | ------- | ------- | ------- | ------- | ------- | ------- | ------- | ------- | ------- | ------- |
| Suprafață cultivată (mii ha)                                            | 6,86    | 5,70    | 7,35    | 9,59    | 15,71   | 15,93   | 13,74   | 9,05    | 12,81   | 17,20   | 21,00   |
| Producție (mii t)                                                       | 20,78   | 14,83   | 33,75   | 35,70   | 60,01   | 76,31   | 54,28   | 24,41   | 31,73   | 51,54   | 49,83   |
| Productivitate (kg/ha)                                                  | 3.029,2 | 2.601,8 | 4.591,8 | 3.722,6 | 3.819,9 | 4.790,3 | 3.950,4 | 2.699,1 | 2.477,0 | 2.996,3 | 2.372,6 |
| Sursa: Organizația pentru Alimentație și Agricultură a Națiunilor Unite |         |         |         |         |         |         |         |         |         |         |         |

### Triticale
În anul 2022, România era al 8-lea producător de triticale din Uniunea Europeană, după Polonia, Germania, Franța, Spania, Austria, Cehia și Lituania și al 12-lea la nivel global, având alocată pentru această cultură o suprafață de 56.990 hectare, a 6-a în Uniunea Europeană, după Polonia, Franța, Germania, Spania și Lituania și a 11-a din lume. Productivitatea a fost în România de 3.376,2 kg/ha, a 17-a în Uniunea Europeană și a 24-a la nivel mondial, mai mică decât media globală de 3.914,6 kg/ha.
În 2023, din punct de vedere al suprafeței cultivate cu triticale, România ocupa locul 11 în lume și locul 7 în Uniunea Europeană, după Polonia, Franța, Germania, Spania, Ungaria și Lituania. Randamentul la hectar a fost de 3.315,2 kg/ha - locul 28 în lume și locul 19 în Uniunea Europeană, iar din punct de vedere al producției, România s-a clasat pe locul 13 în lume și pe locul 9 în Uniunea Europeană.
|                                                                         | 2023    | 2022    | 2021    | 2020    | 2019    | 2018    | 2017    | 2016    | 2015    | 2014    | 2013    |
| ----------------------------------------------------------------------- | ------- | ------- | ------- | ------- | ------- | ------- | ------- | ------- | ------- | ------- | ------- |
| Suprafață cultivată (mii ha)                                            | 59,46   | 56,99   | 64,55   | 73,97   | 78,77   | 78,99   | 80,12   | 82,57   | 75,72   | 76,71   | 72,53   |
| Producție (mii t)                                                       | 197,12  | 192,41  | 259,21  | 236,45  | 314,00  | 337,45  | 331,57  | 287,33  | 265,09  | 275,22  | 245,03  |
| Productivitate (kg/ha)                                                  | 3.315,2 | 3.376,2 | 4.015,6 | 3.196,6 | 3.986,3 | 4.272,1 | 4.138,6 | 3.480,0 | 3.500,8 | 3.587,6 | 3.378,3 |
| Sursa: Organizația pentru Alimentație și Agricultură a Națiunilor Unite |         |         |         |         |         |         |         |         |         |         |         |

## Plante oleaginoase
Conform definiției Organizației pentru Alimentație și Agricultură a Națiunilor Unite, plantele oleaginoase includ atât plante anuale, cât și perene ale căror semințe, fructe sau mezocarp sunt utilizate în principal pentru producerea uleiurilor comestibile sau industriale care sunt extrase din acestea. Nucile de masă, deși bogate în ulei, nu sunt incluse, fiind enumerate la Nuci. Plantele oleaginoase anuale care fie sunt recoltate verzi, fie sunt folosite pentru pășunat și pentru îngrășământ verde sunt considerate culturi furajere. Unele dintre culturile incluse în acest capitol sunt, de asemenea, culturi de fibre, deoarece atât semințele, cât și fibrele sunt recoltate din aceeași plantă. Astfel de culturi includ nuci de cocos, semințe de bumbac, in și cânepă. În cazul altor culturi, atât pulpa fructului, cât și sâmburii se folosesc pentru producerea de ulei. Principalele culturi de acest tip sunt fructele de palmier uleios și semințele de copac de seu (Detarium senegalense și Triadica sebifera). Datele privind producția sunt raportate în termeni de produse uscate, așa cum sunt comercializate. Excepțiile de la această regulă generală includ arahidele, care sunt raportate ca arahide în coajă; nucile de cocos, care sunt raportate pe baza greutății nucii, inclusiv coaja lemnoasă, dar excluzând coaja fibroasă exterioară și uleiul de palmier, care este raportat în termeni de ulei, în greutate. Din cauza naturii foarte diferite a diferitelor culturi oleaginoase, produsele primare nu pot fi agregate în greutatea lor naturală pentru a obține culturi oleaginoase totale. Din acest motiv, FAO transformă culturile fie în „echivalent ulei”, fie în „echivalent turtă” înainte de a le agrega. Doar 5-6% din producția mondială de culturi oleaginoase este folosită pentru obținerea de semințe și pentru hrana animalelor, în timp ce aproximativ 8% este folosită pentru hrană. Restul de 86% este transformat în ulei. Conținutul de grăsime al culturilor oleaginoase variază foarte mult, de la 10-15% din greutatea nucilor de cocos până la peste 50% din greutatea semințelor de susan. Carbohidrații, în principal polizaharide, variază de la 15 la 30% în semințele oleaginoase, dar sunt în general mai mici în alte culturi oleaginoase. Conținutul de proteine este foarte mare în boabele de soia, de până la 40%, dar este mult mai scăzut în multe alte semințe oleaginoase, de 15-25%, și este încă mai scăzut în alte culturi oleaginoase.
Suprafața cultivată cu plante oleaginoase a fost de 1,246 milioane ha în 2008, față de 1,340 milioane ha în 2007.
În 2017 (cel mai recent an în care s-au raportat date către FAO), România ocupa, din punct de vedere al suprafeței cultivate, locul 21 în lume și locul 2 în Uniunea Europeană, după Franța. Randamentul la hectar a fost de 1.519,2 kg/ha - locul 29 în lume și locul 17 în Uniunea Europeană, mai mare decât randamentul mediu la nivel global, de 1.283,4 kg/ha pentru echivalent turtă, respectiv de 1.075,8 kg/ha - locul 40 în lume și locul 11 în Uniunea Europeană, mai mare decât randamentul mediu la nivel global, de 739 kg/ha pentru echivalent ulei. Producția obținută a fost de 2.688.302 tone - locul 15 în lume și locul 2 în Uniunea Europeană, după Franța pentru echivalent turtă, respectiv de 1.903.704,85 tone - locul 17 în lume și locul 2 în Uniunea Europeană, după Franța pentru echivalent ulei.
|                                                                         | 2023 | 2022 | 2021 | 2020 | 2019 | 2018 | 2017     | 2016     | 2015     | 2014     | 2013     |
| ----------------------------------------------------------------------- | ---- | ---- | ---- | ---- | ---- | ---- | -------- | -------- | -------- | -------- | -------- |
| Suprafață cultivată (mii ha)                                            | –    | –    | –    | –    | –    | –    | 1.769,54 | 1.628,19 | 1.511,98 | 1.494,19 | 1.426,89 |
| Producție (mii t)                                                       | –    | –    | –    | –    | –    | –    | 2.688,30 | 1.944,27 | 1.603,32 | 1.830,77 | 1.530,75 |
| Productivitate (kg/ha)                                                  | –    | –    | –    | –    | –    | –    | 1.519,2  | 1.194,1  | 1.060,4  | 1.225,3  | 1.072,8  |
| Ulei vegetal                                                            |      |      |      |      |      |      |          |          |          |          |          |
| Suprafață cultivată (mii ha)                                            | –    | –    | –    | –    | –    | –    | 1.769,54 | 1.628,19 | 1.511,98 | 1.494,19 | 1.426,89 |
| Producție (mii t)                                                       | –    | –    | –    | –    | –    | –    | 1.903,71 | 1.375,27 | 1.132,07 | 1.340,48 | 1.162,07 |
| Productivitate (kg/ha)                                                  | –    | –    | –    | –    | –    | –    | 1.075,8  | 844,7    | 748,7    | 897,1    | 814,4    |
| Sursa: Organizația pentru Alimentație și Agricultură a Națiunilor Unite |      |      |      |      |      |      |          |          |          |          |          |

### Floarea soarelui
În anul 2009, România deținea 20% din suprafața totală cultivată cu floarea soarelui în Uniunea Europeană, fiind pe locul al doilea, după Spania. Spania, România, Franța, Bulgaria și Ungaria dețineau 90% din totalul suprafețelor cultivate cu floarea soarelui în Uniunea Europeană. Din punct de vedere al producției, România era pe locul 4, cu 16% din total. În același an, producția la hectar a fost sub 1,4 tone, având un randament mai mic cu 20% față de randamentul mediu al Uniunii Europene.
Pentru a-și asigura necesarul de ulei alimentar, România avea nevoie anual de circa 1,2 milioane tone de floarea-soarelui.
În anul 2022, România era al 2-lea producător de floarea soarelui din Uniunea Europeană, după Bulgaria și al 6-lea la nivel global, având alocată pentru această cultură o suprafață de 1.093.270 hectare, cea mai mare ca întindere din Uniunea Europeană și a 4-a din lume. Productivitatea a fost în România de 1.926,9 kg/ha, a 11-a în Uniunea Europeană și a 26-a la nivel global, mai mare decât media globală de 1.834,5 kg/ha.
În 2023, din punct de vedere al suprafeței cultivate cu floarea soarelui, România ocupa locul 6 în lume, după Rusia, Ucraina, Argentina, Kazakhstan și Tanzania și primul loc în Uniunea Europeană. Randamentul la hectar a fost de 1.870 kg/ha - locul 29 în lume și locul 13 în Uniunea Europeană, iar din punct de vedere al producției, România s-a clasat pe locul 7 în lume, după Rusia, Ucraina, Argentina, China, Turcia și Franța și pe locul 2 în Uniunea Europeană.
În ceea ce privește uleiul de floarea soarelui, România a obținut în 2021 o producție de 459.700 tone, ceea ce o plasează pe locul 8 în lume și pe locul 4 în Uniunea Europeană, după Ungaria, Bulgaria și Franța, iar în 2022 a obținut o producție de 598.100 tone, ceea ce o plasează pe locul 7 în lume și pe locul 3 în Uniunea Europeană, după Bulgaria și Ungaria.
|                                                                         | 2023     | 2022     | 2021     | 2020     | 2019     | 2018     | 2017     | 2016     | 2015     | 2014     | 2013     |
| ----------------------------------------------------------------------- | -------- | -------- | -------- | -------- | -------- | -------- | -------- | -------- | -------- | -------- | -------- |
| Suprafață cultivată (mii ha)                                            | 1.077,87 | 1.093,27 | 1.123,96 | 1.142,84 | 1.282,70 | 1.282,70 | 999,16   | 1.038,41 | 1.009,14 | 1.009,14 | 1.072,06 |
| Producție (mii t)                                                       | 2.015,62 | 2.106,57 | 2.843,53 | 2.122,87 | 3.569,15 | 3.062,69 | 2.912,74 | 2.032,34 | 1.785,77 | 2.189,31 | 2.142,09 |
| Productivitate (kg/ha)                                                  | 1.870,0  | 1.926,9  | 2.529,9  | 1.857,5  | 2.782,5  | 3.041,4  | 2.915,2  | 1.957,2  | 1.769,6  | 2.193,6  | 1.998,1  |
| Ulei de floarea soarelui                                                |          |          |          |          |          |          |          |          |          |          |          |
| Producție (mii t)                                                       | –        | 598,10   | 459,70   | 497,20   | 533,30   | 514,67   | 436,46   | 365,77   | 431,15   | 454,58   | 334,25   |
| Sursa: Organizația pentru Alimentație și Agricultură a Națiunilor Unite |          |          |          |          |          |          |          |          |          |          |          |

### Rapiță
În anul 1995, în România se cultivau 300 de hectare de rapiță. În 2005, suprafața cultivată crescuse la aproape 88.000, urcând la 110.000 de hectare în 2006, și la aproape 349.000 în 2007. În 2005, au fost recoltate peste 147.000 de tone de rapiță, iar în 2007 producția a fost de peste 348.000 de tone. Cele mai mari suprafețe cultivate cu rapiță se găseau în județele Călărași (53.000 ha), Constanța (45.775 ha) și Ialomița (42.921 ha).
Din punct de vedere al suprafeței cultivate, România ocupa în 2022 locul 11 în lume și locul 4 în Uniunea Europeană, după Franța, Germania și Polonia. Randamentul la hectar, de 2.622,3 kg/ha - locul 23 în lume și locul 15 în Uniunea Europeană, a fost mai mare decât randamentul mediu la nivel global, de 2.187,9 kg/ha, dar mult mai mic decât cel al Irlandei, de 4.878,8 kg/ha, cel mai mare din lume. Din punct de vedere al producției, România s-a clasat pe locul 12 în lume și pe locul 4 în Uniunea Europeană, după Franța, Germania și Polonia.
În 2023, din punct de vedere al suprafeței cultivate cu rapiță, România ocupa locul 12 în lume și locul 4 în Uniunea Europeană, după Franța, Germania și Polonia. Randamentul la hectar a fost de 2.790,1 kg/ha - locul 21 în lume și locul 14 în Uniunea Europeană, iar din punct de vedere al producției, România s-a clasat pe locul 11 în lume și pe locul 4 în Uniunea Europeană.
În ceea ce privește uleiul de rapiță, România a obținut în 2021 o producție de 150.700 tone, ceea ce o plasează pe locul 21 în lume și pe locul 7 în Uniunea Europeană, iar în 2022 a obținut o producție de 160.400 tone, ceea ce o plasează pe locul 21 în lume și pe locul 8 în Uniunea Europeană.
|                                                                         | 2023     | 2022     | 2021     | 2020    | 2019    | 2018     | 2017     | 2016     | 2015    | 2014     | 2013    |
| ----------------------------------------------------------------------- | -------- | -------- | -------- | ------- | ------- | -------- | -------- | -------- | ------- | -------- | ------- |
| Suprafață cultivată (mii ha)                                            | 641,43   | 468,87   | 445,92   | 362,87  | 352,62  | 632,68   | 597,56   | 455,05   | 366,07  | 404,72   | 275,93  |
| Producție (mii t)                                                       | 1.789,67 | 1.229,53 | 1.375,07 | 780,16  | 798,22  | 1.610,91 | 1.673,33 | 1.292,78 | 919,47  | 1.059,12 | 666,10  |
| Productivitate (kg/ha)                                                  | 2.790,1  | 2.622,3  | 3.083,7  | 2.150,0 | 2.263,7 | 2.546,2  | 2.800,3  | 2.841,0  | 2.511,8 | 2.617,0  | 2.414,0 |
| Ulei de rapiță                                                          |          |          |          |         |         |          |          |          |         |          |         |
| Producție (mii t)                                                       | –        | 160,40   | 150,70   | 141,20  | 146,90  | 177,14   | 160,86   | 184,36   | 189,93  | 187,12   | 128,84  |
| Sursa: Organizația pentru Alimentație și Agricultură a Națiunilor Unite |          |          |          |         |         |          |          |          |         |          |         |

### In
Înainte de anul 1989, România era cel mai mare cultivator de in din Europa și al patrulea în lume, suprafața cultivată fiind de circa 75.000 de hectare.
În anul 2022, România era al 6-lea producător de in pentru fibre din Uniunea Europeană, după Franța, Belgia, Țările de Jos, Polonia și Italia și al 14-lea la nivel global, având alocată pentru această cultură o suprafață de 100 hectare, a 6-a din Uniunea Europeană, după Franța, Belgia, Polonia, Țările de Jos și Italia și a 15-a din lume. Productivitatea a fost în România de 2.400,0 kg/ha, a 5-a în Uniunea Europeană și la nivel global, după Țările de Jos, Belgia, Franța și Polonia.
În 2023, producția de in pentru fibre a fost în România de 490 tone, locul 13 în lume și locul 6 în Uniunea Europeană, după Franța, Belgia, Țările de Jos, Polonia și Italia, având alocată pentru această cultură o suprafață de 190 hectare, a 6-a din Uniunea Europeană, după Franța, Belgia, Țările de Jos, Polonia și Italia și a 15-a din lume. Productivitatea a fost în România de 2.578,9 kg/ha, a 4-a în Uniunea Europeană și la nivel global, după Țările de Jos, Belgia și Franța.
În anul 2022, România era al 4-lea producător de in pentru semințe din Uniunea Europeană, după Franța, Suedia și Cehia și al 23-lea la nivel global, având alocată pentru această cultură o suprafață de 1.840 hectare, a 5-a din Uniunea Europeană, după Franța, Suedia, Germania și Cehia și a 26-a din lume. Productivitatea a fost în România de 1.347,8 kg/ha, a 7-a în Uniunea Europeană și a 14-a la nivel global, mai mare decât media globală de 877,2 kg/ha.
În 2023, din punct de vedere al suprafeței cultivate cu in pentru semințe, România ocupa locul 30 în lume și locul 8 în Uniunea Europeană, după Franța, Germania, Suedia, Polonia, Ungaria, Bulgaria și Cehia. Randamentul la hectar a fost de 1.852,6 kg/ha - locul 4 în lume, după Tunisia, Kârgâzstan și Franța și locul 2 în Uniunea Europeană, iar din punct de vedere al producției, România s-a clasat pe locul 24 în lume și pe locul 5 în Uniunea Europeană, după Franța, Suedia, Ungaria și Polonia.
În ceea ce privește uleiul de in, România a obținut în 2021 o producție de 1.000 tone, locul 31 în lume și locul 10 în Uniunea Europeană, iar în 2022 a obținut o producție de 1.300 tone, clasându-se pe locul 30 în lume și pe locul 11 în Uniunea Europeană.
|                                                                         | 2023    | 2022    | 2021    | 2020    | 2019    | 2018    | 2017    | 2016    | 2015    | 2014    | 2013    |
| ----------------------------------------------------------------------- | ------- | ------- | ------- | ------- | ------- | ------- | ------- | ------- | ------- | ------- | ------- |
| In pentru fibre                                                         |         |         |         |         |         |         |         |         |         |         |         |
| Suprafață cultivată (mii ha)                                            | 0,19    | 0,10    | 0,40    | 0,30    | 0,00    | 0,90    | 0,00    | 0,35    | 0,99    | 0,00    | 0,24    |
| Producție (mii t)                                                       | 0,49    | 0,24    | 0,13    | 0,40    | 0,00    | 0,12    | 0,00    | 0,79    | 0,24    | 0,00    | 0,36    |
| Productivitate (kg/ha)                                                  | 2.578,9 | 2.400,0 | 3.250,0 | 1.333,3 | –       | 1.333,3 | –       | 2.257,1 | 2.434,3 | –       | 1.500,0 |
| In pentru semințe                                                       |         |         |         |         |         |         |         |         |         |         |         |
| Suprafață cultivată (mii ha)                                            | 1.560   | 1.840   | 2.110   | 1.510   | 3.080   | 2.080   | 2.160   | 1.904   | 2.177   | 1.621   | 3.042   |
| Producție (mii t)                                                       | 2.890   | 2.480   | 3.360   | 1.810   | 6.200   | 3.200   | 3.619   | 3.159   | 3.638   | 2.567   | 4.046   |
| Productivitate (kg/ha)                                                  | 1.852,6 | 1.347,8 | 1.592,4 | 1.198,7 | 2.013,0 | 1.538,5 | 1.675,5 | 1.659,1 | 1.671,1 | 1.583,6 | 1.330,0 |
| Ulei de in                                                              |         |         |         |         |         |         |         |         |         |         |         |
| Producție (mii t)                                                       | –       | 1,3     | 1,0     | 1,6     | 1,5     | 1,2     | 1,0     | 1,1     | 1,0     | 1,0     | 0,9     |
| Sursa: Organizația pentru Alimentație și Agricultură a Națiunilor Unite |         |         |         |         |         |         |         |         |         |         |         |

## Plante leguminoase

### Soia
Din punct de vedere al suprafeței cultivate, România ocupa în 2022 locul 25 în lume și locul 3 în Uniunea Europeană, după Italia și Franța. Randamentul la hectar, de 1.903,1 kg/ha - locul 44 în lume și locul 12 în Uniunea Europeană, a fost mai mic decât randamentul mediu la nivel global, de 2.635,5 kg/ha. Din punct de vedere al producției, România s-a clasat pe locul 21 în lume și pe locul 3 în Uniunea Europeană, după Italia și Franța.
În 2023, din punct de vedere al suprafeței cultivate cu soia, România ocupa locul 25 în lume și locul 3 în Uniunea Europeană, după Italia și Franța. Randamentul la hectar a fost de 2.264,6 kg/ha - locul 31 în lume și locul 12 în Uniunea Europeană, iar din punct de vedere al producției, România s-a clasat pe locul 21 în lume și pe locul 3 în Uniunea Europeană, după Italia și Franța.
În ceea ce privește uleiul de soia, România a obținut în 2021 o producție de 62.100 tone, ceea ce o plasează pe locul 36 în lume și pe locul 7 în Uniunea Europeană, iar în 2022, cu o producție obținută de valoare egală, România s-a clasat pe locul 37 în lume și pe locul 7 în Uniunea Europeană.
|                                                                         | 2023    | 2022    | 2021    | 2020    | 2019    | 2018    | 2017    | 2016    | 2015    | 2014    | 2013    |
| ----------------------------------------------------------------------- | ------- | ------- | ------- | ------- | ------- | ------- | ------- | ------- | ------- | ------- | ------- |
| Suprafață cultivată (mii ha)                                            | 141,66  | 135,85  | 139,61  | 168,90  | 158,15  | 169,42  | 164,62  | 125,15  | 126,52  | 79,28   | 67,41   |
| Producție (mii t)                                                       | 320,80  | 258,53  | 367,74  | 340,82  | 440,12  | 492,68  | 393,50  | 263,38  | 262,06  | 202,89  | 149,93  |
| Productivitate (kg/ha)                                                  | 2.264,6 | 1.903,1 | 2.634,1 | 2.017,9 | 2.782,9 | 2.908,0 | 2.390,3 | 2.104,5 | 2.071,2 | 2.559,3 | 2.224,2 |
| Ulei de soia                                                            |         |         |         |         |         |         |         |         |         |         |         |
| Producție (mii t)                                                       | –       | 62,10   | 62,10   | 64,50   | 63,20   | 42,08   | 49,44   | 55,70   | 37,68   | 24,87   | 23,02   |
| Sursa: Organizația pentru Alimentație și Agricultură a Națiunilor Unite |         |         |         |         |         |         |         |         |         |         |         |

### Spanac
Suprafața cultivată cu spanac în România în anul 2022 a fost de 60 hectare, a 53-a la nivel mondial și a 19-a din Uniunea Europeană. Producția realizată a fost a 15-a din Uniunea Europeană și a 47-a la nivel global. Productivitatea a fost în România de 12.166,7 kg/ha, a 12-a în Uniunea Europeană și a 36-a la nivel mondial, valoare de aproape trei ori mai mică față de media globală de 35.122,9 kg/ha.
În 2023, din punct de vedere al suprafeței cultivate cu spanac, egală cu cea din anul precedent, România ocupa locul 52 în lume și locul 17 în Uniunea Europeană. Randamentul la hectar a fost 12.833,3de  kg/ha - locul 33 în lume și locul 10 în Uniunea Europeană, iar din punct de vedere al producției, România s-a clasat pe locul 48 în lume și pe locul 16 în Uniunea Europeană.
|                                                                         | 2023     | 2022     | 2021     | 2020     | 2019     | 2018     | 2017     | 2016     | 2015    | 2014    | 2013    |
| ----------------------------------------------------------------------- | -------- | -------- | -------- | -------- | -------- | -------- | -------- | -------- | ------- | ------- | ------- |
| Suprafață cultivată (mii ha)                                            | 0,06     | 0,06     | 0,09     | 0,11     | 0,13     | 0,12     | 0,27     | 0,29     | 0,32    | 0,37    | 0,33    |
| Producție (mii t)                                                       | 0,77     | 0,73     | 0,91     | 1,26     | 1,71     | 1,87     | 2,85     | 2,99     | 3,06    | 3,35    | 2,83    |
| Productivitate (kg/ha)                                                  | 12.833,3 | 12.166,7 | 10.111,1 | 11.454,5 | 13.153,8 | 15.583,3 | 10.623,1 | 10.204,8 | 9.450,6 | 9.095,1 | 8.695,4 |
| Sursa: Organizația pentru Alimentație și Agricultură a Națiunilor Unite |          |          |          |          |          |          |          |          |         |         |         |

### Mazăre
În anii 1980-1989 mazărea s-a cultivat constant pe suprafețe de 50-95 mii hectare. În anii următori, suprafețele s-au restrâns, din cauza desființării multor societăți agricole, complexe și ferme zootehnice de stat. În anul 2001, mazărea s-a cultivat pe 11.214 hectare.
În anul 2022, România era al 17-lea producător de mazăre boabe (uscată) la nivel global și al 6-lea din Uniunea Europeană, având alocată pentru această cultură o suprafață de 68.060 hectare, a 5-a ca întindere din Uniunea Europeană, după Franța, Spania, Germania și Lituania și a 15-a din lume. Productivitatea a fost în România de 1.605,1 kg/ha, a 22-a din Uniunea Europeană și a 47-a la nivel global, mai mică decât media globală de 1.980,8 kg/ha.
În 2023, din punct de vedere al suprafeței cultivate cu mazăre boabe, România ocupa locul 13 în lume și locul 4 în Uniunea Europeană, după, Spania Franța și Germania. Randamentul la hectar a fost de 1.664,6 kg/ha - locul 44 în lume și locul 20 în Uniunea Europeană, iar din punct de vedere al producției, România s-a clasat pe locul 14 în lume și pe locul 4 în Uniunea Europeană, după Franța, Germania și Spania.
Luând în considerare mazărea verde (păstăi), în 2022, România era al 69-lea producător la nivel global și al 19-lea din Uniunea Europeană, având alocată pentru această cultură o suprafață de 670 hectare, a 18-a ca întindere din Uniunea Europeană și a 60-a din lume. Productivitatea a fost în România de 2.000 kg/ha, a 20-a din Uniunea Europeană și a 74-a la nivel global, de patru ori mai mică decât media globală de 7.972,3 kg/ha.
În 2023, din punct de vedere al suprafeței cultivate cu mazăre verde (păstăi), România ocupa locul 52 în lume și locul 15 în Uniunea Europeană. Randamentul la hectar a fost de 2.000 kg/ha - locul 76 în lume și locul 21 în Uniunea Europeană, iar din punct de vedere al producției, România s-a clasat pe locul 64 în lume și pe locul 18 în Uniunea Europeană.
|                                                                         | 2023    | 2022    | 2021    | 2020    | 2019    | 2018    | 2017    | 2016    | 2015    | 2014    | 2013    |
| ----------------------------------------------------------------------- | ------- | ------- | ------- | ------- | ------- | ------- | ------- | ------- | ------- | ------- | ------- |
| Mazăre boabe (uscată)                                                   |         |         |         |         |         |         |         |         |         |         |         |
| Suprafață cultivată (mii ha)                                            | 90,99   | 68,06   | 75,19   | 96,94   | 103,08  | 118,10  | 105,19  | 42,58   | 31,06   | 27,03   | 29,73   |
| Producție (mii t)                                                       | 151,46  | 109,24  | 159,59  | 111,31  | 220,42  | 170,75  | 280,48  | 78,25   | 55,18   | 50,84   | 54,37   |
| Productivitate (kg/ha)                                                  | 1.664,6 | 1.605,1 | 2.122,5 | 1.148,2 | 2.138,3 | 1.445,8 | 2.666,3 | 1.837,8 | 1.776,8 | 1.881,1 | 1.828,5 |
| Mazăre verde (păstăi)                                                   |         |         |         |         |         |         |         |         |         |         |         |
| Suprafață cultivată (mii ha)                                            | 1,07    | 0,67    | 2,08    | 2,25    | 2,43    | 2,19    | 4,64    | 3,98    | 3,92    | 4,75    | 4,66    |
| Producție (mii t)                                                       | 2,14    | 1,34    | 4,93    | 6,28    | 4,18    | 4,24    | 21,76   | 17,20   | 18,66   | 19,15   | 18,03   |
| Productivitate (kg/ha)                                                  | 2.000,0 | 2.000,0 | 2.370,2 | 2.791,1 | 1.720,2 | 1.936,1 | 4.687,4 | 4.325,5 | 4.763,1 | 4.035,0 | 3.872,6 |
| Sursa: Organizația pentru Alimentație și Agricultură a Națiunilor Unite |         |         |         |         |         |         |         |         |         |         |         |

### Bob
Din punct de vedere al suprafeței cultivate cu bob pentru boabe, România ocupa în 2022 locul 30 în lume și locul 13 în Uniunea Europeană. Randamentul la hectar, de 1.061,3 kg/ha - locul 53 în lume și locul 22 în Uniunea Europeană, a fost mai mic decât randamentul mediu la nivel global, de 2.247,8 kg/ha. Din punct de vedere al producției, România s-a clasat pe locul 36 în lume și pe locul 16 în Uniunea Europeană.
În 2023, din punct de vedere al suprafeței cultivate cu bob pentru boabe, România ocupa locul 30 în lume și locul 13 în Uniunea Europeană. Randamentul la hectar a fost de 1.030,4 kg/ha - locul 52 în lume și locul 21 în Uniunea Europeană, iar din punct de vedere al producției, România s-a clasat pe locul 34 în lume și pe locul 14 în Uniunea Europeană.
În 2017, cel mai recent an în care suprafața cultivată cu bob (păstăi) a depășit 100 hectare, România ocupa, din punct de vedere al suprafeței cultivate locul 44 în lume și locul 11 în Uniunea Europeană. Randamentul la hectar, de 3.747,9 kg/ha - locul 16 în Uniunea Europeană și locul 50 în lume, a reprezentat aproape jumătate  (57,16%) față de randamentul mediu la nivel global, de 6.557,2 kg/ha. Producția obținută a fost de 773,7 tone - locul 45 în lume și locul 11 în Uniunea Europeană.
|                                                                         | 2023    | 2022    | 2021    | 2020  | 2019    | 2018    | 2017    | 2016    | 2015    | 2014    | 2013    |
| ----------------------------------------------------------------------- | ------- | ------- | ------- | ----- | ------- | ------- | ------- | ------- | ------- | ------- | ------- |
| Bob (boabe)                                                             |         |         |         |       |         |         |         |         |         |         |         |
| Suprafață cultivată (mii ha)                                            | 7,24    | 7,02    | 8,68    | 10,13 | 11,89   | 12,28   | 12,07   | 15,85   | 22,12   | 21,96   | 21,21   |
| Producție (mii t)                                                       | 7,46    | 7,45    | 12,03   | 9,59  | 14,10   | 17,30   | 16,13   | 19,09   | 19,97   | 19,75   | 18,86   |
| Productivitate (kg/ha)                                                  | 1.030,4 | 1.061,3 | 1.385,9 | 946,7 | 1.185,9 | 1.408,8 | 1.336,4 | 1.203,9 | 902,5   | 899,4   | 889,3   |
| Bob verde (păstăi)                                                      |         |         |         |       |         |         |         |         |         |         |         |
| Suprafață cultivată (mii ha)                                            | 0,00    | 0,00    | 0,00    | 0,00  | 0,00    | 0,00    | 0,21    | 0,20    | 0,20    | 0,19    | 0,19    |
| Producție (mii t)                                                       | 0,01    | 0,00    | 0,01    | 0,00  | 0,01    | 0,02    | 0,77    | 0,75    | 0,75    | 0,71    | 0,69    |
| Productivitate (kg/ha)                                                  | –       | –       | –       | –     | –       | –       | 3.747,9 | 3.711,2 | 3.743,4 | 3.711,6 | 3.700,2 |
| Sursa: Organizația pentru Alimentație și Agricultură a Națiunilor Unite |         |         |         |       |         |         |         |         |         |         |         |

### Fasole
În 2017 (cel mai recent an în care s-au raportat date către FAO), România ocupa, din punct de vedere al suprafeței cultivate cu fasole pentru boabe locul 73 în lume și locul 5 în Uniunea Europeană, după Lituania, Letonia, Estonia și Polonia. Randamentul la hectar, de 1.336,4 kg/ha - locul 13 în Uniunea Europeană și locul 46 în lume, a fost mai mare decât randamentul mediu la nivel global, de 783,5 kg/ha. Producția obținută a fost de 16.125 tone - locul 71 în lume și locul 7 în Uniunea Europeană, după Lituania, Letonia, Polonia, Estonia, Spania și Grecia.
În 2022, România ocupa, din punct de vedere al suprafeței cultivate cu fasole verde (păstăi) locul 38 în lume și locul 9 în Uniunea Europeană. Randamentul la hectar, de 3.963,7 kg/ha - locul 15 în Uniunea Europeană și locul 69 în lume, a reprezentat mai puțin de o treime față de randamentul mediu la nivel global, de 14.642,7 kg/ha, și de peste șapte ori mai mic decât randamentul obținut de Cipru, de 29.400,0 kg/ha, cel mai mare la nivel mondial. Producția obținută a fost de 12.010 tone - locul 44 în lume și locul 10 în Uniunea Europeană.
În 2023, din punct de vedere al suprafeței cultivate cu fasole verde (păstăi), România ocupa locul 35 în lume și locul 8 în Uniunea Europeană. Randamentul la hectar a fost de 3.689,3 kg/ha - locul 72 în lume și locul 16 în Uniunea Europeană, iar din punct de vedere al producției, România s-a clasat pe locul 44 în lume și pe locul 10 în Uniunea Europeană.
|                                                                         | 2023    | 2022    | 2021    | 2020    | 2019    | 2018    | 2017    | 2016    | 2015    | 2014    | 2013    |
| ----------------------------------------------------------------------- | ------- | ------- | ------- | ------- | ------- | ------- | ------- | ------- | ------- | ------- | ------- |
| Fasole boabe (uscată)                                                   |         |         |         |         |         |         |         |         |         |         |         |
| Suprafață cultivată (mii ha)                                            | –       | –       | –       | –       | –       | –       | 12,07   | 15,85   | 22,12   | 21,96   | 21,21   |
| Producție (mii t)                                                       | –       | –       | –       | –       | –       | –       | 16,13   | 19,09   | 19,97   | 19,75   | 18,86   |
| Productivitate (kg/ha)                                                  | –       | –       | –       | –       | –       | –       | 1.336,4 | 1.203,9 | 902,5   | 899,4   | 889,3   |
| Fasole verde (păstăi)                                                   |         |         |         |         |         |         |         |         |         |         |         |
| Suprafață cultivată (mii ha)                                            | 3,09    | 3,03    | 4,61    | 4,63    | 5,38    | 4,97    | 9,27    | 9,37    | 9,77    | 9,84    | 10,02   |
| Producție (mii t)                                                       | 11,40   | 12,01   | 27,31   | 29,55   | 26,69   | 26,85   | 63,41   | 49,76   | 56,04   | 54,86   | 54,57   |
| Productivitate (kg/ha)                                                  | 3.689,3 | 3.963,7 | 5.924,1 | 6.382,3 | 4.961,0 | 5.402,4 | 6.843,0 | 5.313,3 | 5.737,8 | 5.575,5 | 5.447,5 |
| Sursa: Organizația pentru Alimentație și Agricultură a Națiunilor Unite |         |         |         |         |         |         |         |         |         |         |         |

### Năut
În 2017 (cel mai recent an în care s-au raportat date către FAO), România era al 37-lea producător de năut la nivel global și al 5-lea din Uniunea Europeană, după Spania, Italia, Bulgaria și Grecia, având alocată pentru această cultură o suprafață de 1.231 hectare, a 6-a ca întindere din Uniunea Europeană, după Spania, Bulgaria, Italia, Grecia și Portugalia și a 39-a din lume. Productivitatea a fost în România de 1.436,2 kg/ha, a 4-a din Uniunea Europeană, după Italia, Grecia și Ungaria și a 22-a la nivel global, mai mare decât media globală de 1.040,2 kg/ha.
|                                                                         | 2023 | 2022 | 2021 | 2020 | 2019 | 2018 | 2017    | 2016    | 2015    | 2014    | 2013    |
| ----------------------------------------------------------------------- | ---- | ---- | ---- | ---- | ---- | ---- | ------- | ------- | ------- | ------- | ------- |
| Suprafață cultivată (mii ha)                                            | –    | –    | –    | –    | –    | –    | 1,23    | 0,44    | 0,12    | 0,17    | 0,15    |
| Producție (mii t)                                                       | –    | –    | –    | –    | –    | –    | 1,77    | 0,55    | 0,12    | 0,18    | 0,22    |
| Productivitate (kg/ha)                                                  | –    | –    | –    | –    | –    | –    | 1.436,2 | 1.264,8 | 1.000,0 | 1.543,1 | 1.523,8 |
| Sursa: Organizația pentru Alimentație și Agricultură a Națiunilor Unite |      |      |      |      |      |      |         |         |         |         |         |

### Alte plante leguminoase
Conform definiției Organizației pentru Alimentație și Agricultură a Națiunilor Unite, alte plante leguminoase acoperă plantele leguminoase care nu sunt identificate separat din cauza relevanței lor minore la nivel internațional. Sunt incluse, printre altele, specii din genurile Dolichos, Canavalia și Stizolobium, precum și Psophocarpus tetragonolobus, Cyamopsis tetragonoloba, Pachyrrhizus erosus.
Din punct de vedere al suprafeței cultivate cu alte plante leguminoase, România ocupa în 2022 locul 76 în lume și locul 14 în Uniunea Europeană. Randamentul la hectar, de 1.450,7 kg/ha - locul 34 în lume și locul 11 în Uniunea Europeană, a fost mai mare decât randamentul mediu la nivel global, de 834,2 kg/ha. Din punct de vedere al producției, România s-a clasat pe locul 74 în lume și pe locul 13 în Uniunea Europeană.
În 2023, din punct de vedere al suprafeței cultivate cu alte plante leguminoase, România ocupa locul 64 în lume și locul 12 în Uniunea Europeană. Randamentul la hectar a fost de 1.349,6 kg/ha - locul 37 în lume și locul 12 în Uniunea Europeană, iar din punct de vedere al producției, România s-a clasat pe locul 64 în lume și pe locul 11 în Uniunea Europeană.
|                                                                         | 2023    | 2022    | 2021    | 2020  | 2019  | 2018  | 2017    | 2016    | 2015    | 2014    | 2013  |
| ----------------------------------------------------------------------- | ------- | ------- | ------- | ----- | ----- | ----- | ------- | ------- | ------- | ------- | ----- |
| Suprafață cultivată (mii ha)                                            | 3,69    | 1,42    | 1,70    | 1,39  | 1,84  | 3,84  | 1,55    | 1,07    | 0,42    | 0,60    | 0,90  |
| Producție (mii t)                                                       | 4,98    | 2,06    | 2,27    | 0,99  | 1,83  | 3,32  | 3,31    | 1,42    | 0,52    | 0,60    | 0,76  |
| Productivitate (kg/ha)                                                  | 1.349,6 | 1.450,7 | 1.335,3 | 712,2 | 994,6 | 864,6 | 2.139,6 | 1.321,8 | 1.235,2 | 1.000,0 | 850,6 |
| Sursa: Organizația pentru Alimentație și Agricultură a Națiunilor Unite |         |         |         |       |       |       |         |         |         |         |       |

## Legume
Conform definiției Organizației pentru Alimentație și Agricultură a Națiunilor Unite, legumele sunt în principal plante anuale, culturi de câmp și de grădină, în aer liber și în sere și solarii și utilizate aproape exclusiv pentru hrană. Sunt excluse legumele cultivate în principal pentru hrana animalelor sau pentru semințe. Anumite plante, clasificate în mod normal ca cereale și leguminoase, aparțin acestei grupe atunci când sunt recoltate verzi, cum ar fi porumbul verde, mazărea verde etc. Această grupare diferă de clasificările comerciale internaționale pentru legume prin faptul că include pepenii galbeni și pepenii verzi, care sunt în mod normal considerați fructe. Dar, în timp ce culturile de fructe sunt practic toate culturi permanente, pepenii galbeni și pepenii verzi sunt similari cu legumele prin faptul că sunt culturi temporare. Ardeii iuți și alte tipuri de ardei sunt incluși în această grupă atunci când sunt recoltați pentru consum ca legume și nu pentru procesare sub formă de condimente. Datele FAO privind producția de mazăre verde și fasole verde se referă la greutatea totală, inclusiv păstăile, deși unele țări raportează pe baza greutății decojite. Greutatea păstăilor variază de la 40 la 50% pentru mazăre și până la 70% pentru fasole. Datele referitoare la suprafața grădinilor mici de legume sunt adesea omise în studiile agricole, deși pot fi raportate estimări ale producției. Datele comerciale pentru legume proaspete includ și legumele răcite, adică produsele a căror temperatură a fost redusă până la aproximativ 0°C, fără ca acestea să fie congelate. Legumele conțin în principal apă, reprezentând între 70 și 95% din greutatea lor. Au un conținut scăzut de nutrienți, dar conțin minerale și vitamine. FAO acoperă 27 de produse vegetale primare. Fiecare este listat împreună cu codul, numele sau denumirea științifică și o scurtă descriere.
Producția de legume a fost de 3,4 milioane tone în 2008, 3,9 milioane tone în 2009 și 3,6 milioane tone în 2010. În 2008, România a importat 185.000 tone de legume și a exportat de 13 ori mai puțin, respectiv 13.970 tone.
În anul 2009, România a produs 984.000 tone de varză, 154.000 tone de vinete, 750.000 tone de roșii, 144.000 tone de castraveți, 370.000 tone de ceapă și 53.000 tone de fasole. Potrivit MAPDR, consumul intern de legume era asigurat în proporție de 35-40% din producția autohtonă, diferența fiind asigurată din import.
În anul 2010, România a produs 738.000 tone de roșii, 956.000 tone de varză, 164.000 tone de castraveți, 212.000 tone de morcovi, 352.000 tone de ceapă și 224.000 tone de ardei. Producția de legume pe anul 2010 a scăzut cu 7,7% față de anul precedent, din cauza reducerii suprafeței cultivate cu 6,4%.
În anul 2011, suprafața cultivată cu legume în România a fost de 42.705 hectare iar producția a ajuns la aproape 3,5 milioane tone, cu 400.000 tone peste cea obținută în 2010. Din această cantitate, în solarii au fost obținute 156.800 tone, iar în sere 28.481 tone. Suprafața ocupată de solarii era de 3.000 hectare, iar de sere de 317 hectare.
În anul 2022, România era al 10-lea producător de legume din Uniunea Europeană și al 72-lea la nivel global, având alocată pentru această cultură o suprafață de 87.630 hectare, a 6-a ca întindere din Uniunea Europeană, după Italia, Spania, Franța, Polonia și Germania și a 66-a din lume. Productivitatea a fost în România de 14.352,4 kg/ha, a 26-a (cea mai mică) în Uniunea Europeană și a 97-a la nivel global, mai mică decât media globală de 19.924,3 kg/ha.
În 2023, din punct de vedere al suprafeței cultivate cu legume, România ocupa locul 64 în lume și locul 6 în Uniunea Europeană, după Italia, Spania, Franța, Polonia și Germania. Randamentul la hectar a fost de 13.325,6 kg/ha - locul 102 în lume și locul 26 (ultimul) în Uniunea Europeană, iar din punct de vedere al producției, România s-a clasat pe locul 73 în lume și pe locul 10 în Uniunea Europeană.
|                                                                         | 2023     | 2022     | 2021     | 2020     | 2019     | 2018     | 2017     | 2016     | 2015     | 2014     | 2013     |
| ----------------------------------------------------------------------- | -------- | -------- | -------- | -------- | -------- | -------- | -------- | -------- | -------- | -------- | -------- |
| Suprafață cultivată (mii ha)                                            | 89,98    | 87,63    | 99,31    | 97,80    | 119,56   | 117,16   | 205,91   | 208,20   | 218,39   | 218,53   | 233,53   |
| Producție (mii t)                                                       | 1.199,04 | 1.257,70 | 1.938,68 | 1.949,27 | 1.853,29 | 2.025,58 | 3.101,68 | 2.897,79 | 3.184,27 | 3.288,15 | 3.343,82 |
| Productivitate (kg/ha)                                                  | 13.325,6 | 14.352,4 | 19.521,5 | 19.931,2 | 15.500,9 | 17.289,0 | 15.063,0 | 13.918,2 | 14.581,0 | 15.046,7 | 14.318,7 |
| Sursa: Organizația pentru Alimentație și Agricultură a Națiunilor Unite |          |          |          |          |          |          |          |          |          |          |          |

### Cartofi
România era în 2008 al treilea cultivator de cartofi din Europa, ca suprafață, după Germania și Polonia și pe locul 6, ca producție, după Germania, Polonia, Olanda, Franța și Marea Britanie, având în anul 2009 un randament de 54,1% din randamentul mediu al Uniunii Europene. Producția medie a fost de aproape 15 tone la hectar în anul 2006, și de 12 tone la hectar în 2007. În anul 2009, producția României a fost de 15,9 tone la hectar, față de Bulgaria - 16,2 t/ha, Polonia - 19,7 t/ha, Ungaria - 25,3 t/ha, Cehia - 26,7 t/ha, Germania - 44 t/ha și Franța - 43,4 t/ha. Producția de cartofi a României se cifra anual între trei și patru milioane de tone, cantitate suficientă pentru asigurarea consumului intern - de circa două milioane de tone anual - dar și pentru sămânță (circa un milion de tone), procesare și furaje (circa 40.000 de tone).
În 2010, românii consumau anual, în medie, 92,2 kilograme de cartofi per locuitor, situându-se pe locul patru în Uniunea Europeană. Pe primele locuri se situau Portugalia cu 126,9 kg/locuitor/an, Irlanda - 118,7 kg/locuitor/an și Marea Britanie cu 112,4 kg/locuitor/an. Se raporta anual o suprafață cultivată cu cartofi în jurul valorii de 240.000 hectare, existând un număr de aproximativ 200 de exploatații cu suprafața de peste 10 hectare, majoritatea fiind producători mici care dețineau suprafețe de la 0,10 până la 10 hectare. În România se cultivau peste o sută de soiuri de cartofi de mare performanță, majoritatea provenind din Uniunea Europeană (Olanda, Germania, Franța, Danemarca, Scoția) și doar câteva cu soiuri românești. Zonele cele mai prielnice pentru cultura cartofului sunt județele Brașov, Covasna, Harghita, Neamț, Suceava, Botoșani, zonă închisă pentru cartoful de sămânță, iar pentru cartoful timpuriu anumite zone din județul Dâmbovița (Lungulețu, Brezoaele ), Teleorman (Peretu), Olt și Constanța.
În privința cartofilor de sămânță, dacă în anul 1999, România avea o suprafață plantată de 6.438,5 hectare, aceasta a scăzut treptat la 2.810,1 hectare în 2003, la 1.961,59 hectare în 2009 și la 754,46 hectare în 2011.
Importurile de cartofi în 2011 au totalizat 89.635 tone, în valoare de 23,4 milioane euro, reprezentând 2% din totalul producției, în timp ce în 2010 au fost de 64.704 tone în valoare de 11,646 milioane euro.
În anul 2022, România era al 8-lea producător de cartofi din Uniunea Europeană, după Germania, Franța, Țările de Jos, Polonia, Belgia, Danemarca și Spania și al 36-lea la nivel global, având alocată pentru această cultură o suprafață de 80.770 hectare, a 6-a din Uniunea Europeană, după Germania, Franța, Polonia, Țările de Jos și Belgia și a 32-a din lume. Productivitatea a fost în România de 16.661,9 kg/ha, a 24-a în Uniunea Europeană, depășind doar Lituania, Croația și Malta și a 99-a la nivel mondial, mai mică decât media globală de 22.417,7 kg/ha.
În 2023, din punct de vedere al suprafeței cultivate cu cartofi, România ocupa locul 33 în lume și locul 6 în Uniunea Europeană, după Germania, Franța, Polonia, Țările de Jos și Belgia. Randamentul la hectar a fost de 14.888,3 kg/ha - locul 112 în lume și locul 26 în Uniunea Europeană, depășind doar Malta, iar din punct de vedere al producției, România s-a clasat pe locul 41 în lume și pe locul 9 în Uniunea Europeană.
|                                                                         | 2023     | 2022     | 2021     | 2020     | 2019     | 2018     | 2017     | 2016     | 2015     | 2014     | 2013     |
| ----------------------------------------------------------------------- | -------- | -------- | -------- | -------- | -------- | -------- | -------- | -------- | -------- | -------- | -------- |
| Suprafață cultivată (mii ha)                                            | 79,49    | 80,77    | 84,53    | 101,03   | 174,12   | 173,30   | 171,38   | 186,23   | 196,06   | 202,66   | 207,60   |
| Producție (mii t)                                                       | 1.183,47 | 1.345,78 | 1.397,84 | 1.601,24 | 2.626,79 | 3.022,76 | 3.116,91 | 2.689,73 | 2.699,68 | 3.519,33 | 3.289,72 |
| Productivitate (kg/ha)                                                  | 14.888,3 | 16.661,9 | 16.536,6 | 15.849,2 | 15.086,1 | 17.442,4 | 18.187,2 | 14.442,8 | 13.769,8 | 17.365,9 | 15.846,2 |
| Sursa: Organizația pentru Alimentație și Agricultură a Națiunilor Unite |          |          |          |          |          |          |          |          |          |          |          |

### Varză
Din punct de vedere al suprafeței cultivate, România ocupa în 2022 locul 17 în lume și locul 2 în Uniunea Europeană, după Italia. Randamentul la hectar, de 20.443,3 kg/ha - locul 98 în lume și locul 23 în Uniunea Europeană, a fost mult mai mic decât randamentul mediu la nivel global, de 31.270,8 kg/ha. Din punct de vedere al producției, România s-a clasat pe locul 24 în lume și pe locul 4 în Uniunea Europeană, după Polonia, Germania și Italia.
În 2023, din punct de vedere al suprafeței cultivate cu varză, România ocupa locul 18 în lume și locul 2 în Uniunea Europeană, după Italia. Randamentul la hectar a fost de 18.683,9 kg/ha - locul 106 în lume și locul 24 în Uniunea Europeană, iar din punct de vedere al producției, România s-a clasat pe locul 25 în lume și pe locul 4 în Uniunea Europeană, după Polonia, Germania și Italia.
|                                                                         | 2023     | 2022     | 2021     | 2020     | 2019     | 2018     | 2017     | 2016     | 2015     | 2014     | 2013     |
| ----------------------------------------------------------------------- | -------- | -------- | -------- | -------- | -------- | -------- | -------- | -------- | -------- | -------- | -------- |
| Suprafață cultivată (mii ha)                                            | 19,14    | 18,95    | 19,47    | 19,15    | 28,79    | 28,73    | 46,31    | 46,40    | 48,89    | 47,99    | 55,05    |
| Producție (mii t)                                                       | 357,61   | 387,40   | 548,64   | 541,92   | 616,93   | 692,63   | 1.028,48 | 994,60   | 1.080,28 | 1.125,55 | 1.158,75 |
| Productivitate (kg/ha)                                                  | 18.683,9 | 20.443,3 | 28.178,7 | 28.298,7 | 21.428,6 | 24.108,2 | 22.206,6 | 21.437,6 | 22.097,4 | 23.454,7 | 21.048,6 |
| Sursa: Organizația pentru Alimentație și Agricultură a Națiunilor Unite |          |          |          |          |          |          |          |          |          |          |          |

### Vinete
În anul 2022, România era al 4-lea producător de vinete din Uniunea Europeană, după Italia, Spania și Țările de Jos și al 28-lea la nivel global, având alocată pentru această cultură o suprafață de 4.140 hectare, a 2-a din Uniunea Europeană, după Italia și a 25-a din lume. Productivitatea a fost în România de 15.594,2 kg/ha, a 14-a în Uniunea Europeană și a 54-a la nivel mondial, jumătate față de media globală de 31.297,1 kg/ha și de aproape 30 de ori mai mică decât cea a Țărilor de Jos, de 507.692,3 kg/ha, cea mai mare din lume în acel an.
În 2023, din punct de vedere al suprafeței cultivate cu vinete, România ocupa locul 23 în lume și locul 2 în Uniunea Europeană, după Italia. Randamentul la hectar a fost de 14.540,4 kg/ha - locul 58 în lume și locul 14 în Uniunea Europeană, iar din punct de vedere al producției, România s-a clasat pe locul 28 în lume și pe locul 3 în Uniunea Europeană, după Italia și Spania.
|                                                                         | 2023     | 2022     | 2021     | 2020     | 2019     | 2018     | 2017     | 2016     | 2015     | 2014     | 2013     |
| ----------------------------------------------------------------------- | -------- | -------- | -------- | -------- | -------- | -------- | -------- | -------- | -------- | -------- | -------- |
| Suprafață cultivată (mii ha)                                            | 4,46     | 4,14     | 4,94     | 4,41     | 4,81     | 4,80     | 8,65     | 8,79     | 9,20     | 9,21     | 9,36     |
| Producție (mii t)                                                       | 64,85    | 64,56    | 95,86    | 88,42    | 79,66    | 88,15    | 127,76   | 116,23   | 128,42   | 127,58   | 123,28   |
| Productivitate (kg/ha)                                                  | 14.540,4 | 15.594,2 | 19.404,9 | 20.049,9 | 16.561,3 | 18.364,6 | 14.770,3 | 13.226,9 | 13.959,0 | 13.853,6 | 13.172,1 |
| Sursa: Organizația pentru Alimentație și Agricultură a Națiunilor Unite |          |          |          |          |          |          |          |          |          |          |          |

### Tomate
Producția de tomate la hectar a fost de 15.886 kg/ha în anul 2008 și de 15.579 kg/ha în anul 2009.
Din punct de vedere al suprafeței cultivate, România ocupa în 2022 locul 36 în lume și locul 3 în Uniunea Europeană, după Italia și Spania. Randamentul la hectar, de 17.409,4 kg/ha - locul 113 în lume și locul 25 în Uniunea Europeană (penultimul, depășind doar Estonia, întrucât Letonia și Luxemburg nu au cultivat tomate), a fost mai mic de jumătate din randamentul mediu la nivel global, de 35.588,3 kg/ha, și de aproape 27 de ori mai mic decât cel al Belgiei, de 466.875 kg/ha, cel mai mare din lume. Din punct de vedere al producției, România s-a clasat pe locul 8 în Uniunea Europeană și pe locul 57 în lume.
În 2023, din punct de vedere al suprafeței cultivate cu tomate, România ocupa locul 37 în lume și locul 4 în Uniunea Europeană, după Italia, Spania și Portugalia. Randamentul la hectar a fost de 15.480 kg/ha - locul 117 în lume și locul 23 (ultimul) în Uniunea Europeană, iar din punct de vedere al producției, România s-a clasat pe locul 63 în lume și pe locul 9 în Uniunea Europeană.
|                                                                         | 2023     | 2022     | 2021     | 2020     | 2019     | 2018     | 2017     | 2016     | 2015     | 2014     | 2013     |
| ----------------------------------------------------------------------- | -------- | -------- | -------- | -------- | -------- | -------- | -------- | -------- | -------- | -------- | -------- |
| Suprafață cultivată (mii ha)                                            | 17,54    | 17,17    | 18,13    | 17,47    | 23,78    | 22,97    | 40,04    | 40,97    | 44,23    | 43,85    | 48,34    |
| Producție (mii t)                                                       | 271,52   | 298,92   | 500,20   | 493,72   | 436,55   | 464,04   | 679,81   | 627,18   | 701,81   | 706,20   | 749,13   |
| Productivitate (kg/ha)                                                  | 15.480,0 | 17.409,4 | 27.589,6 | 28.261,0 | 18.357,9 | 20.202,0 | 16.978,6 | 15.309,3 | 15.868,4 | 16.104,2 | 15.497,1 |
| Sursa: Organizația pentru Alimentație și Agricultură a Națiunilor Unite |          |          |          |          |          |          |          |          |          |          |          |

### Sfeclă de zahăr
Înainte de 1989, România avea 33 de fabrici de zahăr și producea anual circa 550.000 de tone de zahăr alb din sfeclă de zahăr, acoperindu-și necesarul de consum și rafina circa 150-200 mii tone de zahăr brut din import pentru reexport.
În anul 2006, consumul de zahăr din România era de aproximativ 550.000 de tone. Din această cantitate, 85% era zahăr alb provenit din rafinarea zahărului brut importat, restul fiind zahăr alb din sfeclă.
La 1 ianuarie 2007 România a aderat la Uniunea Europeană. Pentru sectorul zahăr, România a primit o cotă națională de 109.000 tone de zahăr alb din sfeclă și un necesar tradițional de rafinare de 329.000 tone de zahăr alb din zahăr brut din trestie din import, deci un total de 438.000 tone. În anul 2010, producția a fost de 853 mii de tone, pe o suprafață cultivată de 24 mii de hectare. Consumul direct de zahăr din România era de aproximativ 320.000 tone pe an, iar adăugând ce se consumă în industrie se ajunge la circa 500.000 tone. Prin comparație, Polonia consuma 1.400.000 de tone, Ungaria și Cehia câte 350.000 de tone, iar Slovacia 150.000 de tone.
În anul 2022, România era al 17-lea producător de sfeclă de zahăr din Uniunea Europeană și al 35-lea la nivel global, având alocată pentru această cultură o suprafață de 8.890 hectare, a 15-a din Uniunea Europeană și a 33-a din lume. Productivitatea a fost în România de 31.645,7 kg/ha, a 19-a în Uniunea Europeană și a 43-a la nivel mondial, aproape jumătate față de media globală de 60.485,1 kg/ha.
În 2023, din punct de vedere al suprafeței cultivate cu sfeclă de zahăr, România ocupa locul 32 în lume și locul 15 în Uniunea Europeană. Randamentul la hectar a fost de 32.423,3 kg/ha - locul 40 în lume și locul 18 în Uniunea Europeană, iar din punct de vedere al producției, România s-a clasat pe locul 35 în lume și pe locul 17 în Uniunea Europeană.
Din punct de vedere al producției de melasă, România ocupa în 2021 locul 59 în lume și locul 10 în Uniunea Europeană, iar în 2022, cu o producție de 27.168,88 tone, România s-a clasat pe locul 78 în lume și locul 14 în Uniunea Europeană.
|                                                                         | 2023     | 2022     | 2021     | 2020   | 2019     | 2018     | 2017     | 2016     | 2015     | 2014     | 2013     |
| ----------------------------------------------------------------------- | -------- | -------- | -------- | ------ | -------- | -------- | -------- | -------- | -------- | -------- | -------- |
| Sfeclă de zahăr                                                         |          |          |          |        |          |          |          |          |          |          |          |
| Suprafață cultivată (mii ha)                                            | 12,45    | 8,89     | 19,64    | 21,33  | 22,73    | 25,72    | 28,10    | 24,62    | 26,54    | 31,27    | 28,04    |
| Producție (mii t)                                                       | 403,67   | 281,33   | 783,53   | 718,48 | 917,16   | 978,27   | 1.174,50 | 1.012,19 | 1.040,83 | 1.398,57 | 1.029,21 |
| Productivitate (kg/ha)                                                  | 32.423,3 | 31.645,7 | 39.894,6 | 33.684 | 40.350,2 | 38.035,4 | 41.798,7 | 41.117,4 | 39.223,2 | 44.728,5 | 36.707,6 |
| Melasă                                                                  |          |          |          |        |          |          |          |          |          |          |          |
| Producție (mii t)                                                       | –        | 27,17    | 70,94    | 50,00  | 55,00    | 43,00    | 60,00    | 55,00    | 50,00    | 77,90    | 53,79    |
| Sursa: Organizația pentru Alimentație și Agricultură a Națiunilor Unite |          |          |          |        |          |          |          |          |          |          |          |

### Ceapă
În anul 2022, România era al 9-lea producător de ceapă din Uniunea Europeană și al 62-lea la nivel global, având alocată pentru această cultură o suprafață de 15.670 hectare, a 6-a din Uniunea Europeană, după Țările de Jos, Spania, Polonia, Franța și Germania și a 42-a din lume. Productivitatea a fost în România de 9.283,3 kg/ha, a 25-a în Uniunea Europeană și a 119-a la nivel mondial, jumătate față de media globală de 18.539,7 kg/ha.
În 2023, din punct de vedere al suprafeței cultivate cu ceapă, România ocupa locul 42 în lume și locul 6 în Uniunea Europeană. Randamentul la hectar a fost de 9.234,2 kg/ha - locul 119 în lume și locul 25 în Uniunea Europeană, iar din punct de vedere al producției, România s-a clasat pe locul 64 în lume și pe locul 9 în Uniunea Europeană.
|                                                                         | 2023    | 2022    | 2021     | 2020     | 2019     | 2018     | 2017     | 2016     | 2015     | 2014     | 2013     |
| ----------------------------------------------------------------------- | ------- | ------- | -------- | -------- | -------- | -------- | -------- | -------- | -------- | -------- | -------- |
| Suprafață cultivată (mii ha)                                            | 15,46   | 15,67   | 16,33    | 16,24    | 17,35    | 17,29    | 30,03    | 30,27    | 31,20    | 30,29    | 32,24    |
| Producție (mii t)                                                       | 142,76  | 145,47  | 218,50   | 230,25   | 203,69   | 212,30   | 352,17   | 325,07   | 360,76   | 386,99   | 391,84   |
| Productivitate (kg/ha)                                                  | 9.234,2 | 9.283,3 | 13.380,3 | 14.178,0 | 11.740,1 | 12.278,8 | 11.729,1 | 10.738,1 | 11.564,8 | 12.776,1 | 12.153,8 |
| Sursa: Organizația pentru Alimentație și Agricultură a Națiunilor Unite |         |         |          |          |          |          |          |          |          |          |          |

### Usturoi
În anul 2022, România a cultivat usturoi pe o suprafață de 5.200 hectare, a 2-a ca mărime din Uniunea Europeană, după Spania și a 23-a din lume, fiind al 3-lea producător din Uniunea Europeană, după Spania și Italia și al 35-lea la nivel global. Productivitatea a fost în România de 4.326,9 kg/ha, a 13-a în Uniunea Europeană și a 83-a la nivel mondial, aproape un sfert față de media globală de 17.122,5 kg/ha.
În 2023, din punct de vedere al suprafeței cultivate cu usturoi, România ocupa locul 25 în lume și locul 2 în Uniunea Europeană, după Spania. Randamentul la hectar a fost de 4.140,8 kg/ha - locul 83 în lume și locul 13 în Uniunea Europeană, iar din punct de vedere al producției, România s-a clasat pe locul 39 în lume și pe locul 4 în Uniunea Europeană, după Spania, Franța și Italia.
|                                                                         | 2023    | 2022    | 2021    | 2020    | 2019    | 2018    | 2017    | 2016    | 2015    | 2014    | 2013    |
| ----------------------------------------------------------------------- | ------- | ------- | ------- | ------- | ------- | ------- | ------- | ------- | ------- | ------- | ------- |
| Suprafață cultivată (mii ha)                                            | 4,97    | 5,20    | 5,31    | 5,26    | 5,76    | 5,88    | 99,74   | 10,21   | 10,75   | 10,70   | 10,62   |
| Producție (mii t)                                                       | 20,58   | 22,50   | 30,13   | 31,56   | 27,70   | 30,57   | 55,67   | 54,39   | 64,14   | 62,77   | 62,16   |
| Productivitate (kg/ha)                                                  | 4.140,8 | 4.326,9 | 5.674,2 | 6.000,0 | 4.809,0 | 5.199,0 | 5.581,8 | 5.326,5 | 5.969,3 | 5.865,0 | 5.854,9 |
| Sursa: Organizația pentru Alimentație și Agricultură a Națiunilor Unite |         |         |         |         |         |         |         |         |         |         |         |

### Praz
Din punct de vedere al suprafeței cultivate cu praz, România ocupa în 2022 locul 49 în lume și locul 21 în Uniunea Europeană. Randamentul la hectar, de 11.000 kg/ha - locul 38 în lume și locul 20 în Uniunea Europeană, a fost mai mic decât randamentul mediu la nivel global, de 15.962,5 kg/ha. Din punct de vedere al producției, România s-a clasat pe locul 50 în lume și pe locul 22 în Uniunea Europeană, depășind Luxemburg, Malta, Estonia, Cipru și Slovacia dintre cultivatorii europeni.
În 2023, din punct de vedere al suprafeței cultivate cu praz, România ocupa locul 50 în lume și locul 22 în Uniunea Europeană. Randamentul la hectar a fost de 13.500 kg/ha - locul 39 în lume și locul 21 în Uniunea Europeană, iar din punct de vedere al producției, România s-a clasat pe locul 50 în lume și pe locul 22 în Uniunea Europeană.
|                                                                         | 2023     | 2022     | 2021     | 2020     | 2019     | 2018     | 2017     | 2016     | 2015     | 2014     | 2013     |
| ----------------------------------------------------------------------- | -------- | -------- | -------- | -------- | -------- | -------- | -------- | -------- | -------- | -------- | -------- |
| Suprafață cultivată (mii ha)                                            | 0,02     | 0,02     | 0,01     | 0,08     | 0,09     | 0,09     | 0,09     | 0,10     | 0,10     | 0,13     | 0,91     |
| Producție (mii t)                                                       | 0,27     | 0,22     | 0,18     | 0,86     | 1,32     | 1,38     | 1,34     | 1,72     | 1,58     | 1,91     | 1,17     |
| Productivitate (kg/ha)                                                  | 13.500,0 | 11.000,0 | 18.000,0 | 10.750,0 | 14.666,7 | 15.333,3 | 15.101,1 | 17.680,4 | 16.416,7 | 14.216,4 | 12.846,2 |
| Sursa: Organizația pentru Alimentație și Agricultură a Națiunilor Unite |          |          |          |          |          |          |          |          |          |          |          |

### Morcovi și napi
Suprafața cultivată cu morcovi și napi în România în anul 2022 a fost de 6.850 hectare, a 40-a la nivel mondial și a 7-a din Uniunea Europeană, după Polonia, Franța, Germania, Italia, Țările de Jos și Spania. Producția realizată a fost a 11-a din Uniunea Europeană și a 45-a la nivel global. Productivitatea a fost în România de 12.626,3 kg/ha, a 26-a în Uniunea Europeană (cea mai mică dintre țările UE producătoare) și a 99-a la nivel mondial, aproape o treime față de media globală de 36.846,6 kg/ha și de șase ori mai mică decât recordul european obținut de Islanda, de 80.750 kg/ha.
În 2023, din punct de vedere al suprafeței cultivate cu morcovi și napi, România ocupa locul 38 în lume și locul 6 în Uniunea Europeană, după Franța, Polonia, Germania, Italia și Țările de Jos. Randamentul la hectar a fost de 11.864 kg/ha - locul 101 în lume și locul 26 în Uniunea Europeană, iar din punct de vedere al producției, România s-a clasat pe locul 46 în lume și pe locul 11 în Uniunea Europeană.
|                                                                         | 2023     | 2022     | 2021     | 2020     | 2019     | 2018     | 2017     | 2016     | 2015     | 2014     | 2013     |
| ----------------------------------------------------------------------- | -------- | -------- | -------- | -------- | -------- | -------- | -------- | -------- | -------- | -------- | -------- |
| Suprafață cultivată (mii ha)                                            | 6,91     | 6,85     | 7,79     | 7,94     | 8,24     | 8,31     | 14,73    | 14,88    | 15,56    | 16,05    | 16,65    |
| Producție (mii t)                                                       | 81,98    | 86,49    | 121,20   | 113,74   | 117,11   | 127,59   | 199,79   | 191,87   | 213,39   | 228,83   | 222,87   |
| Productivitate (kg/ha)                                                  | 11.864,0 | 12.626,3 | 15.558,4 | 14.324,9 | 14.212,4 | 15.353,8 | 13.565,1 | 12.893,9 | 13.710,6 | 14.260,2 | 13.383,4 |
| Sursa: Organizația pentru Alimentație și Agricultură a Națiunilor Unite |          |          |          |          |          |          |          |          |          |          |          |

### Castraveți
În anul 2022, România era al 7-lea producător de castraveți din Uniunea Europeană, după Spania, Polonia, Țările de Jos, Germania, Franța și Grecia și al 44-lea la nivel global, având alocată pentru această cultură o suprafață de 3.890 hectare, a 3-a din Uniunea Europeană, după Spania și Polonia și a 32-a din lume. Productivitatea a fost în România de 20.007,7 kg/ha, a 23-a în Uniunea Europeană (penultima dintre cultivatorii din Uniunea Europeană, depășind doar Slovenia) și a 75-a la nivel mondial, mai puțin de jumătate față de media globală de 43.521,7 kg/ha și de aproape 32 de ori mai mică decât productivitatea Țărilor de Jos, de 635.127 kg/ha, cea mai mare din lume.
În 2023, din punct de vedere al suprafeței cultivate cu castraveți, România ocupa locul 30 în lume și locul 3 în Uniunea Europeană, după Spania și Polonia. Randamentul la hectar a fost de 18.270,1 kg/ha - locul 85 în lume și locul 24 în Uniunea Europeană, iar din punct de vedere al producției, România s-a clasat pe locul 43 în lume și pe locul 7 în Uniunea Europeană.
|                                                                         | 2023     | 2022     | 2021     | 2020     | 2019     | 2018     | 2017     | 2016     | 2015     | 2014     | 2013     |
| ----------------------------------------------------------------------- | -------- | -------- | -------- | -------- | -------- | -------- | -------- | -------- | -------- | -------- | -------- |
| Suprafață cultivată (mii ha)                                            | 4,85     | 3,89     | 6,26     | 6,08     | 6,91     | 6,91     | 12,70    | 12,94    | 12,99    | 12,79    | 12,79    |
| Producție (mii t)                                                       | 88,61    | 77,83    | 149,99   | 165,07   | 118,63   | 138,61   | 201,00   | 186,47   | 196,81   | 181,23   | 169,49   |
| Productivitate (kg/ha)                                                  | 18.270,1 | 20.007,7 | 23.960,1 | 27.149,7 | 17.167,9 | 20.059,3 | 15.828,1 | 14.416,0 | 15.153,4 | 14.174,9 | 13.248,9 |
| Sursa: Organizația pentru Alimentație și Agricultură a Națiunilor Unite |          |          |          |          |          |          |          |          |          |          |          |

### Ardei
Producția de ardei se referă fie la cantitatea recoltată de fructe proaspete ale plantelor din genul Capsicum (ardei gras, ardei Kapia, ardei iute și gogoșari) și din genul Pimenta (ienibahar) destinată consumului sub formă de legume, fie la cantitatea recoltată, în stare uscată, destinată procesării sub formă de condimente precum boiaua de ardei (paprika).
În 2022, România ocupa, din punct de vedere al suprafeței cultivate cu ardei destinați consumului în stare proaspătă sau conservată, locul 30 în lume și locul 3 în Uniunea Europeană, după Spania și Italia. Randamentul la hectar, de 11.548,8 kg/ha - locul 19 în Uniunea Europeană (cea mai mică valoare dintre cultivatorii din Uniunea Europeană) și locul 73 în lume, a reprezentat aproape jumătate față de randamentul mediu la nivel global, de 18.151 kg/ha. Producția obținută a fost de 105.210 tone - locul 30 în lume și locul 6 în Uniunea Europeană, după Spania, Țările de Jos, Polonia, Italia și Grecia.
În 2023, din punct de vedere al suprafeței cultivate cu ardei, România ocupa locul 27 în lume și locul 2 în Uniunea Europeană, după Spania. Randamentul la hectar a fost de 10.994,7 kg/ha - locul 74 în lume și locul 19 în Uniunea Europeană, iar din punct de vedere al producției, România s-a clasat pe locul 33 în lume și pe locul 6 în Uniunea Europeană.
În 2017 (cel mai recent an în care s-au raportat date către FAO), România ocupa, din punct de vedere al suprafeței cultivate cu ardei destinați procesării sub formă de condimente, locul 8 în lume și primul loc în Uniunea Europeană. Randamentul la hectar, de 905 kg/ha - locul 2 în Uniunea Europeană, după Cehia și locul 11 în lume, a reprezentat mai puțin de jumătate față de randamentul mediu la nivel global, de 2.467,7 kg/ha. Producția obținută (în stare uscată) a fost de 50.037,78 tone - locul 15 în lume și primul loc în Uniunea Europeană.
|                                                                         | 2023     | 2022     | 2021     | 2020     | 2019     | 2018     | 2017     | 2016     | 2015     | 2014     | 2013     |
| ----------------------------------------------------------------------- | -------- | -------- | -------- | -------- | -------- | -------- | -------- | -------- | -------- | -------- | -------- |
| Ardei în stare proaspătă, destinați consumului sub formă de legume      |          |          |          |          |          |          |          |          |          |          |          |
| Suprafață cultivată (mii ha)                                            | 9,51     | 9,11     | 10,37    | 9,26     | 10,78    | 9,96     | 17,75    | 17,99    | 18,42    | 18,24    | 19,49    |
| Producție (mii t)                                                       | 104,56   | 105,21   | 154,79   | 140,82   | 135,50   | 140,26   | 226,46   | 201,88   | 226,30   | 228,58   | 227,69   |
| Productivitate (kg/ha)                                                  | 10.994,7 | 11.548,8 | 14.926,7 | 15.207,3 | 12.569,6 | 14.082,3 | 12.759,0 | 11.223,7 | 12.288,9 | 12.532,3 | 11.681,8 |
| Ardei în stare uscată, destinați procesării sub formă de condimente     |          |          |          |          |          |          |          |          |          |          |          |
| Suprafață cultivată (mii ha)                                            | –        | –        | –        | –        | –        | –        | 55,30    | 54,13    | 52,11    | 50,35    | 51,91    |
| Producție (mii t)                                                       | –        | –        | –        | –        | –        | –        | 50,04    | 49,20    | 48,05    | 47,12    | 47,55    |
| Productivitate (kg/ha)                                                  | –        | –        | –        | –        | –        | –        | 905,0    | 908,9    | 922,1    | 935,9    | 916,2    |
| Sursa: Organizația pentru Alimentație și Agricultură a Națiunilor Unite |          |          |          |          |          |          |          |          |          |          |          |

### Salată verde
Din punct de vedere al suprafeței cultivate cu salată verde, România ocupa în 2022 locul 78 în lume și locul 22 în Uniunea Europeană. Randamentul la hectar, de 17.200 kg/ha - locul 54 în lume și locul 18 în Uniunea Europeană, a fost mai mic decât randamentul mediu la nivel global, de 22.204,2 kg/ha. Din punct de vedere al producției, România s-a clasat pe locul 72 în lume și pe locul 23 în Uniunea Europeană.
În 2023, din punct de vedere al suprafeței cultivate cu salată verde, România ocupa locul 78 în lume și locul 22 în Uniunea Europeană. Randamentul la hectar a fost de 17.090,9 kg/ha - locul 56 în lume și locul 18 în Uniunea Europeană, iar din punct de vedere al producției, România s-a clasat pe locul 68 în lume și pe locul 22 în Uniunea Europeană.
|                                                                         | 2023     | 2022     | 2021     | 2020     | 2019     | 2018     | 2017     | 2016     | 2015     | 2014     | 2013     |
| ----------------------------------------------------------------------- | -------- | -------- | -------- | -------- | -------- | -------- | -------- | -------- | -------- | -------- | -------- |
| Suprafață cultivată (mii ha)                                            | 0,11     | 0,10     | 0,09     | 0,14     | 0,16     | 0,15     | 0,25     | 0,27     | 0,29     | 0,28     | 0,27     |
| Producție (mii t)                                                       | 1,88     | 1,72     | 1,65     | 2,21     | 2,59     | 2,98     | 3,61     | 3,40     | 3,46     | 3,33     | 3,11     |
| Productivitate (kg/ha)                                                  | 17.090,9 | 17.200,0 | 18.333,3 | 15.785,7 | 16.187,5 | 19.866,7 | 14.264,8 | 12.694,0 | 12.000,0 | 11.857,7 | 11.568,8 |
| Sursa: Organizația pentru Alimentație și Agricultură a Națiunilor Unite |          |          |          |          |          |          |          |          |          |          |          |

### Conopidă și broccoli
Suprafața cultivată cu conopidă și broccoli în România în anul 2022 a fost de 1.730 hectare, a 35-a la nivel mondial și a 10-a din Uniunea Europeană. Producția realizată a fost a 10-a din Uniunea Europeană și a 39-a la nivel global. Productivitatea a fost în România de 13.867,1 kg/ha, a 13-a în Uniunea Europeană și a 48-a la nivel mondial, mai mică decât media globală de 18.909,7 kg/ha.
În 2023, din punct de vedere al suprafeței cultivate cu conopidă și broccoli, România ocupa locul 36 în lume și locul 10 în Uniunea Europeană. Randamentul la hectar a fost de 12.217,1 kg/ha - locul 60 în lume și locul 17 în Uniunea Europeană, iar din punct de vedere al producției, România s-a clasat pe locul 42 în lume și pe locul 10 în Uniunea Europeană.
|                                                                         | 2023     | 2022     | 2021     | 2020     | 2019     | 2018     | 2017     | 2016     | 2015     | 2014     | 2013     |
| ----------------------------------------------------------------------- | -------- | -------- | -------- | -------- | -------- | -------- | -------- | -------- | -------- | -------- | -------- |
| Suprafață cultivată (mii ha)                                            | 1,75     | 1,73     | 2,62     | 3,15     | 3,36     | 3,35     | 3,32     | 3,10     | 3,26     | 3,22     | 3,31     |
| Producție (mii t)                                                       | 21,38    | 23,99    | 50,00    | 64,78    | 43,52    | 55,82    | 53,56    | 39,94    | 43,94    | 45,13    | 50,23    |
| Productivitate (kg/ha)                                                  | 12.217,1 | 13.867,1 | 19.084,0 | 20.565,1 | 12.952,4 | 16.662,7 | 16.133,4 | 12.865,7 | 13.464,6 | 14.035,8 | 15.193,3 |
| Sursa: Organizația pentru Alimentație și Agricultură a Națiunilor Unite |          |          |          |          |          |          |          |          |          |          |          |

### Dovleci și dovlecei
În anul 2022, România era al 12-lea producător de dovleci și dovlecei din Uniunea Europeană și al 80-lea la nivel global, având alocată pentru această cultură o suprafață de 990 hectare, a 12-a din Uniunea Europeană și a 77-a din lume. Productivitatea a fost în România de 14.424,2 kg/ha, a 17-a în Uniunea Europeană și a 68-a la nivel mondial, mai puțin față de media globală de 15.119,5 kg/ha.
În 2023, din punct de vedere al suprafeței cultivate cu dovleci și dovlecei, România ocupa locul 77 în lume și locul 13 în Uniunea Europeană. Randamentul la hectar a fost de 12.434,8 kg/ha - locul 79 în lume și locul 21 în Uniunea Europeană, iar din punct de vedere al producției, România s-a clasat pe locul 82 în lume și pe locul 15 în Uniunea Europeană.
|                                                                         | 2023     | 2022     | 2021     | 2020     | 2019     | 2018     | 2017     | 2016     | 2015     | 2014     | 2013     |
| ----------------------------------------------------------------------- | -------- | -------- | -------- | -------- | -------- | -------- | -------- | -------- | -------- | -------- | -------- |
| Suprafață cultivată (mii ha)                                            | 0,92     | 0,99     | 1,01     | 1,38     | 1,35     | 1,37     | 1,91     | 2,03     | 3,24     | 4,14     | 3,93     |
| Producție (mii t)                                                       | 11,44    | 14,28    | 19,32    | 23,55    | 22,89    | 22,33    | 33,01    | 25,56    | 38,36    | 62,56    | 62,04    |
| Productivitate (kg/ha)                                                  | 12.434,8 | 14.424,2 | 19.128,7 | 17.065,2 | 16.955,6 | 16.299,3 | 17.317,4 | 12.592,1 | 11.847,1 | 15.115,2 | 15.770,7 |
| Sursa: Organizația pentru Alimentație și Agricultură a Națiunilor Unite |          |          |          |          |          |          |          |          |          |          |          |

### Anghinare
În 2017 (cel mai recent an în care s-au raportat date către FAO), suprafața cultivată cu anghinare în România a fost de 55 hectare, a 23-a la nivel mondial și a 7-a din Uniunea Europeană, după Italia, Spania, Franța, Grecia, Malta și Cipru. Producția realizată a fost a 7-a din Uniunea Europeană, după Italia, Spania, Franța, Grecia, Cipru și Malta și a 23-a la nivel global. Productivitatea a fost în România de 12.890,8 kg/ha, a 3-a în Uniunea Europeană, după Cipru și Spania și a 13-a la nivel mondial, puțin mai mare decât media globală de 12.538,2 kg/ha.
|                                                                         | 2023 | 2022 | 2021 | 2020 | 2019 | 2018 | 2017     | 2016     | 2015     | 2014     | 2013     |
| ----------------------------------------------------------------------- | ---- | ---- | ---- | ---- | ---- | ---- | -------- | -------- | -------- | -------- | -------- |
| Suprafață cultivată (mii ha)                                            | –    | –    | –    | –    | –    | –    | 0,055    | 0,058    | 0,061    | 0,052    | 0,067    |
| Producție (mii t)                                                       | –    | –    | –    | –    | –    | –    | 0,71     | 0,73     | 0,76     | 0,63     | 0,80     |
| Productivitate (kg/ha)                                                  | –    | –    | –    | –    | –    | –    | 12.890,8 | 12.634,2 | 12.453,3 | 12.132,8 | 11.881,3 |
| Sursa: Organizația pentru Alimentație și Agricultură a Națiunilor Unite |      |      |      |      |      |      |          |          |          |          |          |

### Alte legume
Conform definiției Organizației pentru Alimentație și Agricultură a Națiunilor Unite, alte legume sunt legumele proaspete neclasificate în altă parte, din cauza relevanței lor minore la nivel internațional. Din această categorie fac parte țelina, pătrunjelul, păstârnacul, mărarul, leușteanul, gulia, hreanul, rubarba, loboda și altele.
Din punct de vedere al suprafeței cultivate cu alte legume, România ocupa în 2022 locul 174 în lume și locul 16 în Uniunea Europeană. Randamentul la hectar, de 6.000 kg/ha - locul 142 în lume și locul 16 în Uniunea Europeană, a fost de peste două ori mai mic decât randamentul mediu la nivel global, de 14.135,2 kg/ha. Din punct de vedere al producției, România s-a clasat pe locul 174 în lume și pe locul 16 în Uniunea Europeană.
În 2023, din punct de vedere al suprafeței cultivate cu alte legume, România ocupa locul 169 în lume și locul 14 în Uniunea Europeană. Randamentul la hectar a fost de 9.818,2 kg/ha - locul 96 în lume și locul 12 în Uniunea Europeană, iar din punct de vedere al producției, România s-a clasat pe locul 169 în lume și pe locul 15 în Uniunea Europeană.
|                                                                         | 2023    | 2022    | 2021     | 2020    | 2019    | 2018    | 2017     | 2016     | 2015     | 2014     | 2013     |
| ----------------------------------------------------------------------- | ------- | ------- | -------- | ------- | ------- | ------- | -------- | -------- | -------- | -------- | -------- |
| Suprafață cultivată (mii ha)                                            | 0,11    | 0,05    | 0,03     | 0,08    | 0,05    | 0,05    | 1,20     | 1,68     | 1,27     | 1,72     | 1,50     |
| Producție (mii t)                                                       | 1,08    | 0,30    | 0,33     | 0,74    | 0,47    | 0,41    | 19,10    | 28,06    | 19,48    | 24,06    | 20,24    |
| Productivitate (kg/ha)                                                  | 9.818,2 | 6.000,0 | 11.000,0 | 9.250,0 | 9.400,0 | 8.200,0 | 15.968,2 | 16.693,0 | 15.396,0 | 14.015,1 | 13.562,3 |
| Sursa: Organizația pentru Alimentație și Agricultură a Națiunilor Unite |         |         |          |         |         |         |          |          |          |          |          |

### Pepeni
Conform definiției Organizației pentru Alimentație și Agricultură a Națiunilor Unite, deși pepenii galbeni și pepenii verzi sunt în mod normal considerați fructe, culturile de fructe sunt culturi permanente, prin urmare, întrucât sunt culturi temporare, pepenii galbeni și pepenii verzi au fost clasificați drept legume.
În anul 2009 s-au cultivat 34.000 de hectare cu pepeni, cu 4.000 mai mult față de anul anterior și s-a obținut o producție totală de 662.000 de tone, în creștere cu 17,8% față de 2008. În anul 2010, producția totală a fost de 660.000 de tone de pepeni, verzi și galbeni.
Producția de pepeni verzi la hectar a fost de 21.321 kg/ha în anul 2008 și de 19.400 kg/ha în anul 2009.
Din punct de vedere al suprafeței cultivate cu pepeni verzi, România ocupa în 2022 locul 47 în lume și locul 4 în Uniunea Europeană, după Spania, Italia și Grecia. Randamentul la hectar, de 12.689,9 kg/ha - locul 68 în lume și locul 9 în Uniunea Europeană, a fost de două ori mai mic decât randamentul mediu la nivel global, de 26.649 kg/ha. Din punct de vedere al producției, România s-a clasat pe locul 47 în lume și pe locul 6 în Uniunea Europeană, după Italia, Spania, Franța, Grecia și Portugalia.
În 2023, din punct de vedere al suprafeței cultivate cu pepeni verzi, România ocupa locul 44 în lume și locul 3 în Uniunea Europeană, după Spania și Italia. Randamentul la hectar a fost de 19.500 kg/ha - locul 80 în lume și locul 15 în Uniunea Europeană, iar din punct de vedere al producției, România s-a clasat pe locul 49 în lume și pe locul 4 în Uniunea Europeană, după Spania, Italia și Grecia.
Din punct de vedere al suprafeței cultivate cu pepeni galbeni, România ocupa în 2022 locul 42 în lume și locul 5 în Uniunea Europeană, după Italia, Spania, Franța și Grecia. Randamentul la hectar, de 12.689,9 kg/ha - locul 68 în lume și locul 9 în Uniunea Europeană, a fost aproape jumătate din randamentul mediu la nivel global, de 26.649,0 kg/ha. Din punct de vedere al producției, România s-a clasat pe locul 47 în lume și pe locul 6 în Uniunea Europeană, după Italia, Spania, Franța, Grecia și Portugalia.
În 2023, din punct de vedere al suprafeței cultivate cu pepeni galbeni, România ocupa locul 41 în lume și locul 6 în Uniunea Europeană, după Italia, Spania, Franța, Grecia și Bulgaria. Randamentul la hectar a fost de 11.934,4 kg/ha - locul 74 în lume și locul 11 în Uniunea Europeană, iar din punct de vedere al producției, România s-a clasat pe locul 49 în lume și pe locul 6 în Uniunea Europeană, după Italia, Spania, Franța, Grecia și Portugalia.
|                                                                         | 2023     | 2022     | 2021     | 2020     | 2019     | 2018     | 2017     | 2016     | 2015     | 2014     | 2013     |
| ----------------------------------------------------------------------- | -------- | -------- | -------- | -------- | -------- | -------- | -------- | -------- | -------- | -------- | -------- |
| Pepene verde                                                            |          |          |          |          |          |          |          |          |          |          |          |
| Suprafață cultivată (mii ha)                                            | 7,60     | 6,50     | 9,51     | 9,78     | 17,86    | 17,80    | 19,09    | 19,90    | 21,81    | 21,55    | 26,02    |
| Producție (mii t)                                                       | 148,20   | 145,61   | 300,00   | 259,49   | 462,71   | 521,80   | 493,58   | 418,47   | 449,18   | 474,64   | 574,19   |
| Productivitate (kg/ha)                                                  | 19.500,0 | 22.401,5 | 31.545,7 | 26.532,7 | 25.907,6 | 29.314,6 | 25.850,2 | 21.025,4 | 20.598,9 | 22.021,1 | 22.068,8 |
| Pepene galben                                                           |          |          |          |          |          |          |          |          |          |          |          |
| Suprafață cultivată (mii ha)                                            | 2,59     | 2,58     | 3,49     | 4,01     | 4,34     | 4,26     | 4,26     | 4,73     | 4,18     | 4,19     | 4,29     |
| Producție (mii t)                                                       | 30,91    | 32,74    | 82,21    | 86,78    | 56,24    | 62,08    | 59,93    | 59,09    | 56,89    | 56,04    | 60,60    |
| Productivitate (kg/ha)                                                  | 11.934,4 | 12.689,9 | 23.555,9 | 21.640,9 | 12.958,5 | 14.572,8 | 14.075,2 | 12.494,6 | 13.614,9 | 13.376,7 | 14.132,2 |
| Sursa: Organizația pentru Alimentație și Agricultură a Națiunilor Unite |          |          |          |          |          |          |          |          |          |          |          |

## Plante rădăcinoase
Conform definiției Organizației pentru Alimentație și Agricultură a Națiunilor Unite, plantele rădăcinoase sunt plante de la care se recoltează rădăcini amidonoase, tuberculi, rizomi, bulbi și tulpini. Sunt utilizate în principal pentru hrana umană (ca atare sau sub formă prelucrată), pentru hrana animalelor și pentru fabricarea amidonului, alcoolului și băuturilor fermentate, inclusiv berea. Sunt excluse culturile care sunt cultivate în principal pentru furaje sau pentru prelucrare în zahăr (sfeclă de zahăr), precum și cele clasificate ca „legume sub formă de rădăcini, bulbi și tuberculi” (ceapă, usturoi și sfeclă). Pe lângă conținutul mare de apă (70-80%), aceste culturi conțin în principal carbohidrați (în mare parte amidon care reprezintă 16-24% din greutatea lor totală) cu foarte puține proteine și grăsimi (0-2% fiecare). Datele de producție a culturilor de rădăcinoase sunt raportate în termeni de greutate curată, adică fără pământ și noroi. FAO face distincție între șapte culturi primare de rădăcini și tuberculi.
Suprafața cultivată cu plante rădăcinoase (pătrunjel, țelină etc.) în România în anul 2022 a fost de 80.770 hectare, a 70-a la nivel mondial și a 6-a din Uniunea Europeană, după Germania, Franța, Polonia, Țările de Jos, și Belgia. Producția realizată a fost a 8-a din Uniunea Europeană și a 66-a la nivel global. Productivitatea a fost în România de 16.661,9 kg/ha, a 24-a în Uniunea Europeană și a 91-a la nivel mondial, mai mare decât media globală de 13.018,9 kg/ha dar de aproape trei ori mai mică decât recordul european obținut de Danemarca, de 44.216,2 kg/ha, a 3-a la nivel mondial.
În 2023, din punct de vedere al suprafeței cultivate cu plante rădăcinoase, România ocupa locul 70 în lume și locul 6 în Uniunea Europeană, după Germania, Franța, Polonia, Țările de Jos și Belgia. Randamentul la hectar a fost de 14.888,3 kg/ha - locul 106 în lume și locul 26 (penultimul) în Uniunea Europeană, iar din punct de vedere al producției, România s-a clasat pe locul 70 în lume și pe locul 9 în Uniunea Europeană.
|                                                                         | 2023     | 2022     | 2021     | 2020     | 2019     | 2018     | 2017     | 2016     | 2015     | 2014     | 2013     |
| ----------------------------------------------------------------------- | -------- | -------- | -------- | -------- | -------- | -------- | -------- | -------- | -------- | -------- | -------- |
| Suprafață cultivată (mii ha)                                            | 79,49    | 80,77    | 84,53    | 101,03   | 174,12   | 173,30   | 171,38   | 186,23   | 196,06   | 202,66   | 207,60   |
| Producție (mii t)                                                       | 1.183,47 | 1.345,78 | 1.397,84 | 1.601,24 | 2.626,79 | 3.022,76 | 3.116,91 | 2.689,73 | 2.699,68 | 3.519,33 | 3.289,72 |
| Productivitate (kg/ha)                                                  | 14.888,3 | 16.661,9 | 16.536,6 | 15.849,2 | 15.086,1 | 17.442,4 | 18.187,2 | 14.442,8 | 13.769,8 | 17.365,9 | 15.846,2 |
| Sursa: Organizația pentru Alimentație și Agricultură a Națiunilor Unite |          |          |          |          |          |          |          |          |          |          |          |

## Alte plante

### Cânepă
Înainte de căderea comunismului, România era cel mai mare cultivator de cânepă din Europa și al patrulea în lume, suprafața cultivată fiind de circa 49.000 de hectare. În anul 1989, au fost însămânțate peste 56.000 de hectare cu cânepă, dar în anii următori producția s-a prăbușit, iar industria de prelucrare și-a închis topitoriile și filaturile de cânepă. În anul 2003, suprafața cultivată cu cânepă ajunsese la doar 1.200 hectare.
De remarcat că România a înregistrat în perioada 2013-2022 cea mai mare creștere a producției la nivel mondial, de 4.200%, respectiv de la 30 tone în 2013 la 1.290 tone în 2022. În aceeași perioadă, productivitatea în România a crescut cu 626,8%, de la 250 kg/ha în 2013 la 1.816,9 kg/ha în 2022, cea mai mare rată de creștere a productivității la nivel global.
În anul 2022, România era al 7-lea producător de cânepă din Uniunea Europeană, după Franța, Țările de Jos, Polonia, Austria, Italia și Lituania și al 13-lea la nivel global, având alocată pentru această cultură o suprafață de 710 hectare, a 6-a din Uniunea Europeană, după Franța, Germania, Țările de Jos, Polonia și Austria și a 13-a din lume. Productivitatea a fost în România de 1.816,9 kg/ha, a 8-a în Uniunea Europeană și a 11-a la nivel mondial, mult mai mică decât media globală de 3.506,9 kg/ha.
În 2023, din punct de vedere al suprafeței cultivate cu cânepă, România ocupa locul 14 în lume și locul 7 în Uniunea Europeană. Randamentul la hectar a fost de 3.741,9 kg/ha - locul 7 în lume și locul 4 în Uniunea Europeană, după Italia, Țările de Jos și Franța, iar din punct de vedere al producției, România s-a clasat pe locul 13 în lume și pe locul 7 în Uniunea Europeană.
|                                                                         | 2023    | 2022    | 2021    | 2020    | 2019    | 2018    | 2017    | 2016    | 2015    | 2014    | 2013  |
| ----------------------------------------------------------------------- | ------- | ------- | ------- | ------- | ------- | ------- | ------- | ------- | ------- | ------- | ----- |
| Suprafață cultivată (mii ha)                                            | 0,31    | 0,71    | 0,69    | 1,18    | 1,43    | 1,45    | 1,69    | 0,65    | 0,41    | 0,38    | 0,12  |
| Producție (mii t)                                                       | 1,16    | 1,29    | 2,77    | 2,97    | 3,16    | 2,76    | 2,61    | 3,67    | 1,91    | 2,25    | 0,03  |
| Productivitate (kg/ha)                                                  | 3.741,9 | 1.816,9 | 4.014,5 | 2.516,9 | 2.209,8 | 1.903,4 | 1.544,4 | 5.646,2 | 4.658,5 | 5.921,1 | 250,0 |
| Sursa: Organizația pentru Alimentație și Agricultură a Națiunilor Unite |         |         |         |         |         |         |         |         |         |         |       |

### Hamei
Suprafața cultivată cu hamei în România în anul 2022 a fost de 170 hectare, a 21-a la nivel mondial și a 9-a din Uniunea Europeană. Producția realizată a fost a 8-a din Uniunea Europeană și a 21-a la nivel global. Productivitatea a fost în România de 1.117,6 kg/ha, a 8-a în Uniunea Europeană și a 21-a la nivel mondial, mai mică decât media globală de 1.509,7 kg/ha.
În 2023, din punct de vedere al suprafeței cultivate cu hamei, România ocupa locul 20 în lume și locul 8 în Uniunea Europeană. Randamentul la hectar a fost de 818,2 kg/ha - locul 22 în lume și locul 9 în Uniunea Europeană, iar din punct de vedere al producției, România s-a clasat pe locul 20 în lume și pe locul 8 în Uniunea Europeană.
În ceea ce privește berea obținută din malț, România a produs în 2021 o cantitate de 1.660.000 tone, ceea ce o plasează pe locul 26 în lume și pe locul 9 în Uniunea Europeană, după Germania, Polonia, Spania, Belgia, Țările de Jos, Franța, Cehia și Italia, iar în 2022 a produs cantitate de 1.580.000 tone, ceea ce o plasează pe locul 25 în lume și pe locul 9 în Uniunea Europeană.
|                                                                         | 2023  | 2022    | 2021    | 2020    | 2019    | 2018    | 2017    | 2016    | 2015    | 2014    | 2013    |
| ----------------------------------------------------------------------- | ----- | ------- | ------- | ------- | ------- | ------- | ------- | ------- | ------- | ------- | ------- |
| Hamei                                                                   |       |         |         |         |         |         |         |         |         |         |         |
| Suprafață cultivată (mii ha)                                            | 0,220 | 0,170   | 0,170   | 0,250   | 0,250   | 0,260   | 0,227   | 0,257   | 0,225   | 0,243   | 0,239   |
| Producție (mii t)                                                       | 0,180 | 0,190   | 0,210   | 0,210   | 0,220   | 0,220   | 0,124   | 0,208   | 0,224   | 0,268   | 0,172   |
| Productivitate (kg/ha)                                                  | 818,2 | 1.117,6 | 1.235,3 | 840,0   | 880,0   | 846,2   | 546,3   | 809,3   | 995,6   | 1.102,9 | 719,7   |
| Bere din malț                                                           |       |         |         |         |         |         |         |         |         |         |         |
| Producție (mii t)                                                       | –     | 1.580,0 | 1.660,0 | 1.675,0 | 1.669,0 | 1.823,2 | 1.810,1 | 1.802,9 | 1.809,1 | 1.658,1 | 1.751,9 |
| Sursa: Organizația pentru Alimentație și Agricultură a Națiunilor Unite |       |         |         |         |         |         |         |         |         |         |         |

### Muștar
În 2017 (cel mai recent an în care s-au raportat date către FAO), România ocupa, din punct de vedere al suprafeței cultivate cu muștar, locul 17 în lume și locul 7 în Uniunea Europeană, după Cehia, Franța, Germania, Bulgaria, Ungaria și Slovacia. Randamentul la hectar, de 1.249,5 kg/ha - locul 3 în Uniunea Europeană, după Franța și Germania și locul 4 în lume, a fost mai mare decât randamentul mediu la nivel global, de 841,9 kg/ha, dar aproape jumătate din randamentul de 2.473,4 kg/ha obținut de Franța, liderul mondial. Producția obținută a fost de 2.524 tone - locul 14 în lume și locul 5 în Uniunea Europeană, după Franța, Cehia, Germania și Ungaria.
|                                                                         | 2023 | 2022 | 2021 | 2020 | 2019 | 2018 | 2017    | 2016    | 2015  | 2014  | 2013  |
| ----------------------------------------------------------------------- | ---- | ---- | ---- | ---- | ---- | ---- | ------- | ------- | ----- | ----- | ----- |
| Suprafață cultivată (mii ha)                                            | –    | –    | –    | –    | –    | –    | 2,02    | 3,90    | 4,20  | 6,22  | 4,47  |
| Producție (mii t)                                                       | –    | –    | –    | –    | –    | –    | 2,52    | 4,54    | 3,82  | 5,98  | 4,07  |
| Productivitate (kg/ha)                                                  | –    | –    | –    | –    | –    | –    | 1.249,5 | 1.165,7 | 910,5 | 961,7 | 910,3 |
| Sursa: Organizația pentru Alimentație și Agricultură a Națiunilor Unite |      |      |      |      |      |      |         |         |       |       |       |

## Tutun
Înainte de Revoluție, în România erau cultivate cu tutun 35.000 de hectare. Suprafața cultivată s-a redus de la 13,5 mii de hectare în 1998 la 1.015 hectare în 2007 și a crescut la 1,6 mii de hectare în anul 2008. În anul 2008, producția obținută de cei 152 de cultivatori a fost de 1,8 mii de tone.
Statul este principalul beneficiar al industriei tutunului, în condițiile în care 75% din prețul unui pachet de țigarete înseamnă accize, TVA și alte taxe și contribuții. În 2020, exporturile de produse din tutun au fost de 1,3 miliarde de euro, industria tutunului devenind cel mai solid contribuabil la bugetul statului (20 miliarde de lei pe an), în contextul scăderii veniturilor provenite din energie. Tot în 2020, potrivit Eurostat, România a urcat în topul marilor producători europeni de țigarete, pe locul al doilea, la egalitate cu Germania și după Polonia.
În anul 2022, suprafața cultivată cu tutun în România a fost de 280 hectare, locul 98 la nivel mondial și locul 9 în Uniunea Europeană. Producția realizată a fost a 9-a din Uniunea Europeană și a 105-a la nivel global. Productivitatea a fost în România de 678,6 kg/ha, a 9-a în Uniunea Europeană și a 105-a la nivel mondial, de aproape trei ori mai mică decât media globală de 1.832,1 kg/ha.
În 2023, din punct de vedere al suprafeței cultivate cu tutun, România ocupa locul 87 în lume și locul 9 în Uniunea Europeană. Randamentul la hectar a fost de 924,5 kg/ha - locul 87 în lume și locul 9 în Uniunea Europeană, iar din punct de vedere al producției, România s-a clasat pe locul 85 în lume și pe locul 9 în Uniunea Europeană.
|                                                                         | 2023  | 2022  | 2021    | 2020    | 2019    | 2018    | 2017    | 2016    | 2015    | 2014    | 2013    |
| ----------------------------------------------------------------------- | ----- | ----- | ------- | ------- | ------- | ------- | ------- | ------- | ------- | ------- | ------- |
| Suprafață cultivată (mii ha)                                            | 0,53  | 0,28  | 0,57    | 0,88    | 0,90    | 0,92    | 0,80    | 0,93    | 0,73    | 0,85    | 0,92    |
| Producție (mii t)                                                       | 0,49  | 0,19  | 0,97    | 1.15    | 1.21    | 1.26    | 1.22    | 1.66    | 1.08    | 1.41    | 1.36    |
| Productivitate (kg/ha)                                                  | 924,5 | 678,6 | 1.701,8 | 1.306,8 | 1.344,4 | 1.369,6 | 1.521,8 | 1.788,3 | 1.470,0 | 1.649,1 | 1.481,4 |
| Sursa: Organizația pentru Alimentație și Agricultură a Națiunilor Unite |       |       |         |         |         |         |         |         |         |         |         |

## Ciuperci
Înainte de 1990, principalele specii de ciuperci cultivate în România erau Agaricus bisporus (denumit impropriu „Champignon”) si Pleurotus ostreatus. În 1983 au fost proiectate și date în folosință între 1986 și 1990 șapte ciupercării plurizonale la Galați, Pitești, Iernut, Constanța, Popești-Leordeni, Oradea și Piatra Neamț, fiecare cu o producție planificată de 330 tone de ciuperci Agaricus/an.
După căderea comunismului, în 1999, producția de ciuperci de cultură a fost de 34 tone, crescând la valoarea de 60 tone în anul 2004 și ajungând la 500 tone în anul 2005.
În anul 2022, România a fost al 10-lea producător de ciuperci și trufe din Uniunea Europeană și al 26-lea la nivel global, cu o producție de 14.730 tone, iar în 2023 q obținut o producție de 16.190 tone, clasându-se pe locul al 26-lea la nivel global și pe locul al 10-lea în Uniunea Europeană.
|                                                                         | 2023  | 2022  | 2021  | 2020  | 2019  | 2018  | 2017  | 2016  | 2015  | 2014 | 2013 |
| ----------------------------------------------------------------------- | ----- | ----- | ----- | ----- | ----- | ----- | ----- | ----- | ----- | ---- | ---- |
| Producție (mii t)                                                       | 16,19 | 14,73 | 14,49 | 14,32 | 13,87 | 15,51 | 15,17 | 14,52 | 10,96 | 9,76 | 8,79 |
| Sursa: Organizația pentru Alimentație și Agricultură a Națiunilor Unite |       |       |       |       |       |       |       |       |       |      |      |

## Plante de uz medicinal
Potrivit Organizației pentru Alimentație și Agricultură a Națiunilor Unite, din categoria plantelor de uz medicinal fac parte anasonul (Pimpinella anisum), anasonul stelat (Illicium verum), coriandrul (Coriandrum sativum), chimenul (Cuminum cyminum), feniculul (Foeniculum vulgare) și boabele de ienupăr (Juniperus communis).
În 2017 (cel mai recent an în care s-au raportat date către FAO), România ocupa, din punct de vedere al suprafeței cultivate cu plante de uz medicinal, locul 20 în lume și locul 4 în Uniunea Europeană, după Bulgaria, Spania și Lituania. Randamentul la hectar, de 1.287,6 kg/ha - locul 3 în Uniunea Europeană, după Ungaria și Țările de Jos și locul 9 în lume, a fost mai mare decât randamentul mediu la nivel global, de 1.018,1 kg/ha. Producția obținută a fost de 4.079 tone - locul 19 în lume și locul 4 în Uniunea Europeană, după Bulgaria, Spania și Lituania.
|                                                                         | 2023 | 2022 | 2021 | 2020 | 2019 | 2018 | 2017    | 2016    | 2015    | 2014    | 2013  |
| ----------------------------------------------------------------------- | ---- | ---- | ---- | ---- | ---- | ---- | ------- | ------- | ------- | ------- | ----- |
| Suprafață cultivată (mii ha)                                            | –    | –    | –    | –    | –    | –    | 3,17    | 4,20    | 3,21    | 3,17    | 4,67  |
| Producție (mii t)                                                       | –    | –    | –    | –    | –    | –    | 4,079   | 5,627   | 4,225   | 4,217   | 4,397 |
| Productivitate (kg/ha)                                                  | –    | –    | –    | –    | –    | –    | 1.287,6 | 1.341,0 | 1.317,8 | 1.330,7 | 942,3 |
| Sursa: Organizația pentru Alimentație și Agricultură a Națiunilor Unite |      |      |      |      |      |      |         |         |         |         |       |

## Fructe
Potrivit Organizației pentru Alimentație și Agricultură a Națiunilor Unite, culturile de fructe constau din fructe și fructe de pădure care, cu puține excepții, se caracterizează prin gustul lor dulce. Aproape toate sunt culturi permanente, provenite în principal din copaci, tufișuri și arbuști, precum și viță de vie și palmieri. Fructele și fructele de pădure cresc pe ramurile, tulpinile sau trunchiurile plantelor, de obicei izolate, dar uneori grupate în ciorchini (de exemplu, banane și struguri). Culturile comerciale sunt cultivate în plantații, dar cantități importante de fructe sunt colectate și din plante răzlețe care pot fi sau nu cultivate. Deși pepenii galbeni și pepenii verzi sunt în general considerați fructe, FAO îi grupează în categoria legume deoarece sunt culturi temporare. Culturile de fructe sunt foarte perisabile. Perioada de valabilitate a acestora poate fi prelungită prin aplicarea de substanțe chimice care inhibă creșterea microorganismelor și printr-un control atent al temperaturii, presiunii și umidității din jur odată cu recoltarea fructelor. Fructele și fructele de pădure au un conținut foarte mare de apă, reprezentând aproximativ 70-90% din greutatea lor. Conțin, în diferite grade, minerale, vitamine și acizi organici, dintre care unii rezidă în coajă sau înveliș. Unele fructe au un conținut ridicat de fibre și alte componente necomestibile, astfel încât risipa este mare, de ex. 60% pentru fructul pasiunii și 35-45% pentru ananas. Partea necomestibilă a fructelor din zona temperată este mai mică, în general de ordinul a 10-15%, în timp ce fructele de pădure conțin foarte puține părți necomestibile. Conținutul de carbohidrați al fructelor variază foarte mult. Conținutul de proteine este foarte scăzut, în medie mai puțin de 1%, sau mai mic decât cel din legume. Conținutul de grăsimi din fructe este neglijabil, cu excepția notabilă a avocado. Fructele sunt consumate direct sau sunt procesate în fructe uscate, suc de fructe, conserve de fructe, fructe congelate, gem, băuturi alcoolice etc. Fructele nu sunt cultivate în mod normal pentru hrana animalelor, deși cantități semnificative de fructe bolnave și substandard, precum și anumite produse secundare ale industriei de prelucrare a fructelor, sunt destinate hrănirii animalelor. Datele de producție pentru culturile de fructe se referă la fructele recoltate efectiv. Datele despre banane se referă la greutatea bananelor individuale sau a ciorchinelor de banane, excluzând greutatea tulpinii centrale. FAO enumeră 36 de culturi primare de fructe
Suprafața cultivată cu fructe (livezi) și fructe de pădure (plantații) în România în anul 2022 a fost de 307.480 hectare, a 40-a la nivel mondial și a 5-a din Uniunea Europeană, după Spania, Italia, Franța și Polonia. Producția realizată a fost a 7-a din Uniunea Europeană, după Italia, Spania, Franța, Polonia, Grecia și Germania și a 59-a la nivel global. Productivitatea a fost în România de 7.748,8 kg/ha, a 20-a în Uniunea Europeană și a 130-a la nivel mondial, mult mai mică decât media globală de 13.886,0 kg/ha și de peste 4,5 ori mai mică decât producția obținută de Țările de Jos, de 35.255,9 kg/ha, a doua la nivel mondial.
În 2023, din punct de vedere al suprafeței cultivate cu fructe și fructe de pădure, România ocupa locul 40 în lume și locul 5 în Uniunea Europeană, după Spania, Italia, Franța și Polonia. Randamentul la hectar a fost de 7.447,8 kg/ha - locul 130 în lume și locul 18 în Uniunea Europeană, iar din punct de vedere al producției, România s-a clasat pe locul 59 în lume și pe locul 7 în Uniunea Europeană.
|                                                                         | 2023     | 2022     | 2021     | 2020     | 2019     | 2018     | 2017     | 2016     | 2015     | 2014     | 2013     |
| ----------------------------------------------------------------------- | -------- | -------- | -------- | -------- | -------- | -------- | -------- | -------- | -------- | -------- | -------- |
| Suprafață cultivată (mii ha)                                            | 316,48   | 307,48   | 315,08   | 316,79   | 335,03   | 333,68   | 341,21   | 339,26   | 343,79   | 344,70   | 358,19   |
| Producție (mii t)                                                       | 2.357,08 | 2.382,60 | 3.004,36 | 2.787,88 | 2.898,05 | 3.449,84 | 2.642,68 | 2.431,14 | 2.506,59 | 2.595,45 | 2.905,37 |
| Productivitate (kg/ha)                                                  | 7.447,8  | 7.748,8  | 9.535,2  | 8.800,4  | 8.650,1  | 10.338,8 | 7.745,1  | 7.166,1  | 7.291,2  | 7.529,7  | 8.111,3  |
| Sursa: Organizația pentru Alimentație și Agricultură a Națiunilor Unite |          |          |          |          |          |          |          |          |          |          |          |

### Viticultură
În anul 2001, producția de struguri a fost de 953.981 de tone, media la hectar fiind de 6.000 de kilograme. În anul 2008, producția de vin din România a fost de aproximativ 6,3 milioane hectolitri de vin, în condițiile în care media producției din anii precedenți fusese de 5,5 milioane hectolitri. Totuși, din această cantitate, doar 1,5 milioane hectolitri proveneau din piața organizată a vinului, restul fiind realizat pentru așa-zisa piață de autoconsum (din care fac parte vinul îmbuteliat în PET-uri de ocazie și scos la vânzare de către micii producători fie pe marginea șoselei, fie pe tarabele piețelor sau în „vinăria” de la colțul blocului).
Valoarea totală a producției anuale în 2009 a fost de aproximativ 500 de milioane euro, din care pieței neorganizate îi reveneau peste 300 de milioane de euro, ceea ce ducea la pierderi de 100 milioane euro pentru statul român, din cauza neimpozitării. 
Valoarea pieței interne, în 2022, era de aproximativ 450 milioane euro. În același an, România deținea 188.000 hectare cu viță-de-vie, din care aproximativ 40% nemodernizate, a produs 3,8 milioane hectolitri și a exportat 0,18 milioane (locul 29 în lume). Consumul total a fost de 3 milioane hectolitri din care 0,55 milioane au provenit din importuri.
Din punct de vedere al suprafeței cultivate cu viță de vie, România ocupa în 2022 locul 11 în lume și locul 5 în Uniunea Europeană, după Spania, Franța, Italia și Portugalia. Randamentul la hectar, de 5.038,2 kg/ha - locul 74 în lume și locul 17 în Uniunea Europeană, a fost mai mic de jumătate față de randamentul mediu la nivel global, de 11.614,6 kg/ha. Din punct de vedere al producției, România s-a clasat pe locul 22 în lume și pe locul 7 în Uniunea Europeană, după Italia, Franța, Spania, Germania, Portugalia și Grecia.
În 2023, din punct de vedere al suprafeței cultivate cu viță de vie, România ocupa locul 11 în lume și locul 5 în Uniunea Europeană, după Spania, Franța, Italia și Portugalia. Randamentul la hectar a fost de 4.879,7 kg/ha - locul 73 în lume și locul 15 în Uniunea Europeană, iar din punct de vedere al producției, România s-a clasat pe locul 21 în lume și pe locul 6 în Uniunea Europeană, după Italia, Franța, Spania, Germania și Portugalia.
Din punct de vedere producției de vin, România s-a clasat în 2021 pe locul 12 în lume și pe locul 6 în Uniunea Europeană, după Italia, Franța, Spania, Portugalia și Germania, iar în 2022 România a obținut o producție de 460.000 tone, clasându-se pe locul 13 în lume și pe locul 6 în Uniunea Europeană, după Italia, Franța, Spania, Portugalia și Germania.
|                                                                         | 2023    | 2022    | 2021     | 2020    | 2019    | 2018     | 2017     | 2016    | 2015    | 2014    | 2013    |
| ----------------------------------------------------------------------- | ------- | ------- | -------- | ------- | ------- | -------- | -------- | ------- | ------- | ------- | ------- |
| Viță de vie                                                             |         |         |          |         |         |          |          |         |         |         |         |
| Suprafață cultivată (mii ha)                                            | 164,17  | 159,74  | 163,61   | 165,60  | 176,34  | 172,80   | 176,20   | 175,06  | 177,01  | 175,55  | 177,78  |
| Producție (mii t)                                                       | 801,10  | 804,80  | 1.005,28 | 932,77  | 973,99  | 1.140,57 | 1.067,12 | 736,89  | 798,77  | 783,69  | 991,56  |
| Productivitate (kg/ha)                                                  | 4.879,7 | 5.038,2 | 6.144,4  | 5.632,7 | 5.523,4 | 6.600,5  | 6.056,2  | 4.209,4 | 4.512,5 | 4.464,3 | 5.577,4 |
| Vin                                                                     |         |         |          |         |         |          |          |         |         |         |         |
| Producție (mii t)                                                       | –       | 460,00  | 450,00   | 380,80  | 380,80  | 125,74   | 430,50   | 330,01  | 364,57  | 378,28  | 515,43  |
| Sursa: Organizația pentru Alimentație și Agricultură a Națiunilor Unite |         |         |          |         |         |          |          |         |         |         |         |

### Mere
În anul 2022, suprafața ocupată în România de livezile de meri a fost de 54.070 hectare, locul 13 la nivel mondial și locul 2 în Uniunea Europeană, după Polonia. Producția realizată a fost a 5-a din Uniunea Europeană, după Polonia, Italia, Franța și Germania și a 25-a la nivel global. Productivitatea a fost în România de 10.049,6 kg/ha, a 22-a în Uniunea Europeană și a 63-a la nivel mondial, jumătate față de media globală de 20.551,2 kg/ha.
În 2023, din punct de vedere al suprafeței cultivate cu meri, România ocupa locul 13 în lume și locul 2 în Uniunea Europeană, după Polonia. Randamentul la hectar a fost de 9.838,6 kg/ha - locul 64 în lume și locul 21 în Uniunea Europeană, iar din punct de vedere al producției, România s-a clasat pe locul 24 în lume și pe locul 5 în Uniunea Europeană, după Polonia, Italia, Franța și Germania.
|                                                                         | 2023    | 2022     | 2021     | 2020     | 2019    | 2018     | 2017    | 2016    | 2015    | 2014    | 2013    |
| ----------------------------------------------------------------------- | ------- | -------- | -------- | -------- | ------- | -------- | ------- | ------- | ------- | ------- | ------- |
| Suprafață cultivată (mii ha)                                            | 54,29   | 54,07    | 53,82    | 52,34    | 52,74   | 53,94    | 55,60   | 55,53   | 55,88   | 56,13   | 60,28   |
| Producție (mii t)                                                       | 534,14  | 543,38   | 593,70   | 537,47   | 492,70  | 634,77   | 348,66  | 467,26  | 476,06  | 513,20  | 513,58  |
| Productivitate (kg/ha)                                                  | 9.838,6 | 10.049,6 | 11.031,2 | 10.268,8 | 9.342,1 | 11.768,1 | 6.271,1 | 8.414,8 | 8.518,9 | 9.143,0 | 8.520,5 |
| Sursa: Organizația pentru Alimentație și Agricultură a Națiunilor Unite |         |          |          |          |         |          |         |         |         |         |         |

### Caise
Suprafața ocupată de livezile de caiși în România în anul 2022 a fost de 1.960 hectare, a 39-a la nivel mondial și a 7-a din Uniunea Europeană. Producția realizată a fost a 6-a din Uniunea Europeană, după Italia, Franța, Grecia, Spania și Ungaria și a 33-a la nivel global. Productivitatea a fost în România de 11.989,8 kg/ha, a 3-a în Uniunea Europeană, după Italia și Grecia și a 7-a la nivel mondial, mai mare decât media globală de 6.918,5 kg/ha.
În 2023, din punct de vedere al suprafeței cultivate cu caiși, România ocupa locul 38 în lume și locul 7 în Uniunea Europeană, după Spania, Italia, Franța, Grecia și Ungaria. Randamentul la hectar a fost de 12.093,6 kg/ha, cea mai mare valoare din Uniunea Europeană și a 6-a din lume, iar din punct de vedere al producției, România s-a clasat pe locul 31 în lume și pe locul 5 în Uniunea Europeană, după Italia, Franța, Spania și Grecia.
|                                                                         | 2023     | 2022     | 2021     | 2020     | 2019     | 2018     | 2017     | 2016     | 2015     | 2014     | 2013    |
| ----------------------------------------------------------------------- | -------- | -------- | -------- | -------- | -------- | -------- | -------- | -------- | -------- | -------- | ------- |
| Suprafață cultivată (mii ha)                                            | 2,03     | 1,96     | 1,92     | 2,03     | 2,04     | 1,97     | 2,11     | 2,20     | 2,62     | 2,98     | 2,84    |
| Producție (mii t)                                                       | 24,55    | 23,50    | 26,84    | 26,77    | 29,42    | 34,43    | 33,85    | 30,73    | 31,00    | 43,61    | 28,31   |
| Productivitate (kg/ha)                                                  | 12.093,6 | 11.989,8 | 13.979,2 | 13.187,2 | 14.421,6 | 17.477,2 | 16.043,1 | 13.991,8 | 11.826,8 | 14.614,3 | 9.982,4 |
| Sursa: Organizația pentru Alimentație și Agricultură a Națiunilor Unite |          |          |          |          |          |          |          |          |          |          |         |

### Cireșe
Din punct de vedere al suprafeței livezilor de cireși, România ocupa în 2022 locul 27 în lume și locul 9 în Uniunea Europeană. Randamentul la hectar, de 10.368,6 kg/ha - locul 7 în lume și locul 3 în Uniunea Europeană, după Austria și Țările de Jos, a fost mai mare decât randamentul mediu la nivel global, de 6.096,5 kg/ha. Din punct de vedere al producției, România s-a clasat pe locul 17 în lume și pe locul 8 în Uniunea Europeană, după Spania, Italia, Grecia, Polonia, Bulgaria, Germania și Franța.
În 2023, din punct de vedere al suprafeței cultivate cu cireși, România ocupa locul 23 în lume și locul 9 în Uniunea Europeană. Randamentul la hectar a fost de 9.471,5 kg/ha - locul 9 în lume și locul 3 în Uniunea Europeană, după Austria și Țările de Jos, iar din punct de vedere al producției, România s-a clasat pe locul 14 în lume și pe locul 6 în Uniunea Europeană, după Grecia, Spania, Italia, Polonia și Bulgaria.
|                                                                         | 2023    | 2022     | 2021     | 2020     | 2019     | 2018     | 2017    | 2016     | 2015     | 2014     | 2013     |
| ----------------------------------------------------------------------- | ------- | -------- | -------- | -------- | -------- | -------- | ------- | -------- | -------- | -------- | -------- |
| Suprafață cultivată (mii ha)                                            | 3,86    | 3,31     | 3,51     | 3,20     | 3,30     | 4,29     | 6,02    | 6,13     | 6,31     | 6,45     | 7,08     |
| Producție (mii t)                                                       | 36,56   | 34,32    | 40,67    | 37,64    | 39,14    | 49,10    | 58,47   | 73,83    | 75,50    | 82,81    | 80,48    |
| Productivitate (kg/ha)                                                  | 9.471,5 | 10.368,6 | 11.586,9 | 11.762,5 | 11.860,6 | 11.445,2 | 9.706,8 | 12.050,6 | 11.969,4 | 12.846,4 | 11.368,4 |
| Sursa: Organizația pentru Alimentație și Agricultură a Națiunilor Unite |         |          |          |          |          |          |         |          |          |          |          |

### Castane comestibile
Din punct de vedere al suprafeței acoperite de livezi de castani comestibili, România ocupa în 2022 locul 27 în lume și locul 10 în Uniunea Europeană. Randamentul la hectar, de 5.000 kg/ha - locul 3 în lume, după Turcia și China și primul loc în Uniunea Europeană, a fost mai mare decât randamentul mediu la nivel global, de 3.844,6 kg/ha. Din punct de vedere al producției, România s-a clasat pe locul 25 în lume și pe locul 8 în Uniunea Europeană, după Spania, Italia, Grecia, Portugalia, Franța, Ungaria și Slovenia.
În 2023, din punct de vedere al suprafeței cultivate cu castani comestibili, România ocupa locul 27 în lume și locul 10 în Uniunea Europeană. Randamentul la hectar a fost de 9.000 kg/ha, cea mai mare valoare din Uniunea Europeană și din lume, iar din punct de vedere al producției, România s-a clasat pe locul 25 în lume și pe locul 8 în Uniunea Europeană.
De menționat că în perioada 2013-2017 și în 2023, România a ocupat primul loc în lume în ceea ce privește randamentul la hectar. 
|                                                                         | 2023    | 2022    | 2021  | 2020    | 2019    | 2018    | 2017     | 2016     | 2015     | 2014     | 2013     |
| ----------------------------------------------------------------------- | ------- | ------- | ----- | ------- | ------- | ------- | -------- | -------- | -------- | -------- | -------- |
| Suprafață cultivată (mii ha)                                            | 0,010   | 0,010   | 0     | 0,010   | 0,010   | 0,010   | 0,003    | 0,003    | 0,003    | 0,002    | 0,002    |
| Producție (mii t)                                                       | 0,090   | 0,050   | 0,030 | 0,050   | 0,040   | 0,040   | 0,031    | 0,033    | 0,035    | 0,026    | 0,025    |
| Productivitate (kg/ha)                                                  | 9.000,0 | 5.000,0 | 0     | 5.000,0 | 4.000,0 | 4.000,0 | 10.333,3 | 11.000,0 | 11.666,7 | 13.000,0 | 12.922,3 |
| Sursa: Organizația pentru Alimentație și Agricultură a Națiunilor Unite |         |         |       |         |         |         |          |          |          |          |          |

### Piersici și nectarine
În 2022, România era al 52-lea producător de piersici la nivel global și al 8-lea din Uniunea Europeană, având alocată pentru această cultură o suprafață de 1.290 hectare, a 8-a ca întindere din Uniunea Europeană și a 59-a din lume. Productivitatea a fost în România de 9.589,1 kg/ha, a 6-a din Uniunea Europeană, după Grecia, Italia, Franța, Austria și Spania și a 39-a la nivel global, mai mică decât media globală de 16.992,4 kg/ha.
În 2023, din punct de vedere al suprafeței cultivate cu piersici, România ocupa locul 55 în lume și locul 8 în Uniunea Europeană, după Spania, Italia, Grecia, Franța, Portugalia, Ungaria și Bulgaria. Randamentul la hectar a fost de 9.028,8 kg/ha - locul 41 în lume și locul 6 în Uniunea Europeană, după Spania, Franța, Italia, Grecia și Portugalia, iar din punct de vedere al producției, România s-a clasat pe locul 50 în lume și pe locul 7 în Uniunea Europeană.
|                                                                         | 2023    | 2022    | 2021     | 2020    | 2019    | 2018     | 2017     | 2016     | 2015     | 2014     | 2013    |
| ----------------------------------------------------------------------- | ------- | ------- | -------- | ------- | ------- | -------- | -------- | -------- | -------- | -------- | ------- |
| Suprafață cultivată (mii ha)                                            | 1,39    | 1,29    | 1,37     | 1,69    | 1,80    | 1,71     | 1,77     | 1,81     | 1,75     | 1,80     | 2,04    |
| Producție (mii t)                                                       | 12,55   | 12,37   | 14,12    | 15,90   | 17,61   | 22,14    | 19,34    | 23,65    | 21,82    | 24,71    | 19,13   |
| Productivitate (kg/ha)                                                  | 9.028,8 | 9.589,1 | 10.306,6 | 9.408,3 | 9.783,3 | 12.947,4 | 10.957,5 | 13.100,8 | 12.468,0 | 13.752,4 | 9.395,9 |
| Sursa: Organizația pentru Alimentație și Agricultură a Națiunilor Unite |         |         |          |         |         |          |          |          |          |          |         |

### Pere
Din punct de vedere al suprafeței acoperite de livezi de peri, România ocupa în 2022 locul 38 în lume și locul 9 în Uniunea Europeană. Randamentul la hectar, de 13.225 kg/ha - locul 34 în lume și locul 12 în Uniunea Europeană, a fost mai mic decât randamentul mediu la nivel global, de 19.796,6 kg/ha. Din punct de vedere al producției, România s-a clasat pe locul 31 în lume și pe locul 9 în Uniunea Europeană, după Italia, Țările de Jos, Belgia, Spania, Franța, Portugalia, Polonia și Grecia.
În 2023, din punct de vedere al suprafeței cultivate cu peri, România ocupa locul 38 în lume și locul 9 în Uniunea Europeană. Randamentul la hectar a fost de 12.894,7 kg/ha - locul 32 în lume și locul 11 în Uniunea Europeană, iar din punct de vedere al producției, România s-a clasat pe locul 30 în lume și pe locul 9 în Uniunea Europeană.
|                                                                         | 2023     | 2022     | 2021     | 2020     | 2019     | 2018     | 2017     | 2016     | 2015     | 2014     | 2013     |
| ----------------------------------------------------------------------- | -------- | -------- | -------- | -------- | -------- | -------- | -------- | -------- | -------- | -------- | -------- |
| Suprafață cultivată (mii ha)                                            | 3,23     | 3,20     | 3,17     | 3,09     | 3,08     | 3,10     | 3,12     | 3,15     | 2,91     | 3,46     | 3,91     |
| Producție (mii t)                                                       | 41,65    | 42,32    | 49,46    | 46,64    | 46,16    | 57,16    | 48,88    | 52,75    | 45,60    | 61,29    | 66,85    |
| Productivitate (kg/ha)                                                  | 12.894,7 | 13.225,0 | 15.602,5 | 15.093,9 | 14.987,0 | 18.438,7 | 15.681,1 | 16.762,3 | 15.646,9 | 17.699,1 | 17.110,1 |
| Sursa: Organizația pentru Alimentație și Agricultură a Națiunilor Unite |          |          |          |          |          |          |          |          |          |          |          |

### Prune
Suprafața ocupată de livezile de pruni în România în anul 2022 a fost de 66.710 hectare, a 3-a la nivel mondial, după China și Serbia și cea mai mare din Uniunea Europeană. Producția realizată a fost cea mai mare din Uniunea Europeană și a 2-a la nivel global, după China. Productivitatea a fost în România de 9.979,5 kg/ha, a 8-a în Uniunea Europeană, după Austria, Țările de Jos, Italia, Spania, Grecia, Portugalia și Germania și a 27-a la nivel mondial, de două ori mai mare decât media globală de 4.778,9 kg/ha.
În 2023, din punct de vedere al suprafeței cultivate cu pruni, România ocupa locul 3 în lume și primul loc în Uniunea Europeană. Randamentul la hectar a fost de 9.523 kg/ha - locul 30 în lume și locul 10 în Uniunea Europeană, iar din punct de vedere al producției, România s-a clasat pe locul 2 în lume, după China și pe primul loc în Uniunea Europeană.
|                                                                         | 2023    | 2022    | 2021     | 2020     | 2019     | 2018     | 2017    | 2016    | 2015    | 2014   | 2013    |
| ----------------------------------------------------------------------- | ------- | ------- | -------- | -------- | -------- | -------- | ------- | ------- | ------- | ------ | ------- |
| Suprafață cultivată (mii ha)                                            | 67,74   | 66,71   | 66,73    | 67,01    | 65,58    | 65,91    | 66,68   | 65,11   | 65,67   | 66,55  | 68,01   |
| Producție (mii t)                                                       | 645,09  | 665,73  | 807,17   | 757,88   | 692,67   | 830,06   | 444,92  | 512,98  | 496,47  | 495,29 | 512,46  |
| Productivitate (kg/ha)                                                  | 9.523,0 | 9.979,5 | 12.096,1 | 11.310,0 | 10.562,2 | 12.593,8 | 6.672,6 | 7.878,1 | 7.559,9 | 7442,1 | 7.535,3 |
| Sursa: Organizația pentru Alimentație și Agricultură a Națiunilor Unite |         |         |          |          |          |          |         |         |         |        |         |

### Gutui
În 2017 (cel mai recent an în care s-au raportat date către FAO), suprafața acoperită cu livezi de gutui în România a fost de 883 hectare, a 13-a la nivel mondial și a 3-a din Uniunea Europeană, după Spania și Belgia. Producția realizată a fost a 2-a din Uniunea Europeană, după Spania și a 12-a la nivel global. Productivitatea a fost în România de 7.407,9 kg/ha, a 5-a în Uniunea Europeană, după Grecia, Italia, Ungaria și Portugalia și a 26-a la nivel mondial, mai mică decât media globală de 8.583,5 kg/ha.
|                                                                         | 2023 | 2022 | 2021 | 2020 | 2019 | 2018 | 2017    | 2016    | 2015    | 2014    | 2013    |
| ----------------------------------------------------------------------- | ---- | ---- | ---- | ---- | ---- | ---- | ------- | ------- | ------- | ------- | ------- |
| Suprafață cultivată (mii ha)                                            | –    | –    | –    | –    | –    | –    | 0,89    | 0,88    | 1,00    | 0,97    | 0,90    |
| Producție (mii t)                                                       | –    | –    | –    | –    | –    | –    | 6,54    | 6,51    | 7,44    | 7,18    | 6,69    |
| Productivitate (kg/ha)                                                  | –    | –    | –    | –    | –    | –    | 7.407,9 | 7.413,0 | 7.482,3 | 7.474,7 | 7.446,6 |
| Sursa: Organizația pentru Alimentație și Agricultură a Națiunilor Unite |      |      |      |      |      |      |         |         |         |         |         |

### Vișine
În 2022, România era al 12-lea producător de vișine la nivel global și al 3-lea din Uniunea Europeană, după Polonia și Ungaria, având alocată pentru această cultură o suprafață de 2.570 hectare, a 3-a ca întindere din Uniunea Europeană, după Polonia și Ungaria și a 14-a din lume. Productivitatea a fost în România de 11.272,4 kg/ha, a 3-a din Uniunea Europeană, după Austria și Țările de Jos și a 5-a la nivel global, mai mare decât media globală de 7.016,0 kg/ha.
În 2023, din punct de vedere al suprafeței cultivate cu vișini, România ocupa locul 15 în lume și locul 3 în Uniunea Europeană, după Polonia și Ungaria. Randamentul la hectar a fost de 10.507,2 kg/ha - locul 6 în lume și locul 3 în Uniunea Europeană, după Austria și Țările de Jos, iar din punct de vedere al producției, România s-a clasat pe locul 12 în lume și pe locul 3 în Uniunea Europeană, după Polonia și Ungaria.
|                                                                         | 2023     | 2022     | 2021     | 2020     | 2019     | 2018     | 2017 | 2016 | 2015 | 2014 | 2013 |
| ----------------------------------------------------------------------- | -------- | -------- | -------- | -------- | -------- | -------- | ---- | ---- | ---- | ---- | ---- |
| Suprafață cultivată (mii ha)                                            | 2,76     | 2,57     | 2,61     | 2,74     | 2,79     | 2,77     | –    | –    | –    | –    | –    |
| Producție (mii t)                                                       | 29,00    | 28,97    | 34,26    | 33,46    | 34,31    | 37,97    | –    | –    | –    | –    | –    |
| Productivitate (kg/ha)                                                  | 10.507,2 | 11.272,4 | 13.126,4 | 12.211,7 | 12.297,5 | 13.707,6 | –    | –    | –    | –    | –    |
| Sursa: Organizația pentru Alimentație și Agricultură a Națiunilor Unite |          |          |          |          |          |          |      |      |      |      |      |

### Căpșuni
Din punct de vedere al suprafeței acoperite cu plantații de căpșuni, România ocupa în 2022 locul 25 în lume și locul 7 în Uniunea Europeană, după Polonia, Germania, Spania, Franța, Finlanda și Italia. Randamentul la hectar, de 6.795,4 kg/ha - locul 59 în lume și locul 16 în Uniunea Europeană, a fost de aproape patru ori mai mic decât randamentul mediu la nivel global, de 24.199,9 kg/ha. Din punct de vedere al producției, România s-a clasat pe locul 33 în lume și pe locul 10 în Uniunea Europeană.
În 2023, din punct de vedere al suprafeței cultivate cu căpșuni, România ocupa locul 23 în lume și locul 7 în Uniunea Europeană, după Polonia, Germania, Spania, Italia, Franța și Finlanda. Randamentul la hectar a fost de 7.267,6 kg/ha - locul 60 în lume și locul 17 în Uniunea Europeană, iar din punct de vedere al producției, România s-a clasat pe locul 32 în lume și pe locul 9 în Uniunea Europeană.
|                                                                         | 2023    | 2022    | 2021    | 2020    | 2019    | 2018    | 2017    | 2016    | 2015    | 2014    | 2013    |
| ----------------------------------------------------------------------- | ------- | ------- | ------- | ------- | ------- | ------- | ------- | ------- | ------- | ------- | ------- |
| Suprafață cultivată (mii ha)                                            | 2,84    | 2,59    | 2,55    | 3,29    | 3,30    | 3,27    | 3,27    | 2,72    | 2,58    | 2,42    | 2,38    |
| Producție (mii t)                                                       | 20,64   | 17,60   | 18,43   | 22,96   | 22,62   | 26,08   | 23,00   | 23,00   | 21,59   | 21,94   | 23,19   |
| Productivitate (kg/ha)                                                  | 7.267,6 | 6.795,4 | 7.227,5 | 6.978,7 | 6.854,5 | 7.975,5 | 8.267,1 | 8.443,5 | 8.357,3 | 9.056,6 | 9.760,1 |
| Sursa: Organizația pentru Alimentație și Agricultură a Națiunilor Unite |         |         |         |         |         |         |         |         |         |         |         |

### Nuci
Suprafața ocupată de livezile de nuci în România în anul 2022 a fost de 2.830 hectare, a 32-a la nivel mondial și a 10-a din Uniunea Europeană. Producția realizată a fost a 2-a din Uniunea Europeană, după Grecia și a 10-a la nivel global. Productivitatea a fost în România de 18.869,3 kg/ha, a 2-a în Uniunea Europeană și la nivel mondial, după Austria, de șase ori mai mare decât media globală de 3.161,9 kg/ha.
În 2023, din punct de vedere al suprafeței cultivate cu nuci, România ocupa locul 29 în lume și locul 9 în Uniunea Europeană. Randamentul la hectar a fost de 16.181,1 kg/ha, cea mai mare valoare din Uniunea Europeană și din lume, iar din punct de vedere al producției, România s-a clasat pe locul 9 în lume și pe primul loc în Uniunea Europeană.
De remarcat că în perioada 2013-2023, România și Austria s-au clasat pe primele două locuri la nivel global în ceea ce privește productivitatea, România fiind de 6 ori lider mondial.
|                                                                         | 2023     | 2022     | 2021     | 2020     | 2019     | 2018     | 2017     | 2016     | 2015     | 2014     | 2013     |
| ----------------------------------------------------------------------- | -------- | -------- | -------- | -------- | -------- | -------- | -------- | -------- | -------- | -------- | -------- |
| Suprafață cultivată (mii ha)                                            | 3,59     | 2,83     | 2,40     | 1,91     | 1,62     | 1,59     | 1,60     | 1,67     | 1,64     | 1,60     | 1,48     |
| Producție (mii t)                                                       | 58,09    | 53,40    | 54,25    | 48,35    | 49,58    | 54,00    | 45,80    | 34,10    | 33,39    | 31,51    | 31,76    |
| Productivitate (kg/ha)                                                  | 16.181,1 | 18.869,3 | 22.604,2 | 25.314,1 | 30.604,9 | 33.962,3 | 28.569,6 | 20.379,6 | 20.387,1 | 19.720,9 | 21.491,2 |
| Sursa: Organizația pentru Alimentație și Agricultură a Națiunilor Unite |          |          |          |          |          |          |          |          |          |          |          |

### Afine
Din punct de vedere al suprafeței plantațiilor de afini, România ocupa în 2022 locul 15 în lume și locul 8 în Uniunea Europeană, după Polonia, Spania, Germania, Portugalia, Franța, Italia și Țările de Jos. Randamentul la hectar, de 4.162,5 kg/ha - locul 21 în lume și locul 10 în Uniunea Europeană, a fost mult mai mic decât randamentul mediu la nivel global, de 7.016,6 kg/ha. Din punct de vedere al producției, România s-a clasat pe locul 17 în lume și pe locul 8 în Uniunea Europeană, după Spania, Polonia, Portugalia, Germania, Italia, Țările de Jos și Franța.
În 2023, din punct de vedere al suprafeței cultivate cu afini, România ocupa locul 14 în lume și locul 7 în Uniunea Europeană, după Polonia, Spania, Germania, Portugalia, Franța și Italia. Randamentul la hectar a fost de 3.200 kg/ha - locul 24 în lume și locul 12 în Uniunea Europeană, iar din punct de vedere al producției, România s-a clasat pe locul 16 în lume și pe locul 8 în Uniunea Europeană, după Polonia, Spania, Portugalia, Germania, Franța, Italia și Țările de Jos.
|                                                                         | 2023    | 2022    | 2021    | 2020    | 2019    | 2018    | 2017    | 2016    | 2015    | 2014    | 2013    |
| ----------------------------------------------------------------------- | ------- | ------- | ------- | ------- | ------- | ------- | ------- | ------- | ------- | ------- | ------- |
| Suprafață cultivată (mii ha)                                            | 1,20    | 0,80    | 0,71    | 0,40    | 0,21    | 0,18    | 0,13    | 0,13    | 0,15    | 0,55    | 0,48    |
| Producție (mii t)                                                       | 3,84    | 3,33    | 1,93    | 1,17    | 0,61    | 0,65    | 0,34    | 0,30    | 0,32    | 1,27    | 1,10    |
| Productivitate (kg/ha)                                                  | 3.200,0 | 4.162,5 | 2.718,3 | 2.925,0 | 2.904,8 | 3.611,1 | 2.568,2 | 2.328,1 | 2.133,3 | 2.333,5 | 2.292,9 |
| Sursa: Organizația pentru Alimentație și Agricultură a Națiunilor Unite |         |         |         |         |         |         |         |         |         |         |         |

### Merișoare
În 2017 (cel mai recent an în care s-au raportat date către FAO), România era al 5-lea producător de merișoare la nivel global și primul din Uniunea Europeană, având alocată pentru această cultură o suprafață de 85 hectare, cea mai mare ca întindere din Uniunea Europeană și a 8-a din lume. Productivitatea a fost în România de 6.873,9 kg/ha, cea mai mare din Uniunea Europeană și a 4-a la nivel global, după Turcia, Statele Unite și Canada.
|                                                                         | 2023 | 2022 | 2021 | 2020 | 2019 | 2018 | 2017    | 2016    | 2015    | 2014    | 2013    |
| ----------------------------------------------------------------------- | ---- | ---- | ---- | ---- | ---- | ---- | ------- | ------- | ------- | ------- | ------- |
| Suprafață cultivată (mii ha)                                            | –    | –    | –    | –    | –    | –    | 0,085   | 0,085   | 0,084   | 0,080   | 0,087   |
| Producție (mii t)                                                       | –    | –    | –    | –    | –    | –    | 0,586   | 0,586   | 0,572   | 0,541   | 0,592   |
| Productivitate (kg/ha)                                                  | –    | –    | –    | –    | –    | –    | 6.873,9 | 6.825,5 | 6.809,8 | 6.766,3 | 6.772,3 |
| Sursa: Organizația pentru Alimentație și Agricultură a Națiunilor Unite |      |      |      |      |      |      |         |         |         |         |         |

### Coacăze
În 2022, România era al 34-lea producător de coacăze la nivel global și al 21-lea din Uniunea Europeană, având alocată pentru această cultură o suprafață de 40 hectare, a 20-a ca întindere din Uniunea Europeană și a 29-a din lume. Productivitatea a fost în România de 1.250 kg/ha, a 18-a din Uniunea Europeană și a 31-a la nivel global, de aproape patru ori mai mică decât media globală de 4.955,9 kg/ha.
În 2023, din punct de vedere al suprafeței cultivate cu coacăze, România ocupa locul 25 în lume și locul 17 în Uniunea Europeană. Randamentul la hectar a fost de 1.909,1 kg/ha - locul 27 în lume și locul 13 în Uniunea Europeană, iar din punct de vedere al producției, România s-a clasat pe locul 25 în lume și pe locul 16 în Uniunea Europeană.
|                                                                         | 2023    | 2022    | 2021    | 2020    | 2019    | 2018  | 2017  | 2016  | 2015  | 2014  | 2013    |
| ----------------------------------------------------------------------- | ------- | ------- | ------- | ------- | ------- | ----- | ----- | ----- | ----- | ----- | ------- |
| Suprafață cultivată (mii ha)                                            | 0,11    | 0,04    | 0,04    | 0,02    | 0,03    | 0,15  | 0,15  | 0,14  | 0,16  | 0,20  | 0,05    |
| Producție (mii t)                                                       | 0,21    | 0,05    | 0,04    | 0,02    | 0,03    | 0,08  | 0,12  | 0,12  | 0,14  | 0,13  | 0,07    |
| Productivitate (kg/ha)                                                  | 1.909,1 | 1.250,0 | 1.000,0 | 1.000,0 | 1.000,0 | 533,3 | 788,1 | 816,9 | 860,8 | 673,4 | 1.434,8 |
| Sursa: Organizația pentru Alimentație și Agricultură a Națiunilor Unite |         |         |         |         |         |       |       |       |       |       |         |

### Zmeură
Din punct de vedere al suprafeței acoperite cu plantații de zmeură, România ocupa în 2022 locul 36 în lume și locul 17 în Uniunea Europeană. Randamentul la hectar, de 1.888,9 kg/ha - locul 41 în lume și locul 20 în Uniunea Europeană, depășind dintre cultivatori doar țările baltice, a fost de patru ori mai mic decât randamentul mediu la nivel global, de 7.958,8 kg/ha. Din punct de vedere al producției, România s-a clasat pe locul 37 în lume și pe locul 18 în Uniunea Europeană.
În 2023, din punct de vedere al suprafeței cultivate cu zmeuri, România ocupa locul 29 în lume și locul 13 în Uniunea Europeană. Randamentul la hectar a fost de 2.263,2 kg/ha - locul 39 în lume și locul 19 în Uniunea Europeană, iar din punct de vedere al producției, România s-a clasat pe locul 34 în lume și pe locul 16 în Uniunea Europeană.
|                                                                         | 2023    | 2022    | 2021    | 2020    | 2019    | 2018    | 2017    | 2016    | 2015    | 2014    | 2013    |
| ----------------------------------------------------------------------- | ------- | ------- | ------- | ------- | ------- | ------- | ------- | ------- | ------- | ------- | ------- |
| Suprafață cultivată (mii ha)                                            | 0,19    | 0,09    | 0,11    | 0,07    | 0,06    | 0,06    | 0,04    | 0,03    | 0,03    | 0,02    | 0,03    |
| Producție (mii t)                                                       | 0,43    | 0,17    | 0,18    | 0,13    | 0,11    | 0,13    | 0,12    | 0,09    | 0,09    | 0,09    | 0,12    |
| Productivitate (kg/ha)                                                  | 2.263,2 | 1.888,9 | 1.636,4 | 1.857,1 | 1.833,3 | 2.166,7 | 3.000,0 | 2.966,7 | 3.538,5 | 4.300,0 | 4.555,6 |
| Sursa: Organizația pentru Alimentație și Agricultură a Națiunilor Unite |         |         |         |         |         |         |         |         |         |         |         |

### Alte fructe de pădure
În 2022, România era al 41-lea producător de alte fructe de pădure la nivel global și al 14-lea din Uniunea Europeană, având alocată pentru această cultură o suprafață de 730 hectare, a 10-a ca întindere din Uniunea Europeană și a 31-a din lume. Productivitatea a fost în România de 1.232,9 kg/ha, a 15-a din Uniunea Europeană și a 50-a la nivel global, de peste cinci ori mai mică decât media globală de 7.047,9 kg/ha.
În 2023, din punct de vedere al suprafeței cultivate cu alte fructe de pădure, România ocupa locul 27 în lume și locul 8 în Uniunea Europeană. Randamentul la hectar a fost de 1.424,5 kg/ha - locul 47 în lume și locul 12 în Uniunea Europeană, iar din punct de vedere al producției, România s-a clasat pe locul 36 în lume și pe locul 10 în Uniunea Europeană.
|                                                                         | 2023    | 2022    | 2021    | 2020    | 2019    | 2018    | 2017    | 2016    | 2015    | 2014    | 2013    |
| ----------------------------------------------------------------------- | ------- | ------- | ------- | ------- | ------- | ------- | ------- | ------- | ------- | ------- | ------- |
| Suprafață cultivată (mii ha)                                            | 1,06    | 0,73    | 0,68    | 0,25    | 0,29    | 0,20    | 0,41    | 0,41    | 0,38    | 0,37    | 0,40    |
| Producție (mii t)                                                       | 1,51    | 0,90    | 1,05    | 0,43    | 0,66    | 0,27    | 3,08    | 3,09    | 2,97    | 2,86    | 2,98    |
| Productivitate (kg/ha)                                                  | 1.424,5 | 1.232,9 | 1.544,1 | 1.720,0 | 2.275,9 | 1.350,0 | 7.609,7 | 7.586,4 | 7.743,6 | 7.733,7 | 7.533,6 |
| Sursa: Organizația pentru Alimentație și Agricultură a Națiunilor Unite |         |         |         |         |         |         |         |         |         |         |         |

## Zootehnie
În 2022, România deținea efective de 3.328.700 capete de porcine, clasându-se pe locul 33 în lume și pe locul 9 în Uniunea Europeană, după Spania, Germania, Franța, Danemarca, Țările de Jos, Polonia, Italia și Belgia, 1.851.600 capete de bovine (vaci și bivoli), clasându-se pe locul 89 în lume și pe locul 10 în Uniunea Europeană, 11.730.600 capete de ovine și caprine, clasându-se pe locul 45 în lume și pe locul 2 în Uniunea Europeană, după Spania și 78.268.000 capete de găini, clasându-se pe locul 46 în lume și pe locul 3 în Uniunea Europeană, după Franța și Polonia.
În anul următor (2023), pentru toate efectivele de animale s-au înregistrat reduceri, porcinele ajungând la 3.154.100 capete - locul 35 în lume și locul 9 în Uniunea Europeană, bovinele la 1.831.600 capete - locul 92 în lume și locul 10 în Uniunea Europeană, iar ovinele și caprinele la 11.721.200 capete - locul 45 în lume și locul 2 în Uniunea Europeană, după Spania. Și pentru efectivele de găini s-a constatat o reducere, ajungând la 77.750.000 capete - locul 48 în lume și locul 5 în Uniunea Europeană, după Franța, Polonia, Germania și Țările de Jos.
În 2017 (cel mai recent an în care s-au raportat date către FAO), România deținea un efectiv de 1.820.000 capete de iepuri, clasându-se pe locul 9 în lume și pe locul 3 în Uniunea Europeană, după Italia și Cehia. 
În același an, România deținea un efectiv total de 81.383.000 capete de păsări de curte, ouătoare și de carne (găini, curcani, gâște, rațe etc.), clasându-se pe locul 52 în lume și pe locul 7 în Uniunea Europeană, după Franța, Polonia, Spania, Germania, Italia și Țările de Jos, numărul acestora reducându-se în 2020 la 77.058.000 capete, România menținând clasările din 2017, locul 52 în lume și locul 7 în Uniunea Europeană.
România era în 2022 al 47-lea producător de carne la nivel global și al 9-lea din Uniunea Europeană, după Spania, Germania, Franța, Polonia, Țările de Jos, Danemarca, Belgia și Irlanda, cu o cantitate totală de 965.262,32 tone. În anul următor, deși producția totală de carne a crescut puțin, ajungând la 967.667,06 tone, România a pierdut trei poziții, clasându-se pe locul 50 în lume și pe locul 9 în Uniunea Europeană.
În același an, România a fost al 34-lea producător de lapte la nivel global și al 9-lea din Uniunea Europeană, cu un efectiv total de animale de 10.150.205 capete, cel mai mare din Uniunea Europeană și pe locul 22 în lume. Productivitatea a fost în România de 419,9 kg/animal, a 20-a din Uniunea Europeană și a 120-a la nivel global, de aproape trei ori mai mică decât media globală de 1.136,4 kg/animal.
În 2023, România a înregistrat un efectiv total de animale de lapte de 10.050.209 capete, în continuare cel mai mare din Uniunea Europeană și pe locul 22 în lume, producția de lapte atingând 4.318.400 tone, locul 33 și locul 9 în Uniunea Europeană.
În privința produselor din lapte, România era în 2021 al 39-lea producător de brânzeturi la nivel global și al 16-lea din Uniunea Europeană, cu o cantitate totală de 96.070 tone, al 13-lea producător de smântână la nivel global și al 9-lea din Uniunea Europeană, după Germania, Franța, Italia, Polonia, Belgia, Spania, Austria și Danemarca, cu o cantitate totală de 68.750 tone, al 25-lea producător de unt la nivel global și al 8-lea din Uniunea Europeană, după Irlanda, Franța, Germania, Țările de Jos, Finlanda, Cehia și Spania, cu o cantitate totală de 6.615 tone și al 12-lea producător de iaurt la nivel global și al 9-lea din Uniunea Europeană, după Germania, Franța, Polonia, Spania, Grecia, Austria, Suedia și Țările de Jos, cu o cantitate totală de 120.996,33 tone.
|                                                                         | 2023      | 2022      | 2021      | 2020      | 2019      | 2018      | 2017      | 2016      | 2015      | 2014      | 2013      |
| ----------------------------------------------------------------------- | --------- | --------- | --------- | --------- | --------- | --------- | --------- | --------- | --------- | --------- | --------- |
| Efective (mii de capete)                                                |           |           |           |           |           |           |           |           |           |           |           |
| Porcine                                                                 | 3.154,10  | 3.328,70  | 3.619,60  | 3.784,50  | 3.834,10  | 3.925,30  | 4.707,70  | 4.926,93  | 5.041,79  | 5.180,17  | 5.234,31  |
| Bovine (vaci și bivoli)                                                 | 1.831,60  | 1.851,60  | 1.845,30  | 1.894,80  | 1.942,30  | 1.996,10  | 2.049,70  | 2.092,41  | 2.068,89  | 2.022,41  | 2.009,14  |
| Ovine și caprine                                                        | 11.721,20 | 11.730,60 | 11.579,90 | 11.893,30 | 11.953,50 | 11.715,70 | 11.358,60 | 11.249,66 | 10.935,40 | 10.448,65 | 10.099,51 |
| Iepuri                                                                  | –         | –         | –         | –         | –         | –         | 1.820     | 1.823     | 1.741     | 1.700     | 1.700     |
| Păsări de carne și ouătoare, total                                      | –         | –         | –         | 77.058    | –         | –         | 81.383    | 84.306    | 81.130    | 85.140    | 85.816    |
| din care găini                                                          | 77.750    | 78.268    | 77.148    | 73.901    | 73.993    | 73.289    | 75.690    | 78.648    | 75.447    | 79.440    | 80.136    |
| Carne proaspătă, total                                                  |           |           |           |           |           |           |           |           |           |           |           |
| Producție (mii t)                                                       | 967,67    | 965,26    | 983,44    | 980,69    | 1.034,58  | 1.037,84  | 1.126,92  | 1.127,51  | 1.084,14  | 1.045,97  | 896,46    |
| Lapte proaspăt, total                                                   |           |           |           |           |           |           |           |           |           |           |           |
| Efective (mii de capete)                                                | 10.050,21 | 10.150,01 | 10.027,72 | 10.178,92 | 10.306,80 | 10.084,28 | 8.762,18  | 8.761,43  | 8.153,54  | 7.870,79  | 9.377,70  |
| Producție (mii t)                                                       | 4.318,40  | 4.261,90  | 4.299,70  | 4.362,50  | 4.339,60  | 4.443,30  | 4.439,23  | 4.585,75  | 4.676,63  | 4.803,32  | 4.613,64  |
| Productivitate (kg/animal)                                              | –         | 419,9     | 428,8     | 428,6     | 421,0     | 440,6     | 506,6     | 523,4     | 573,6     | 610,3     | 492,0     |
| Brânzeturi                                                              |           |           |           |           |           |           |           |           |           |           |           |
| Producție (mii t)                                                       | –         | 102,79    | 98,82     | 97,35     | 96,40     | 96,24     | 91,07     | 87,58     | 81,66     | 74,65     | 70,48     |
| Unt                                                                     |           |           |           |           |           |           |           |           |           |           |           |
| Producție (mii t)                                                       | –         | –         | 6,62      | 6,08      | 0         | 4,20      | 1,38      | 1,22      | 0,95      | 0,81      | 0,90      |
| Iaurt                                                                   |           |           |           |           |           |           |           |           |           |           |           |
| Producție (mii t)                                                       | –         | 166,00    | 172,00    | 176,00    | 167,44    | 169,05    | 164,84    | 160,22    | 147,42    | 128,43    | 134,07    |
| Smântână                                                                |           |           |           |           |           |           |           |           |           |           |           |
| Producție (mii t)                                                       | –         | 66,27     | 68,75     | 69,31     | 67,89     | 2,10      | 1,98      | 2,22      | 2,26      | 58,65     | 53,74     |
| Sursa: Organizația pentru Alimentație și Agricultură a Națiunilor Unite |           |           |           |           |           |           |           |           |           |           |           |

### Creșterea porcilor
Înainte de 1989, în România erau crescuți peste 14 milioane de porci.
Livrările de carne și produse procesate din carne de porc, provenind de la firme românești pentru piața UE, au fost interzise din anul 2003, deoarece România folosea pentru eradicarea pestei porcine clasice vaccinarea porcilor. În anul 2007, Comisia Europeană a decis să prelungească, până la 31 decembrie 2009, interdicția impusă firmelor românești privind livrările de carne de porc, considerând că pesta porcină nu este încă ținută sub control.
În 2010, efectivele de porci din România totalizau peste 5 milioane de capete, dintre care aproape 1,5 milioane în exploatații profesionale, iar restul în gospodăriile populației. La sfârșitul lunii octombrie 2012, efectivele totale de porci erau de 2,7 milioane de capete, din care peste 1,8 milioane de capete se găseau în fermele cu flux industrial, iar 300.000 în ferme familiale.
Consumul mediu per locuitor de carne de porc era în 2020 de 37 de kilograme, dar producția autohtonă acoperea doar 20% din consum, diferența fiind importată, în special din Spania și Germania. În 2024, conform ministrului Agriculturii, Florin Barbu, în România se produceau anual între 3,5 și 4 milioane de purcei dintr-un necesar de aproape 9 milioane de porci.
Conform datelor Institutului Național de Statistică, producția de carne de porc s-a diminuat cu circa 4%, de la 334.975 tone carcasă în 2022, la 331.022 tone anul trecut. În perioada analizată au fost sacrificați 3,74 milioane de porci, în scădere față de 2022, când s-au raportat 3,69 milioane capete.
În 2022, România deținea un efectiv de porcine de 3.328.700 capete, clasându-se pe locul 32 în lume și pe locul 9 în Uniunea Europeană, după Spania, Germania, Franța, Danemarca, Țările de Jos, Polonia, Italia și Belgia. Anul următor, chiar dacă înregistrase o reducere a efectivelor de porcine până la 3.154.100 capete, România și-a păstrat pozițiile, clasându-se pe locul 35 în lume și pe locul 9 în Uniunea Europeană.
În ceea ce privește carnea de porc în carcasă, România era în 2022 al 32-lea producător la nivel global și al 12-lea din Uniunea Europeană, cu un efectiv de animale sacrificate de 3.696.100 de capete, locul 12 în Uniunea Europeană și locul 36 în lume. Productivitatea a fost în România de 93,3 kg/animal, a 10-a din Uniunea Europeană și a 26-a la nivel global, mai mare decât media globală de 82,2 kg/animal. În 2023, România înregistrase un efectiv de animale sacrificate de 3.552.900 de capete, locul 12 în Uniunea Europeană și locul 40 în lume. Productivitatea a fost de 93,0 kg/animal, a 12-a din Uniunea Europeană și a 30-a la nivel global, mai mare decât media globală de 82,0 kg/animal, România fiind al 36-lea producător la nivel global și al 12-lea din Uniunea Europeană.
|                                                                         | 2023     | 2022     | 2021     | 2020     | 2019     | 2018     | 2017     | 2016     | 2015     | 2014     | 2013     |
| ----------------------------------------------------------------------- | -------- | -------- | -------- | -------- | -------- | -------- | -------- | -------- | -------- | -------- | -------- |
| Porcine                                                                 |          |          |          |          |          |          |          |          |          |          |          |
| Efective (mii de capete)                                                | 3.154,10 | 3.328,70 | 3.619,60 | 3.784,50 | 3.834,10 | 3.925,30 | 4.707,70 | 4.926,93 | 5.041,79 | 5.180,17 | 5.234,31 |
| Carne de porc în carcasă                                                |          |          |          |          |          |          |          |          |          |          |          |
| Efective sacrificate (mii de capete)                                    | 3.552,90 | 3.696,10 | 4.108,36 | 4.176,58 | 4.409,47 | 4.794,77 | 5.828,00 | 5.985,00 | 5.759,00 | 5.668,00 | 4.793,00 |
| Producție (mii t)                                                       | 329,67   | 344,97   | 391,39   | 388,17   | 398,73   | 426,99   | 491,91   | 500,78   | 470,06   | 459,76   | 396,07   |
| Productivitate (kg/animal)                                              | 93,0     | 93,3     | 95,3     | 92,9     | 90,4     | 89,1     | 84,4     | 83,7     | 81,6     | 81,1     | 82,6     |
| Sursa: Organizația pentru Alimentație și Agricultură a Națiunilor Unite |          |          |          |          |          |          |          |          |          |          |          |

### Vaci
În anul 2010, în România existau aproximativ 1,9 milioane de capete de bovine, din care 1,8 milioane (91,5%) se aflau în proprietatea fermelor de subzistență (persoane fizice) în timp ce restul de 170.000 de animale erau exploatate în ferme industriale. În același an, crescătorii români au trimis la export 51.000 de tone de bovine vii în valoare totală de 98,8 milioane euro, în creștere valorică cu o treime față de anul anterior.
În anul 2007, producția totală de lapte a fost de circa 61 milioane hectolitri, din care cel de vacă a fost de 54,5 milioane hectolitri. Pentru România, aderarea la Uniunea Europeană a însemnat o reducere impusă a producției de lapte, de la 5 milioane de tone de lapte pe an, cât producea înainte, la maximum 3 milioane de tone de lapte pe an. Din această cantitate, 2 milioane de tone au fost alocate pentru vânzare directă, iar 1 milion de tone pentru livrări către fabricile de procesare.
Conform datelor Institutului Național de Statistică, consumul mediu per locuitor de carne de vită în România era în 2020 de doar 5,4 kilograme. În ceea ce privește producția de carne de bovine, aceasta a totalizat în 2023 82.268 tone, în scădere ușoară, cu 0,4%, față de 2022, când a fost raportată o cantitate de 82.640 tone. Numărul bovinelor sacrificate a ajuns la 507.000 capete în 2023, față de 615.000 în 2022.
În 2023, cele mai mari ferme de vaci din România erau cele administrate de DN Agrar Group - 13.000 vaci, 7.000 ha de teren agricol, Afiliu Trans - 4.500 vaci, 7.000 ha de teren agricol, Maxagro Lact -  2.500 vaci, peste 10.000 ha de teren agricol, Agrimat Matca - 1.800 vaci, 1.700 capre, 4.000 ha de teren agricol, Panifcom Iași - 1.700 vaci, Agricola Utviniș - 1.300 vaci, 1.000 ha de teren.
În 2022, România deținea un efectiv de vaci de 1.833.700 capete, clasându-se pe locul 89 în lume și pe locul 10 în Uniunea Europeană, după Franța, Germania, Irlanda, Spania, Polonia, Italia, Țările de Jos, Belgia și Austria. Anul următor, efectivele de vaci s-au redus, ajungând la 1.814.700 capete, România clasându-se pe locul 92 în lume și menținându-se pe locul 10 în Uniunea Europeană.
În ceea ce privește carnea de vită în carcasă, România era în 2022 al 77-lea producător la nivel global și al 13-lea din Uniunea Europeană, cu un efectiv de animale sacrificate de 615.420 de capete, locul 10 în Uniunea Europeană și locul 69 în lume. Productivitatea a fost în România de 134,3 kg/capita, a 27-a din Uniunea Europeană (cea mai mică valoare) și a 142-a la nivel global, mai mică decât media globală de 224,7 kg/animal. Anul următor, efectivul de animale sacrificate a atins 587.700 capete, locul 10 în Uniunea Europeană și locul 71 în lume. Productivitatea a fost în România de 133 kg/capita, a 27-a din Uniunea Europeană (cea mai mică valoare) și a 141-a la nivel global, mai mică decât media globală de 224 kg/animal. Din punct de vedere al producției de carne de vită în carcasă, România s-a situat în 2023 pe locul al 78-lea la nivel global și pe locul al 14-lea în Uniunea Europeană.
România era în 2022 al 37-lea producător de lapte de vacă la nivel global și al 11-lea din Uniunea Europeană, înregistrând un efectiv de 1.075.600 vaci de lapte, locul 49 în lume și al 7-lea în Uniunea Europeană, după Germania, Franța, Polonia, Italia, Țările de Jos și Irlanda. Productivitatea a fost în România de 336,72 kg/capita, a 28-a (cea mai mică valoare) din Uniunea Europeană și a 58-a la nivel global, mai mare decât media globală de 271,60 kg/animal. În anul următor, s-a înregistrat o reducere a efectivelor de vaci de lapte, ajungându-se la 1.056.700 capete - locul 48 în lume și al 7-lea în Uniunea Europeană, România fiind al 36-lea producător de lapte de vacă la nivel global și al 11-lea din Uniunea Europeană.
În privința produselor din lapte de vacă, România era în 2021 al 48-lea producător de lapte de vacă degresat la nivel global și al 16-lea din Uniunea Europeană, cu o cantitate totală de 439.857,91 tone, al 34-lea producător de brânză de vaci la nivel global și al 15-lea din Uniunea Europeană, cu o cantitate totală de 91.430 tone, al 51-lea producător de unt din lapte de vacă la nivel global și al 16-lea din Uniunea Europeană, cu o cantitate totală de 9.480 tone.
|                                                                         | 2023     | 2022     | 2021     | 2020     | 2019     | 2018     | 2017     | 2016     | 2015     | 2014     | 2013     |
| ----------------------------------------------------------------------- | -------- | -------- | -------- | -------- | -------- | -------- | -------- | -------- | -------- | -------- | -------- |
| Vite                                                                    |          |          |          |          |          |          |          |          |          |          |          |
| Efective (mii de capete)                                                | 1.814,70 | 1.833,70 | 1.826,80 | 1.875,20 | 1.923,30 | 1.977,20 | 2.049,70 | 2.092,41 | 2.068,89 | 2.022,41 | 2.009,14 |
| Carne de vită în carcasă                                                |          |          |          |          |          |          |          |          |          |          |          |
| Efective sacrificate (mii de capete)                                    | 587,70   | 615,42   | 623,29   | 623,90   | 428,25   | 462,64   | 678,00   | 715,00   | 725,00   | 668,00   | 612,00   |
| Producție (mii t)                                                       | 78,06    | 82,64    | 82,72    | 87,49    | 73,73    | 78,76    | 110,99   | 116,18   | 118,85   | 107,58   | 96,18    |
| Productivitate (kg/capita)                                              | 133,0    | 134,3    | 132,7    | 140,2    | 172,2    | 170,2    | 163,7    | 162,5    | 163,9    | 161,0    | 157,2    |
| Lapte de vacă                                                           |          |          |          |          |          |          |          |          |          |          |          |
| Efective (mii de capete)                                                | 1.056,70 | 1.075,60 | 1.081,90 | 1.121,90 | 1.138,80 | 1.158,20 | 1.192,54 | 1.190,76 | 1.188,20 | 1.168,86 | 1.162,70 |
| Producție (mii t)                                                       | 3.618,80 | 3.621,80 | 3.637,00 | 3.679,60 | 3.663,20 | 3.797,60 | 3.814,13 | 3.954,33 | 4.005,99 | 4.129,84 | 3.981,05 |
| Productivitate (kg/capita)                                              | –        | 336,72   | 336,17   | 327,98   | 321,67   | 327,89   | 319,83   | 332,09   | 337,15   | 353,32   | 342,40   |
| Lapte de vacă degresat                                                  |          |          |          |          |          |          |          |          |          |          |          |
| Producție (mii t)                                                       | –        | –        | 439,86   | 433,56   | 438,24   | 259,53   | 258,76   | 269,10   | 270,05   | 192,23   | 178,69   |
| Brânză de vaci                                                          |          |          |          |          |          |          |          |          |          |          |          |
| Producție (mii t)                                                       | –        | 95,61    | 91,43    | 85,21    | 82,75    | 91,08    | 91,06    | 94,27    | 94,68    | 64,38    | 62,76    |
| Unt din lapte de vacă                                                   |          |          |          |          |          |          |          |          |          |          |          |
| Producție (mii t)                                                       | –        | 8,93     | 9,48     | 10,22    | 8,86     | 11,82    | 11,82    | 12,24    | 12,28    | 10,59    | 9,80     |
| Sursa: Organizația pentru Alimentație și Agricultură a Națiunilor Unite |          |          |          |          |          |          |          |          |          |          |          |

### Bivoli
În 2022, România deținea un efectiv de bivoli de 17.900 capete, clasându-se pe locul 27 în lume și pe locul 3 în Uniunea Europeană, după Italia și Bulgaria.
România era în 2022 al 17-lea producător de lapte de bivoliță la nivel global și al 3-lea din Uniunea Europeană, după Italia și Bulgaria. 
În anul următor, România a înregistrat o creștere importantă a producției de lapte de bivoliță, clasându-se pe locul 16 în lume și pe locul 2 în Uniunea Europeană, după Italia, deși efectivele de bivoli se reduseseră ușor, atingând 16.900 capete, clasându-se în continuare pe locul 27 în lume și pe locul 3 în Uniunea Europeană, după Italia și Bulgaria.
România nu este producător de carne de bivol.
|                                                                         | 2023  | 2022  | 2021  | 2020  | 2019  | 2018  | 2017 | 2016 | 2015 | 2014 | 2013 |
| ----------------------------------------------------------------------- | ----- | ----- | ----- | ----- | ----- | ----- | ---- | ---- | ---- | ---- | ---- |
| Bivoli                                                                  |       |       |       |       |       |       |      |      |      |      |      |
| Efective (mii de capete)                                                | 16,90 | 17,90 | 18,50 | 19,60 | 19,00 | 18,90 | –    | –    | –    | –    | –    |
| Lapte de bivoliță                                                       |       |       |       |       |       |       |      |      |      |      |      |
| Producție (mii t)                                                       | 19,30 | 14,10 | 15,20 | 16,10 | 14,50 | 16,20 | –    | –    | –    | –    | –    |
| Sursa: Organizația pentru Alimentație și Agricultură a Națiunilor Unite |       |       |       |       |       |       |      |      |      |      |      |

### Creșterea ovinelor și caprinelor
Conform datelor Institutului Național de Statistică, producția de carne de ovine și caprine a înregistrat un avans, de la 62.413 tone în 2022, la 89.079 tone carcasă în 2023, iar numărul animalelor sacrificate a crescut de la 6,27 milioane capete în 2022, la peste 7,66 milioane în 2023.

### Oi
Conform datelor Institutului Național de Statistică, consumul mediu per locuitor de carne de oaie în România era în 2020 de puțin peste 2 kilograme.
În 2022, România deținea un efectiv de ovine de 10.247.400 capete, clasându-se pe locul 37 în lume și pe locul 2 în Uniunea Europeană, după Spania. În anul următor, s-a înregistrat o creștere ușoară a efectivelor de ovine, atingându-se 10.299.500 capete, România menținând pozițiile anterioare, locul 37 în lume și locul 2 în Uniunea Europeană, după Spania.
În ceea ce privește carnea de oaie în carcasă, România era al 36-lea producător la nivel global și al 5-lea din Uniunea Europeană, după Spania, Franța, Irlanda și Grecia, cu un efectiv de animale sacrificate de 5.763.480 de capete, locul 2 în Uniunea Europeană, după Spania și locul 24 în lume. Productivitatea a fost în România de 10,1 kg/animal, a 27-a din Uniunea Europeană (cea mai mică valoare) și a 168-a la nivel global, mult mai mică decât media globală de 16,1 kg/animal. 
În anul următor, efectivele de animale sacrificate s-au redus, atingând 5.671.180 de capete, în continuare locul 2 în Uniunea Europeană, după Spania și locul 24 în lume. Productivitatea a fost de 10 kg/animal, a 27-a din Uniunea Europeană (cea mai mică valoare) și a 169-a la nivel global, mult mai mică decât media globală de 17 kg/animal, România fiind al 34-lea producător la nivel global și al 4-lea din Uniunea Europeană, după Spania, Franța și Irlanda.
România era în 2022 al 9-lea producător de lapte de oaie la nivel global și al 4-lea din Uniunea Europeană, după Grecia, Spania și Italia, înregistrând un efectiv de 7.854.900 oi de lapte, locul 8 în lume și primul în Uniunea Europeană. Productivitatea a fost în România de 51,5 kg/animal, a 11-a din Uniunea Europeană și a 35-a la nivel global, mai mare decât media globală de 40,9 kg/animal. 
În 2021, România era al 21-lea producător de brânză de oaie la nivel global și al 7-lea din Uniunea Europeană, după Grecia, Italia, Spania, Franța, Bulgaria și Portugalia.
În anul următor, efectivele de animale de lapte s-au redus ușor, atingând 7.827.400 capete, în continuare primul loc în Uniunea Europeană și locul 8 în lume, România fiind al 8-lea producător de lapte de oaie la nivel global și al 2-lea din Uniunea Europeană, după Grecia.
În ceea ce privește producția de brânză de oaie, România se situa în 2022 pe locul 19 în lume și pe locul 6 în Uniunea Europeană, după Spania, Italia, Franța, Bulgaria și Portugalia.
|                                                                         | 2023      | 2022      | 2021      | 2020      | 2019      | 2018      | 2017     | 2016     | 2015     | 2014     | 2013     |
| ----------------------------------------------------------------------- | --------- | --------- | --------- | --------- | --------- | --------- | -------- | -------- | -------- | -------- | -------- |
| Ovine                                                                   |           |           |           |           |           |           |          |          |          |          |          |
| Efective (mii de capete)                                                | 10.299,50 | 10.247,40 | 10.087,40 | 10.281,50 | 10.358,70 | 10.176,40 | 9.875,50 | 9.809,51 | 9.518,23 | 9.135,68 | 8.833,83 |
| Carne de oaie în carcasă                                                |           |           |           |           |           |           |          |          |          |          |          |
| Efective sacrificate (mii de capete)                                    | 5.671,18  | 5.763,48  | 5.413,87  | 5.196,96  | 5.125,74  | 5.103,39  | 6.475,04 | 7.737,00 | 6.518,00 | 6.576,00 | 6.327,00 |
| Producție (mii t)                                                       | 54,52     | 58,35     | 53,56     | 50,57     | 49,61     | 47,50     | 73,43    | 77,38    | 70,98    | 67,73    | 68,11    |
| Productivitate (kg/animal)                                              | 10,0      | 10,1      | 9,9       | 9,7       | 9,7       | 9,3       | 11,3     | 10,0     | 10,9     | 10,3     | 10,8     |
| Lapte de oaie                                                           |           |           |           |           |           |           |          |          |          |          |          |
| Efective (mii de capete)                                                | 7.827,40  | 7.854,90  | 7.723,10  | 7.761,40  | 7.869,80  | 7.708,50  | 7.569,64 | 7.570,68 | 6.965,34 | 6.701,93 | 8.215,00 |
| Producție (mii t)                                                       | 448,40    | 404,40    | 419,70    | 426,00    | 425,50    | 401,30    | 625,09   | 631,42   | 670,63   | 673,48   | 632,58   |
| Productivitate (kg/animal)                                              | –         | 51,5      | 54,3      | 54,9      | 54,1      | 52,1      | 82,6     | 83,4     | 96,3     | 100,5    | 77,0     |
| Brânză de oaie                                                          |           |           |           |           |           |           |          |          |          |          |          |
| Producție (mii t)                                                       | –         | 3,51      | 3,63      | 5,32      | 3,85      | 3,37      | 5,80     | 3,18     | 2,93     | 4,10     | 2,71     |
| Sursa: Organizația pentru Alimentație și Agricultură a Națiunilor Unite |           |           |           |           |           |           |          |          |          |          |          |

### Capre
În 2022, România deținea un efectiv de caprine de 1.483.200 capete, clasându-se pe locul 71 în lume și pe locul 3 în Uniunea Europeană, după Grecia și Spania. În anul următor, efectivele de animale s-au redus, ajungând la 1.421.700 de capete, în continuare locul 3 în Uniunea Europeană, după Grecia și Spania, dar locul 72 în lume.
În ceea ce privește carnea de capră în carcasă, România era al 80-lea producător la nivel global și al 4-lea din Uniunea Europeană, după Grecia, Spania și Franța, cu un efectiv de animale sacrificate de 505.500 de capete, locul 4 în Uniunea Europeană, după Grecia, Spania și Franța și locul 66 în lume. Productivitatea a fost în România de 7,4 kg/animal, a 23-a din Uniunea Europeană, depășind doar Portugalia dintre producătorii europeni din anul 2022 și a 161-a la nivel global, mult mai mică decât media globală de 12,6 kg/animal.
În anul următor, efectivele de animale sacrificate au crescut, ajungând la 565.400 de capete, în continuare locul 4 în Uniunea Europeană, după Grecia, Spania  și Franța, dar locul 63 în lume. Productivitatea a fost de 8 kg/animal, a 22-a din Uniunea Europeană și a 164-a la nivel global, mult mai mică decât media globală de 14 kg/animal, România fiind al -77lea producător la nivel global și al 4-lea din Uniunea Europeană, după Grecia, Spania și Franța.
România era în 2022 al 22-lea producător de lapte de capră la nivel global și al 5-lea din Uniunea Europeană, după Franța, Spania, Țările de Jos și Grecia, înregistrând un efectiv de 1.215.000 capre de lapte, locul 32 în lume și al 3-lea în Uniunea Europeană, după Grecia și Spania. Productivitatea a fost în România de 182,4 kg/animal, a 7-a din Uniunea Europeană și a 26-a la nivel global, mult mai mare decât media globală de 89,7 kg/animal.
În 2021, România era al 21-lea producător de brânză de capră la nivel global și al 7-lea din Uniunea Europeană.
În 2023, efectivele de animale de lapte s-au redus ușor, atingând 1.161.600 capete, locul 3 în Uniunea Europeană, după Grecia și Spania și locul 33 în lume, România fiind al 21-lea producător de lapte de capră la nivel global și al 5-lea din Uniunea Europeană, după Franța, Spania, Țările de Jos și Grecia.
În ceea ce privește producția de brânză de capră, România se situa în 2022 pe locul 27 în lume și pe locul 10 în Uniunea Europeană.
|                                                                         | 2023     | 2022     | 2021     | 2020     | 2019     | 2018     | 2017     | 2016     | 2015     | 2014     | 2013     |
| ----------------------------------------------------------------------- | -------- | -------- | -------- | -------- | -------- | -------- | -------- | -------- | -------- | -------- | -------- |
| Caprine                                                                 |          |          |          |          |          |          |          |          |          |          |          |
| Efective (mii de capete)                                                | 1.421,70 | 1.483,20 | 1.492,50 | 1.611,80 | 1.594,80 | 1.539,30 | 1.483,10 | 1.440,15 | 1.417,18 | 1.312,97 | 1.265,68 |
| Carne de capră în carcasă                                               |          |          |          |          |          |          |          |          |          |          |          |
| Efective sacrificate (mii de capete)                                    | 565,40   | 505,50   | 464,73   | 544,64   | 637,33   | 636,86   | 857,96   | 966,00   | 836,00   | 903,00   | 863,00   |
| Producție (mii t)                                                       | 4,48     | 3,74     | 3,83     | 4,07     | 5,30     | 4,62     | 9,73     | 9,65     | 8,64     | 9,13     | 8,49     |
| Productivitate (kg/animal)                                              | 8,0      | 7,4      | 8,2      | 7,5      | 8,3      | 7,3      | 11,3     | 10,0     | 10,3     | 10,1     | 9,8      |
| Lapte de capră                                                          |          |          |          |          |          |          |          |          |          |          |          |
| Efective (mii de capete)                                                | 1.161,60 | 1.215,00 | 1.218,10 | 1.290,80 | 1.293,50 | 1.212,90 | –        | –        | –        | –        | –        |
| Producție (mii t)                                                       | 231,90   | 221,60   | 227,80   | 240,80   | 236,40   | 228,20   | –        | –        | –        | –        | –        |
| Productivitate (kg/animal)                                              | –        | 182,4    | 187,0    | 186,6    | 182,8    | 188,1    | –        | –        | –        | –        | –        |
| Brânză de capră                                                         |          |          |          |          |          |          |          |          |          |          |          |
| Producție (mii t)                                                       | –        | 1,01     | 1,01     | 1,61     | 0,84     | 1,47     | 1,83     | 1,21     | 1,18     | 1,31     | 0,67     |
| Sursa: Organizația pentru Alimentație și Agricultură a Națiunilor Unite |          |          |          |          |          |          |          |          |          |          |          |

### Cuniculicultură
În 2017 (cel mai recent an în care s-au raportat date către FAO), România deținea un efectiv de iepuri de 1.820.000 capete, clasându-se pe locul 9 în lume și pe locul 3 în Uniunea Europeană, după Italia și Cehia.
În ceea ce privește carnea de iepure în carcasă, România era în anul 2018 al 42-lea producător la nivel global și al 9-lea din Uniunea Europeană, depășind doar Norvegia și Luxemburg dintre producători, cu un efectiv de animale sacrificate de 85.000 de capete, locul 8 în Uniunea Europeană, după Spania, Franța, Italia, Ungaria, Polonia, Grecia și Lituania și locul 40 în lume. Productivitatea a fost în România de 1,2235 kg/animal, a 10-a din Uniunea Europeană (cea mai mică valoare dintre producători) și a 33-a la nivel global, mai mică decât media globală de 1,3975 kg/animal.
|                                                                         | 2023 | 2022 | 2021 | 2020 | 2019 | 2018  | 2017  | 2016  | 2015  | 2014  | 2013  |
| ----------------------------------------------------------------------- | ---- | ---- | ---- | ---- | ---- | ----- | ----- | ----- | ----- | ----- | ----- |
| Iepuri                                                                  |      |      |      |      |      |       |       |       |       |       |       |
| Efective (mii de capete)                                                | –    | –    | –    | –    | –    | –     | 1.820 | 1.823 | 1.741 | 1.700 | 1.700 |
| Carne de iepure proaspătă sau refrigerată                               |      |      |      |      |      |       |       |       |       |       |       |
| Efective sacrificate (mii de capete)                                    | –    | –    | –    | –    | –    | 85    | 89    | 110   | 117   | 111   | 123   |
| Producție (mii t)                                                       | –    | –    | –    | –    | –    | 0,10  | 0,11  | 0,14  | 0,14  | 0,14  | 0,15  |
| Productivitate (kg/animal)                                              | –    | –    | –    | –    | –    | 1,224 | 1,225 | 1,227 | 1,231 | 1,288 | 1,252 |
| Sursa: Organizația pentru Alimentație și Agricultură a Națiunilor Unite |      |      |      |      |      |       |       |       |       |       |       |

### Avicultură
Consumul total de carne de pasăre în România era, în anul 2007, de 370.000 de tone, dintre care 70% proveneau din producția internă, iar restul de 30% din importuri. Piața internă a cărnii de pasăre se ridica în 2008 la aproximativ un miliard de euro, consumul mediu anual de carne de pasăre fiind de 20,7 kg per locuitor, fără autoconsum, nivel similar celui din țări precum Ungaria și Bulgaria. Tot în 2007, producția totală de ouă a fost de 6,52 miliarde bucăți, iar consumul mediu anual de ouă era de circa 235 per locuitor.
Carnea de pui necesară pentru consumul local este asigurată în mare parte din producția locală. În 2010, România importa anual circa 80.000 de tone de carne de pui și exporta 50.000-60.000 de tone.
În 2021, în România s-au consumat 500.000 de tone de carne de pasăre, consumul anual de carne de pui per locuitor fiind, în medie, de 28 de kilograme, peste 90% din cantitate provenind din fermele românești. Producătorii trimit însă la export părțile cele mai apreciate din pui: pieptul și pulpele dezosate, doar anul trecut fiind exportate 150.000 de tone.
Conform datelor Institutului Național de Statistică, în anul 2023, producția de carne de pasăre a României a totalizat 539.867 tone, cu 5,5% mai mult comparativ cu anul precedent, fiind sacrificate 321,8 milioane de păsări, în creștere față de cele 310,4 milioane consemnate în 2022.
Conform definiției Organizației pentru Alimentație și Agricultură a Națiunilor Unite, categoria păsări domestice include găini, curcani, rațe, gâște și alte păsări de curte crescute pentru ouă sau carne.
În 2020 (cel mai recent an în care s-au raportat date către FAO) România deținea un stoc de 77.058.000 capete de păsări domestice, clasându-se pe locul 51 în lume și pe locul 7 în Uniunea Europeană, după Franța, Polonia, Spania, Germania, Italia și Țările de Jos.
În ceea ce privește carnea de pasăre proaspătă sau refrigerată, România era în anul 2022 al 41-lea producător la nivel global și al 7-lea din Uniunea Europeană, după Polonia, Spania, Franța, Germania, Italia și Țările de Jos, cu un efectiv de păsări sacrificate de 285.713.000 de capete, locul 8 în Uniunea Europeană, după Polonia, Franța, Spania, Germania, Italia, Țările de Jos și Belgia și locul 42 în lume. Productivitatea a fost în România de 1,6641 kg/cap, a 14-a din Uniunea Europeană și a 58-a la nivel global, aproape egală cu media globală de 1,656 kg/cap.
În 2023, România a înregistrat un efectiv de păsări sacrificate de 300.797.000 de capete, locul 41 în lume și locul 8 în Uniunea Europeană, după Polonia, Franța, Spania, Germania, Italia, Țările de Jos și Belgia. Productivitatea a fost de 1,665 kg/cap, a 14-a din Uniunea Europeană și a 58-a la nivel global, aproape egală cu media globală de 1,660 kg/cap, România fiind al 40-lea producător la nivel global și al 7-lea din Uniunea Europeană, după Polonia, Spania, Franța, Germania, Italia și Țările de Jos.
În 2022, România înregistra un efectiv de 41.883.000 de păsări ouătoare, locul 31 în lume și locul 6 în Uniunea Europeană, după Franța, Germania, Spania, Polonia și Țările de Jos. În 2019 (cel mai recent an în care s-au raportat date către FAO), productivitatea a fost în România de 7,8433 kg/an, a 13-a din Uniunea Europeană și a 96-a la nivel global, mult mai mică decât media globală de 11,210 kg/an, producția de ouă fiind de 278.203 tone, locul 35 în lume și locul 4 în Uniunea Europeană, după Germania, Spania și Italia, cu o productivitate de 7,843 kg/cap, locul 95 în lume și locul 13 în Uniunea Europeană. 
În 2023, România a înregistrat un efectiv de 38.535.000 de păsări ouătoare, locul 31 în lume și locul 7 în Uniunea Europeană, după Franța, Spania, Germania, Polonia, Italia și Țările de Jos.
|                                                                         | 2023  | 2022   | 2021   | 2020  | 2019   | 2018   | 2017   | 2016   | 2015   | 2014   | 2013   |
| ----------------------------------------------------------------------- | ----- | ------ | ------ | ----- | ------ | ------ | ------ | ------ | ------ | ------ | ------ |
| Păsări domestice                                                        |       |        |        |       |        |        |        |        |        |        |        |
| Efective (mil. de capete)                                               | –     | –      | –      | 77,06 | –      | –      | 81,38  | 84,31  | 81,13  | 85,14  | 85,82  |
| Carne de pasăre proaspătă sau refrigerată                               |       |        |        |       |        |        |        |        |        |        |        |
| Efective sacrificate (mil. de capete)                                   | –     | 285,71 | 271,74 | –     | 296,38 | 281,12 | 261,03 | 256,12 | 254,86 | 246,75 | 204,35 |
| Producție (mii t)                                                       | –     | 475,45 | 451,85 | –     | 507,11 | 479,87 | 436,04 | 418,72 | 410,78 | 397,00 | 322,89 |
| Productivitate (kg/cap)                                                 | –     | 1,6641 | 1,6628 | –     | 1,7110 | 1,7070 | 1,6705 | 1,6349 | 1,6118 | 1,6089 | 1,5801 |
| Ouă                                                                     |       |        |        |       |        |        |        |        |        |        |        |
| Păsări ouătoare (mil. de capete)                                        | 38,54 | 41,88  | 42,04  | 30,84 | 35,47  | 34,54  | 36,26  | 39,03  | 40,19  | 45,00  | 44,87  |
| Producție (mii t)                                                       | –     | –      | –      | –     | 278,20 | 285,66 | 299,82 | 309,12 | 327,77 | 331,82 | 319,39 |
| Productivitate (kg/cap)                                                 | –     | –      | –      | –     | 7,8433 | 8,2713 | 8,2681 | 7,9211 | 8,1549 | 7,3737 | 7,1181 |
| Sursa: Organizația pentru Alimentație și Agricultură a Națiunilor Unite |       |        |        |       |        |        |        |        |        |        |        |

### Găini
În 2022, România deținea un stoc de 78.268.000 capete de găină, clasându-se pe locul 47 în lume și pe locul 4 în Uniunea Europeană, după Franța, Polonia și Țările de Jos, iar în anul următor stocul se diminuase până la 77.750.000 capete, locul 48 în lume și locul 5 în Uniunea Europeană, după Franța, Polonia, Germania și Țările de Jos.
În ceea ce privește carnea de pui proaspătă sau refrigerată, România era în 2022 al 41-lea producător la nivel global și al 7-lea din Uniunea Europeană, după Polonia, Spania, Franța, Germania, Italia și Țările de Jos, cu un efectiv de păsări sacrificate de 285.713.000 de capete, locul 8 în Uniunea Europeană, după Polonia, Franța, Spania, Germania, Italia, Țările de Jos și Belgia și locul 42 în lume. Productivitatea a fost în România de 1,6641 kg/cap, a 14-a din Uniunea Europeană și a 58-a la nivel global, mai mare decât media globală de 1,6438 kg/cap.
În 2023, efectivul de păsări sacrificate a fost de 300.797.000 de capete, locul 41 în lume și locul 8 în Uniunea Europeană, după Polonia, Franța, Spania, Germania, Italia, Țările de Jos și Belgia, productivitatea a fost de 1,665 kg/cap, a 14-a din Uniunea Europeană și a 58-a la nivel global, mai mare decât media globală de 1,660 kg/cap, România fiind al 40-lea producător la nivel global și al 7-lea din Uniunea Europeană, după Polonia, Spania, Franța, Germania, Italia și Țările de Jos.
România înregistra în 2022 un efectiv de 41.883.000 de găini ouătoare, locul 26 în lume și locul 4 în Uniunea Europeană, după Franța, Spania, Germania și Polonia. Producția de ouă de găină a fost de 5.531.635.000 de bucăți, România clasându-se pe locul 35 în lume și locul 5 în Uniunea Europeană, după Franța, Spania, Germania și Polonia. Productivitatea a fost în România de 132 buc/cap/an, a 10-a din Uniunea Europeană și a 104-a la nivel global, aproape jumătate față de media globală de 211 kg/cap/an. 
În 2023, efectivul de găini ouătoare s-a redus la 38.535.000 de capete, locul 31 în lume și locul 6 în Uniunea Europeană, după Franța, Germania, Spania, Polonia și Țările de Jos.
|                                                                         | 2023   | 2022     | 2021     | 2020     | 2019     | 2018     | 2017     | 2016     | 2015     | 2014     | 2013     |
| ----------------------------------------------------------------------- | ------ | -------- | -------- | -------- | -------- | -------- | -------- | -------- | -------- | -------- | -------- |
| Găini                                                                   |        |          |          |          |          |          |          |          |          |          |          |
| Efective (mil. de capete)                                               | 77,75  | 78,27    | 77,15    | 73,90    | 73,99    | 73,29    | 75,69    | 78,65    | 75,45    | 79,44    | 80,14    |
| Carne de pui proaspătă sau refrigerată                                  |        |          |          |          |          |          |          |          |          |          |          |
| Efective sacrificate (mil. de capete)                                   | 300,80 | 285,71   | 271,74   | –        | 296,38   | 281,12   | 261,03   | 256,12   | 254,86   | 246,75   | 204,35   |
| Producție (mii t)                                                       | 500,76 | 475,45   | 451,85   | –        | 507,11   | 479,87   | 436,04   | 418,72   | 410,78   | 397,00   | 322,89   |
| Productivitate (kg/cap)                                                 | 1,665  | 1,664    | 1,663    | –        | 1,711    | 1,707    | 1,671    | 1,635    | 1,612    | 1,609    | 1,580    |
| Ouă de găină                                                            |        |          |          |          |          |          |          |          |          |          |          |
| Găini ouătoare (mil. de capete)                                         | 38,54  | 41,88    | 42,04    | 30,84    | 35,47    | 34,54    | 36,26    | 39,03    | 40,19    | 45,00    | 44,87    |
| Producție (mil. buc)                                                    | –      | 5.531,64 | 5.439,16 | 4.957,85 | 4.887,58 | 5.196,48 | 5.880,92 | 6.061,97 | 6.383,15 | 6.448,44 | 6.158,76 |
| Productivitate (buc/cap/an)                                             | –      | 132      | 129      | 161      | 138      | 150      | 162      | 155      | 159      | 143      | 137      |
| Sursa: Organizația pentru Alimentație și Agricultură a Națiunilor Unite |        |          |          |          |          |          |          |          |          |          |          |

### Alte păsări domestice
Conform definiției Organizației pentru Alimentație și Agricultură a Națiunilor Unite, categoria alte păsări domestice include curcani, rațe, gâște și alte păsări de curte crescute pentru ouă sau carne.
În 2020 (cel mai recent an în care s-au raportat date către FAO), România deținea stocuri de 334.000 gâște, clasându-se pe locul 14 în lume și pe locul 3 în Uniunea Europeană, după Polonia și Ungaria, 1.147.000 rațe, clasându-se pe locul 37 în lume și pe locul 7 în Uniunea Europeană, după Franța, Polonia, Ungaria, Portugalia, Germania și Bulgaria și 1.677.000 curcani, clasându-se pe locul 25 în lume și pe locul 8 în Uniunea Europeană, după Franța, Polonia, Germania, Italia, Spania, Ungaria și Portugalia.
În ceea ce privește producția de ouă altele decât cele de găină, în 2017 (cel mai recent an în care s-au raportat date către FAO), s-au înregistrat 115.420.000 de bucăți, România clasându-se pe locul 14 în lume și pe primul loc în Uniunea Europeană. 
|                                                                         | 2023 | 2022 | 2021 | 2020 | 2019 | 2018 | 2017   | 2016   | 2015   | 2014   | 2013   |
| ----------------------------------------------------------------------- | ---- | ---- | ---- | ---- | ---- | ---- | ------ | ------ | ------ | ------ | ------ |
| Curcani                                                                 |      |      |      |      |      |      |        |        |        |        |        |
| Efective (mil. de capete)                                               | –    | –    | –    | 1,68 | –    | –    | 1,00   | 1,00   | 1,00   | 1,00   | 1,00   |
| Gâște                                                                   |      |      |      |      |      |      |        |        |        |        |        |
| Efective (mil. de capete)                                               | –    | –    | –    | 0,33 | –    | –    | 4,69   | 4,66   | 4,69   | 4,70   | 4,68   |
| Rațe                                                                    |      |      |      |      |      |      |        |        |        |        |        |
| Efective (mil. de capete)                                               | –    | –    | –    | 1,15 | 0    | 0    | 0      | 0      | 0      | 0      | 0      |
| Ouă proaspete altele decât cele de găină                                |      |      |      |      |      |      |        |        |        |        |        |
| Producție (mil. buc)                                                    | –    | –    | –    | –    | –    | –    | 115,42 | 121,02 | 172,18 | 187,92 | 229,02 |
| Sursa: Organizația pentru Alimentație și Agricultură a Națiunilor Unite |      |      |      |      |      |      |        |        |        |        |        |

## Apicultură
În anul 2003, apicultura din România a înregistrat cea mai mare producție de până atunci, peste 20.000 tone de miere, cu o valoare de 45-48 milioane euro. Din această cantitate, 11.000 de tone a fost exportată pe piețele europene și americane.
În anul 2009, producția de miere a fost de 21.500 iar în 2008 a fost de 20.037 de tone. Numărul de familii de albine era în continuă creștere, în 2009 ajungând la 1.110.000 de la 1.109.000 în 2008.
Dacă în 2003 consumul anual de miere per locuitor în România era estimat la circa 300 de grame, în 2009 ajunsese la 500 de grame, mai redus decât în majoritatea statelor europene. Prin comparație, în Danemarca consumul de miere se ridica pe an la 5 kg/locuitor, în Germania la 1,5-2 kilograme/locuitor, iar în Ungaria la peste 600 grame.
În 2023, în România erau aproximativ 32.000 de apicultori care dețineau, în total, peste doua milioane de familii de albine, iar consumul anual de miere per locuitor în România a crescut, ajungând în medie la un kilogram pe an.
În 2021, România deținea un efectiv de 2.353.000 albine, clasându-se pe locul 11 în lume și pe locul 2 în Uniunea Europeană, după Spania, iar în anul următor efectivele crescuseră la 2.396.000 albine, România păstrând locul 11 în lume și locul 2 în Uniunea Europeană, după Spania.
În ceea ce privește producția de miere, România era în 2022 al 14-lea producător la nivel global și al 2-lea din Uniunea Europeană, după Spania. 
|                                                                         | 2023     | 2022     | 2021     | 2020     | 2019     | 2018     | 2017     | 2016     | 2015     | 2014     | 2013     |
| ----------------------------------------------------------------------- | -------- | -------- | -------- | -------- | -------- | -------- | -------- | -------- | -------- | -------- | -------- |
| Albine                                                                  |          |          |          |          |          |          |          |          |          |          |          |
| Efective (mii)                                                          | 2.396,00 | 2.355,00 | 2.353,00 | 2.247,00 | 1.689,50 | 1.602,45 | 1.437,39 | 1.392,85 | 1.351,00 | 1.354,22 | 1.254,04 |
| Miere de albine                                                         |          |          |          |          |          |          |          |          |          |          |          |
| Producție (mii t)                                                       | –        | 29,76    | 30,83    | 30,71    | 25,27    | 29,16    | 30,18    | 21,20    | 27,89    | 18,04    | 26,68    |
| Sursa: Organizația pentru Alimentație și Agricultură a Națiunilor Unite |          |          |          |          |          |          |          |          |          |          |          |

## Vânătoare
În conformitate cu Legea nr. 103/1996, în România există 2.147 fonduri de vânătoare cu o dimensiune minimă de 5.000 ha la câmpie, 7 ha la deal și 10.000 ha la munte, cu o suprafață totală de 22 de milioane hectare. Dintre acestea, în 2024, 645 de domenii cinegetice erau atribuite unor gestionari selectați de Ministerul Mediului, peste 20 fiind domenii de vânătoare mari, cu suprafețe cuprinse între 7.000 și 29.000 ha, toate aflate în posesia Ministerului Mediului, Apelor și Pădurilor și administrate de asociații județene sau companii private. Suma totală încasată anual la bugetul de stat de pe urma vânatului este de 600.000 de euro, din care 200 de mii provin de la AGVPSR.
În sezonul mai 2008-mai 2009, în pădurile României au fost estimate 167 de mii de căprioare, cu o cotă de vânătoare de 10.200 exemplare, dintre care au fost împușcate 9.000 și 59.218 mistreți, cu o cotă de vânătoare de 16.660 și dintre care au fost împușcați 14.000. S-au numărat 1,41 milioane de iepuri, la o cotă de 134.000, dintre care au fost sacrificați 113.000 și 367.000 de fazani, la o cotă de 69.000, dintre care au fost împușcați 56.000.
Conform Legii nr. 171 din 8 iunie 2022, Anexa 1 a Legii vânătorii și a protecției fondului cinegetic nr. 407/2006 a fost modificată, fauna sălbatică de interes vânătoresc la care vânarea este permisă numărând 18 mamifere și 40 de păsări. Situația efectivelor de faună cinegetică sedentară evaluate în primăvara anului 2024 și situația cotelor de recoltă la speciile de păsări de pasaj în perioada de vânătoare 2023/2024 au fost publicate de Ministerul Mediului, Apelor și Pădurilor.
| Nr.         | Denumirea speciei       | Denumire științifică         | Perioada de vânătoare | Efective 2024 | Cote de recoltă realizată 2023-2024 | A. Mamifere: Nr. exemplare/an B. Păsări: Nr. exemplare/ zi/vânător 2024-2025 |
| ----------- | ----------------------- | ---------------------------- | --------------------- | ------------- | ----------------------------------- | ---------------------------------------------------------------------------- |
| A. Mamifere |                         |                              |                       |               |                                     |                                                                              |
| 1           | Bizam                   | Ondatra zibethica            | 01.09-15.04           | 13.049        | 417                                 | 1.319                                                                        |
| 2           | Capră neagră            | Rupicapra rupicapra          |                       | 7.722         | 496                                 | 644                                                                          |
|             | - exemplar de trofeu    | - exemplar de trofeu         | 15.10-15.12           |               | 237                                 | 303                                                                          |
|             | - exemplar de selecție  | - exemplar de selecție       | 01.09-15.12           |               | 39                                  | 47                                                                           |
| 3           | Căprior                 | Capreolus capreolus          |                       | 231.854       | 29.156                              | 33.032                                                                       |
|             | - mascul                | - mascul                     | 01.05-15.10           | 91.048        | 12.310                              | 17.940                                                                       |
|             | - femelă                | - femelă                     | 01.09-15.02           | 103.394       | 10.161                              | 11.710                                                                       |
| 4           | Cerb comun              | Cervus elaphus               |                       | 55.078        | 5.153                               | 6.298                                                                        |
|             | - mascul de trofeu      | - mascul de trofeu           | 10.09-15.11           |               | 852                                 | 1.074                                                                        |
|             | - mascul de selecție    | - mascul de selecție         | 01.09-31.12           |               | 1.828                               | 2.177                                                                        |
|             | - femelă și vițel       | - femelă și vițel            | 01.09-15.02           |               | 2.743                               | 3.047                                                                        |
| 5           | Cerb lopătar            | Dama dama                    |                       | 7.703         | 1.364                               | 1.348                                                                        |
|             | - mascul de trofeu      | - mascul de trofeu           | 10.10-01.12           |               | 79                                  | 105                                                                          |
|             | - mascul de selecție    | - mascul de selecție         | 01.09-15.12           |               | 492                                 | 456                                                                          |
|             | - femelă și vițel       | - femelă și vițel            | 01.09-15.02           |               | 793                                 | 787                                                                          |
| 6           | Câine enot              | Nyctereutes procyonoides     | 15.09-31.03           | 68            | 0                                   | 25                                                                           |
| 7           | Dihor comun             | Putorius putorius            | 15.09-31.03           | 14.826        | 918                                 | 1.332                                                                        |
| 8           | Hermelină               | Mustela erminea              | 15.09-31.03           | 3.953         | 65                                  | 331                                                                          |
| 9           | Iepure de câmp          | Lepus europaeus              | 01.11-31.01           | 1.067.656     | 84.130                              | 98.451                                                                       |
| 10          | Iepure de vizuină       | Oryctolagus cuniculus        | 01.11-31.01           |               |                                     |                                                                              |
| 11          | Jder                    | Martes sp.                   | 15.09-31.03           | 15.286        | 406                                 | 239                                                                          |
| 12          | Marmotă                 | Marmota marmota              | 15.09-31.10           | 478           | 8                                   | 18                                                                           |
| 13          | Mistreț                 | Sus scrofa                   |                       | 58.550        | 13.690                              | 22.638                                                                       |
|             | - mascul                | - mascul                     | 01.01-31.12           |               |                                     |                                                                              |
|             | - femelă și purcel      | - femelă și purcel           | 01.06-31.01           |               |                                     |                                                                              |
| 14          | Muflon                  | Ovis aries musimon           | 15.09-15.12           | 36            | 4                                   | 4                                                                            |
| 15          | Nevăstuică              | Mustela nivalis              | 15.09-31.03           | 13.679        | 642                                 | 1.119                                                                        |
| 16          | Șacal                   | Canis aureus                 | 01.01-31.12           | 34.309        | 17.424                              | 28.965                                                                       |
| 17          | Viezure                 | Meles meles                  | 01.08-31.03           | 28.942        | 2.071                               | 4.722                                                                        |
| 18          | Vulpe                   | Vulpes vulpes                | 01.01-31.12           | 91.149        | 39.511                              | 63.133                                                                       |
| B. Păsări   |                         |                              |                       |               |                                     |                                                                              |
| 1           | Becațină comună         | Gallinago gallinago          | 01.09-28.02           |               | 463                                 | 15                                                                           |
| 2           | Becațină mică           | Lymnocryptes minimus         | 01.09-28.02           |               |                                     | 0                                                                            |
| 3           | Cioară grivă            | Corvus corone cornix         | 01.06-31.03           | 423.106       | 104.621                             | conform cotă recoltă                                                         |
| 4           | Cioară grivă sudică     | Corvus corone sardonius      | 01.06-31.03           |               |                                     | 0                                                                            |
| 5           | Cioară de semănătură    | Corvus frugilegus            | 15.08-31.01           | 626.432       | 152.674                             | conform cotă recoltă                                                         |
| 6           | Ciocârlie de câmp       | Alauda arvensis              | 15.09-31.10           |               | 68.528                              | 25                                                                           |
| 7           | Cocoșar                 | Turdus pilaris               | 01.09-28.02           |               | 25.367                              | 25                                                                           |
| 8           | Cocoș de munte - mascul | Tetrao urogallus             | 10.09-30.11           |               |                                     | conform cotă recoltă                                                         |
| 9           | Coțofană                | Pica pica                    | 01.06-31.03           | 443.320       | 124.950                             | conform cotă recoltă                                                         |
| 10          | Cormoran mare           | Phalacrocorax carbo sinensis | 01.09-28.02           | 20.932        | 0                                   | 0                                                                            |
| 11          | Fazan                   | Phasianus colchicus          | 01.10-28.02           | 562.377       | 121.957                             | conform cotă recoltă                                                         |
| 12          | Gaiță                   | Garrulus glandarius          | 01.09-28.02           | 148.127       | 19.062                              | conform cotă recoltă                                                         |
| 13          | Găinușă de baltă        | Gallinula chloropus          | 01.09-28.02           |               |                                     | 0                                                                            |
| 14          | Gâscă de vară           | Anser anser rubrirostris     | 15.08-15.02           |               | 4.289                               | 10                                                                           |
| 15          | Gârliță mare            | Anser albifrons              | 15.10-15.02           |               | 22.055                              | 10                                                                           |
| 16          | Graur                   | Sturnus vulgaris             | 15.08-28.02           |               | 27.372                              | 50                                                                           |
| 17          | Guguștiuc               | Streptopelia decaocto        | 15.08-28.02           | 690.003       | 132.198                             | conform cotă recoltă                                                         |
| 18          | Ieruncă                 | Bonasa bonasia               | 15.09-30.11           | 5.929         | 191                                 | conform cotă recoltă                                                         |
| 19          | Lișiță                  | Fulica atra                  | 01.09-10.02           |               | 1.228                               | 15                                                                           |
| 20          | Porumbel gulerat        | Columba palumbus             | 01.09-10.02 31.464    |               |                                     | 20                                                                           |
| 21          | Porumbel de scorbură    | Columba oenas                | 01.09-10.02           |               | 122                                 | 3                                                                            |
| 22          | Potârniche              | Perdix perdix                | 15.09-31.12           | 219.473       | 13.813                              | conform cotă recoltă                                                         |
| 23          | Prepeliță               | Coturnix coturnix            | 15.08-31.10           |               | 93.261                              | 25                                                                           |
| 24          | Rață mare               | Anas platyrhynchos           | 01.09-15.02           |               | 68.255                              | 10                                                                           |
| 25          | Rață mică               | Anas crecca                  | 01.09-10.02 19.642    |               |                                     | 10                                                                           |
| 26          | Rață fluierătoare       | Anas penelope                | 15.08-15.02           |               | 310                                 | 2                                                                            |
| 27          | Rață cu cap castaniu    | Aythya ferina                | 15.08-15.02           |               | 195                                 | 1                                                                            |
| 28          | Rață moțată             | Aythya fuligula              | 15.09-10.02           |               |                                     | 0                                                                            |
| 29          | Rață pestriță           | Anas strepera                | 15.08-15.02           |               | 499                                 | 2                                                                            |
| 30          | Rață sunătoare          | Bucephala clangula           | 15.08-15.02           |               | 74                                  | 1                                                                            |
| 31          | Rață lingurar           | Anas clypeata                | 15.08-15.02           |               | 243                                 | 2                                                                            |
| 32          | Rață sulițar            | Anas acuta                   | 15.08-31.01           |               | 248                                 | 2                                                                            |
| 33          | Rață cârâitoare         | Anas querquedula             | 01.09-10.02           |               | 32                                  | 1                                                                            |
| 34          | Rață cu cap negru       | Aythya marila                | 15.08-15.02           |               |                                     | 0                                                                            |
| 35          | Sitar de pădure         | Scolopax rusticola           | 01.09-28.02           |               | 1.483                               | 3                                                                            |
| 36          | Stăncuță                | Corvus monedula              | 10.07-20.03           | 82.928        | 19.913                              | conform cotă recoltă                                                         |
| 37          | Sturz de vâsc           | Turdus viscivorus            | 01.09-28.02           |               | 11.669                              | 20                                                                           |
| 38          | Sturz cântător          | Turdus philomelos            | 01.09-28.02           |               | 3.413                               | 10                                                                           |
| 39          | Sturzul viilor          | Turdus iliacus               | 01.09-28.02           |               | 18.543                              | 20                                                                           |
| 40          | Turturică               | Streptopelia turtur          | 15.08-30.09           |               | 1.710                               | 20                                                                           |

În 2017 (cel mai recent an în care s-au raportat date către FAO), România era al 47-lea producător la nivel global de carne de vânat, proaspătă, refrigerată sau congelată și al 7-lea din Uniunea Europeană, după Germania, Suedia, Polonia, Norvegia, Spania și Austria, cu o cantitate totală de 4.544,03 tone. 
|                                                                         | 2023 | 2022 | 2021 | 2020 | 2019 | 2018 | 2017 | 2016 | 2015 | 2014 | 2013 |
| ----------------------------------------------------------------------- | ---- | ---- | ---- | ---- | ---- | ---- | ---- | ---- | ---- | ---- | ---- |
| Carne de vânat, proaspătă, refrigerată sau congelată                    |      |      |      |      |      |      |      |      |      |      |      |
| Producție (mii t)                                                       | –    | –    | –    | –    | –    | –    | 4,54 | 4,51 | 4,51 | 4,46 | 4,39 |
| Sursa: Organizația pentru Alimentație și Agricultură a Națiunilor Unite |      |      |      |      |      |      |      |      |      |      |      |

## Acvacultură și pescuit
Pescuitul și piscicultura sunt două activități total diferite. Pescuitul se referă la activitatea din mediul natural, Delta Dunării, mări, oceane, iar acvacultura se desfășoară în ferme care sunt concesionate și se gospodăresc singure. Piscicultura este singurul domeniu al agriculturii din România care nu beneficiază de niciun sprijin financiar.
Întrucât statele membre ale Uniunii Europene au pus accentul pe fermele marine și pescuitul oceanic, Comisia Europeană nu cunoștea acvacultura de apă dulce și de aceea nu s-a prevăzut nici o măsură de finanțare sau de subvenționare a acestei activități. Abia în 2020, potrivit Ministerului Agriculturii și Dezvoltării Rurale, România, împreună cu Polonia, Cehia, Slovacia, Ungaria, țări care au experiență în domeniul pisciculturii în apă dulce, au decis să facă lobby la Comisia Europeană pentru acordarea de subvenții și în acest sector. În iulie 2021, deputații europeni au aprobat în cadrul bugetului UE pentru 2021-2027, Fondul european pentru pescuit și afaceri maritime (FEPAM) cu un buget de 6,1 miliarde euro, fără a fi inițial prevăzute sume alocate pescuitului în ape interioare sau acvaculturii de apă dulce. În noiembrie 2022, Comisia Europeană a aprobat „Programul pentru acvacultură și pescuit” înaintat de România, decizând alocarea sumei de 162.450.905 euro din Fondul european pentru afaceri maritime, pescuit și acvacultură (FEPAM) pentru perioada 2021-2027, ca sprijin acordat exclusiv României.
În ceea ce privește fondurile de investiții, deși în cadrul Programului Operațional pentru Pescuit au fost prevăzute fonduri de aproximativ 230 milioane euro, atât în exercițiul financiar 2007–2013 cât și pentru perioada 2014-2020, majoritatea fermelor piscicole românești care au accesat fonduri nerambursabile pentru investiții au primit procese verbale pentru recuperarea a 40% din valoarea proiectelor, din cauză că Autoritatea de Management, în urma unor controale efectuate de Comisia Europeană, a decis să reducă aportul în natură al fermelor de la 50% la 10%, pe măsura „Investiții productive în acvacultură”. Conform Patronatului Peștelui din România (PPR), „Programarea 2014–2020 a generat un conflict grav care s-ar putea să închidă – estimăm noi, ca asociație de producători – circa 70% din sector, deoarece, din nou, proiectele de investiții cu aport în natură au început să primească procese verbale de recuperare creanțe, nu din vina beneficiarilor, ci a celor care au făcut ghidurile și nu le-au aliniat după regulamentele europene”.
Cu ieșire la mare, mii de hectare de Deltă și străbătută de peste 1.000 de kilometri de Dunăre, România deține o cincime din suprafața amenajată pentru piscicultura din Uniunea Europeană, dar realizează doar 0,2% din producția de pește a blocului comunitar. Din punctul de vedere al potențialului piscicol, România se situează pe primul loc în Europa de Sud-Est, cu o rețea hidrografică de 843.710 hectare.
Producția de pește din România a scăzut constant începând cu anul 1989. Astfel, dacă imediat după Revoluție, producția națională de pește din ape amenajate se cifra la 50-60.000 de tone anual, în anul 2006 aceasta era de numai 8.000 de tone. Și pescuitul din Marea Neagră s-a diminuat considerabil, de la 4.431 tone de pește în 1998, până la 2.026 tone în anul 2005. Consumul anual de pește din România se cifra în 2006 la 70.000 de tone de pește, dintre care doar 20.000 de tone reprezintau producție internă, restul fiind din import.
Până la sfârșitul anilor 1990, în România existau mai multe fabrici de conserve și preparate din pește, inclusiv câteva foarte mari, precum cele de la Tulcea, Constanța, Brăila, Galați și București, care asigurau întregul consum intern și furnizau și mari cantități la export. Începând cu anul 1997, rând pe rând, aceste fabrici au intrat în faliment și au fost închise.
În România existau în 2010, răspândite în 38 de județe, peste 84.500 hectare de crescătorii piscicole, mai mult de 15.500 ha pepiniere piscicole, 300 de ferme piscicole și 60 de păstrăvării, cu o suprafață de 44 ha. Principalele specii de pești cultivate erau: crap, caras, ciprinide asiatice (sânger, cosaș, novac), păstrăv, păstrăv curcubeu, păstrăv fântânel, șalău, știucă, somn, iar producția din acvacultură era de circa 17.000 de tone anual.
În 2020, în România erau înregistrate 250 de păstrăvării și 750 de ferme piscicole, dintre care 150 nu dețineau contracte de concesiune și licență de acvacultură. 
Consumul anual de pește în România a crescut de la 6,5 kilograme per locuitor în 2010, la 8,5 kilograme în 2022, însă în realitate acest consum este mult mai mare dacă se ia în considerare și peștele prins de pescari individuali, care nu intră în statisticile oficiale. Din consumul anual al României de 140.000 de tone, doar aproximativ 25% era pește autohton, restul fiind pește oceanic provenit din importuri. Din cele 140.000 de tone de pește consumate anual, România importa în total circa 7.000 de tone - 2.500 tone de crap din Bulgaria și Ungaria și 4.500 de păstrăv din Italia și Turcia. Potrivit datelor statistice, românii consumau în 2022 de aproape trei ori mai puțin pește decât media Uniunii Europene, estimată la 22,5 kilograme pe locuitor într-un an. Prin comparație, în Bulgaria și Ungaria se consumă 2,5-3 kilograme de pește pe an, în timp ce Portugalia este țara unde se mănâncă cel mai mult pește din țările UE, respectiv 76 de kilograme pe an.

## Silvicultură
Pădurile din România sunt printre cele mai bune din Europa, având un istoric de gospodărire eficace, prin care au ajuns la un standard înalt și un potențial economic important. În anul 2005, sectorul contribuia cu peste 9% la exporturile țării, reprezentând 3,5% din PIB.
Conform Organizației pentru Alimentație și Agricultură a Națiunilor Unite (FAO), în anul 2022 România deținea o suprafață de pădure de 6,929 milioane hectare, reprezentând cam 30% din suprafața totală a țării. Totuși, ponderea suprafețelor împădurite în totalul suprafeței României se situează sub media europeană și cu mult sub nivelul de 32-35% pe care cercetătorii îl consideră ca fiind un prag minim posibil, având în vedere condițiile naturale ale țării.
65% din suprafața națională totală de pădure a fost sau urmează a fi retrocedată persoanelor private și autorităților publice locale. Proprietarilor privați li se cere să se asocieze, să-și înființeze ocoale silvice și să angajeze personal silvic sau să contracteze servicii silvice de la Regia Națională a Pădurilor Romsilva sau de la alte ocoale silvice. Până în anul 2010, se înființaseră 106 ocoale silvice, care administrau peste 1.000.000 ha de pădure.
Deși se poate urmări activitatea de pe parcelele de pădure aflate în proprietatea Romsilva sau a persoanelor care dețin astfel de suprafețe în parcurile naționale, controlul asupra proprietarilor privați de pădure, aflați în afara parcurilor naționale, constituie o problemă importantă. Se estimează că se exploatează ilegal 100.000 metri cubi de lemn pe an.
Capacitatea de atingere a potențialului economic din sectorul forestier este limitată și de slaba accesibilitate a majorității pădurilor. Drumurile forestiere din România acoperă mai puțin de 42.000 km (ceea ce înseamnă circa 6,5 m/ha), reflectând cea mai slabă densitate din Europa. Ca urmare, peste 2 milioane hectare de pădure sunt practic inaccesibile, indiferent dacă este vorba de desfășurarea activităților de gospodărire sau de exploatare.
România avea în 2010 6,3 milioane hectare de pădure, dintre care 4,2 milioane se aflau în proprietatea statului. Se estimează că în perioada 1995-2010 au fost distruse prin tăieri ilegale aproximativ 127.000 de hectare. Dintre acestea, 95.000 de hectare au fost rărite, iar restul au fost pur și simplu rase. Datele oficiale arată că doar în 2022 s-au tăiat peste 22 de milioane de metri cubi de lemn. Dar raportul din același an al Inventarului Forestier Național arată că anual dispar încă 20 milioane de metri cubi de lemn din cauza defrișărilor ilegale.
Potrivit Inventarului Forestier Național, din pădurile României se taie ilegal în fiecare an până la 20 de milioane de metri cubi de lemn. Un raport realizat de Curtea de Conturi în 2019 privind „Situația patrimonială a fondului forestier din România în perioada 1990–2012” arată că din pădurile statului și din cele private s-au tăiat ilegal aproximativ 80 de milioane de metri cubi de lemn, de pe o suprafață de 366.000 ha de pădure, proprietate de stat și privată, fapt care a adus pierderi de circa 5 miliarde euro. Potrivit estimărilor Greenpeace, în România se pierdeau trei hectare de pădure pe oră.
În perioada 1990-2010, 4 pădurari au fost omorâți, iar alți 300 de pădurari, tehnicieni și ingineri silvici au suferit vătămări corporale grave în urma loviturilor primite de la infractorii surprinși furând lemn din pădure.
În România, furtul de lemn din păduri este o problemă națională. Conform datelor obținute de Europa Liberă de la Parchetul General, în 2023 erau deschise 44.000 de dosare penale pentru infracțiuni contra hoților de lemne, peste 7.000 dintre acestea fiind deschise doar în anul 2023. Dintre acestea, numai 163 de dosare au fost finalizate în același an prin realizarea unui rechizitoriu și trimiterea în judecată a făptașilor.
Pentru a combate tăierile ilegale de lemn, în ianuarie 2021 a fost lansat sistemul informatic integrat de monitorizare a trasabilității materialelor lemnoase SUMAL 2.0. Aplicația oferă informații despre autorizațiile de utilizare (APV), locațiile de unde sunt încărcate transporturile de masă lemnoasă și informațiile legate de aceste puncte. APV-urile provin din marcajele arborilor efectuate pe tot parcursul anului cu ajutorul dispozitivelor mobile. Cu toate acestea, cantitatea mare de date face ca inspectorii să țină cu greu pasul cu transporturile de lemn. În aprilie 2024, ministrul Mediului, Mircea Fechet, a declarat că a fost necesară achiziția de servicii de analiză în timp real, bazate pe inteligență artificială, pentru fiecare transport în SUMAL. Ulterior, tehnologia inteligenței artificiale va fi completată cu monitorizarewa prin satelit, cu camere video care vor fi instalate pe drumurile forestiere și publice din România, dar și cu senzori LIDAR.
La data de 21 martie 2024, Guvernul României a adoptat noul Cod Silvic, menit să raționalizeze cadrul juridic, să combată exploatarea forestieră ilegală și să îmbunătățească gestionarea pădurilor. Una dintre cele mai importante prevederi ale noului Cod Silvic interzice tăierile la ras în aproape jumătate din suprafața de pădure a țării. Un alt element de noutate este suspendarea dreptului de acces în sistemul informatic SUMAL 2 celor care nu respectă legea. În plus, documentul va permite statului să își asume împădurirea terenurilor care au fost despădurite și abandonate de proprietar și stabilește cadrul legal pentru lupta digitalizată cu tăierile ilegale de pădure. Același act normativ prevede apariția Consiliului Național al Silviculturii, care urmărește exercitarea în condiții de etică profesională și respectarea standardelor profesionale de către personalul silvic; sunt definite ecosistemele cu valoare ridicată de conservare și se instituie Catalogului național al ecosistemelor cu înaltă valoare de conservare – strict protejate.
Potrivit noului Cod Silvic, suprafața de păduri protejate de lege va crește de la aproape 900.000 de hectare la 6 milioane, adică aproape jumătate dintre pădurile României. A fost extinsă suprafața zonelor de pădure pe care sunt interzise tăierile la ras, de exemplu parcurile naturale, de peste jumătate de milion de hectare, și siturile Natura 2000, de 5,5 milioane hectare.
În 2020, suprafața de pădure din România totaliza 6,929 milioane hectare, în creștere față de valoarea de 6,515 milioane hectare înregistrată în 2010, ceea ce reprezintă o creștere medie anuală de 41.400 hectare, respectiv 0,62%/an. Din suprafața totală, 6,034 milioane hectare erau păduri regenerate în mod natural, diferența de 0,895 milioane hectare fiind păduri plantate.
În ceea ce privește forța de muncă angrenată în sectorul forestier în 2021, cea mai mare valoare a fost înregistrată în România cu 56.900 persoane, reprezentând 8,1 persoane/1.000 ha.
În 2021, valoarea adăugată brută a sectorului forestier a fost de 1.584 milioane euro valorii curente, ceea ce înseamnă 227 euro/ha, reprezentând 0,7% din Produsul intern brut.

## Agricultură ecologică
În Uniunea Europeană, prin strategiile „De la fermă la consumator” și „Biodiversitate”, se propun acțiuni și angajamente ambițioase pentru a combate declinul biodiversității, pentru a transforma sistemele alimentare în standarde mondiale pentru sustenabilitate competitivă, protecția sănătății umane și a mediului, precum și pentru asigurarea mijloacelor de subzistență pentru toți actorii din lanțul valoric alimentar. A fost astfel stabilit obiectivul ca, până în anul 2030, 25% din suprafața agricolă a UE să fie utilizată pentru agricultura ecologică.
Produsele ecologice au un potențial ridicat în România, datorită faptului că o mare suprafață de teren poate fi convertită pentru cultura bio și pentru că europenii consumă din ce in ce mai mult produse sănătoase. În România, suprafața cultivată cu produse bio depășea 70.000 de hectare în 2006, adică sub 1% din potențialul agricol al țării. Aceasta în ciuda faptului că, potrivit studiilor, România ar putea produce în sistem ecologic pe 10-15% din suprafața agricolă.
Suprafața totală cultivată ecologic în anul agricol 2008 a fost de 221.410 hectare, față de 190.129 hectare în 2007. Suprafața cultivată cu legume ecologice a fost de 300 hectare în 2009 și 259 hectare în 2008. Suprafața cultivată cu pomi fructiferi ecologici fost de 820 hectare în 2009 și 790 hectare în 2008.
În anul 2011, suprafața agricolă ecologică a crescut de la 260.000 hectare la 300.000 hectare, din care terenul arabil reprezenta puțin sub 100.000 hectare. Exporturile de produse bio din România au crescut în 2010, atingând un nivel record, de 100 milioane euro, față de 80 milioane euro în 2009. La nivel european, Spania era pe primul loc la nivelul suprafețelor cultivate bio, cu 1,33 milioane hectare, depășind Italia, cu 1,1 milioane hectare, Olanda, cu afaceri în domeniul agriculturii ecologice de 647 milioane euro în 2009, în creștere cu 11% față de 2008.
În anul 2021, suprafața cultivată în agricultură ecologică în România a fost de 578.718 hectare (234.177 ha în conversie și 344.541 ha certificate ecologic), ceea ce reprezenta 4,53% din totalul suprafaței agricole utilizate. Pentru perioada de programare 2023–2027 alocarea financiară pentru intervențiile care vizează agricultura ecologică din Planul Strategic PAC 2023-2027 este de 389,12 milioane euro, respectiv 162,6 milioane euro pentru intervenția prin care sunt finanțate angajamentele în perioada de conversie și 226,52 milioane euro pentru intervenția prin care sunt finanțate angajamentele în perioada de menținere a practicilor de agricultură ecologică.
Cea mai mare pondere în producția ecologică este deținută de cereale, oleaginoase, furaje și vin. Majoritatea covârșitoare a producției este reprezentată de materii prime. Singurul produs procesat cu însemnătate cantitativă este vinul, 17% din producție fiind certificată. De asemenea, mierea este un produs cu o pondere semnificativă în producția ecologică, 18% din producție fiind certificată.

## Valoarea producției sectorului agricol din România
Conform Eurostat, valoarea totală a producției agricole din România în 2023 a fost de 22,215 miliarde euro, aproape egală cu cea din anul precedent, de 22,218 miliarde euro. În 2024 s-a înregistrat o scădere a producției sectorului agricol, aceasta atingând o valoare de 20,510 miliarde euro, cu 32,46% mai mult decât în 2014, când producția agricolă s-a ridicat la valoarea de 16,771 miliarde euro. 
Conform Organizației pentru Alimentație și Agricultură a Națiunilor Unite (FAO), atât în 2023 cât și în 2022, din punct de vedere valoric, principalele produse ale sectorului agricol din România au fost laptele de vacă, grâul, porumbul, carnea de pui și carnea de porc cu os, semințele de floarea-soarelui și de rapiță, cartofii și strugurii. 

## Balanța comercială a sectorului agricol din România
Conform Organizației pentru Alimentație și Agricultură a Națiunilor Unite (FAO), importurile de produse agricole ale României în 2023 au totalizat 6.405.643,71 tone de produse agricole și 1.335.186 capete de animale și păsări, în valoare de 6,39 miliarde USD, iar exporturile au totalizat 20.990.406,99 tone de produse agricole și 2.589.513 capete de animale și păsări, în valoare de 8,41 miliarde USD. Prin urmare, balanța comercială din sectorul agricol în 2023 a fost pozitivă, contribuind la bugetul de stat cu o valoare de 2,02 miliarde USD. Totuși, principalele produse agricole exportate de România au fost cereale și animale vii, cu o valoare adăugată redusă. 